# Civilisation carthaginoise
Vous lisez un « article de qualité » labellisé en 2009.
814 av. J.-C. – 146 av. J.-C.
Entités précédentes :
- Tribus berbères (Libye antique)

Entités suivantes :
- Afrique romaine
- Sicile

La civilisation carthaginoise ou civilisation punique est une ancienne civilisation située dans le bassin méditerranéen et à l'origine de l'une des plus grandes puissances commerciales, culturelles et militaires de cette région dans l'Antiquité. Sa capitale et berceau est Carthage sur le territoire de la Tunisie actuelle.

Fondée par les Phéniciens, notamment la reine Didon de Tyr, sur les rives de l'actuelle Tunisie et plus précisément dans le golfe de Tunis en 814 av. J.-C., selon la tradition la plus couramment admise, Carthage a pris peu à peu l'ascendant sur les cités phéniciennes de la Méditerranée occidentale, avant d'essaimer à son tour et de développer sa propre civilisation. Celle-ci est cependant moins connue que celle de la Rome antique, en raison de la destruction de la cité par l'armée romaine à la fin de la troisième guerre punique en 146 av. J.-C., une fin relatée par des sources gréco-romaines qui furent largement et durablement relayées dans l'historiographie. Décriée au travers de la célèbre punica fides, préjugé issu d'une longue tradition de méfiance envers les Phéniciens à partir d'Homère, cette civilisation a suscité par ailleurs des avis plus favorables : 
« Par leur puissance, ils égalèrent les Grecs ; par leur richesse, les Perses. »
— Appien, Libyca, 2
Résultant de la fusion entre la culture qu'apportèrent avec eux les colons phéniciens et la culture autochtone des Libyens en Afrique, la civilisation carthaginoise a cependant toujours conservé son aspect oriental, si bien qu'il n'est ainsi pas aisé de distinguer ce qui relève des Puniques de ce qui relève des Phéniciens dans le produit des fouilles archéologiques, dont le dynamisme depuis les années 1970 a ouvert de vastes champs d'études où apparaît l'unité de cette civilisation en dépit de particularismes locaux.
Malgré les nombreuses fouilles archéologiques réalisées, de nombreuses inconnues sur la civilisation non matérielle perdurent en raison de la nature des sources écrites : toujours secondaires car toute la littérature punique a disparu, lacunaires et souvent subjectives car issues des peuples ayant eu à les combattre, Grecs et Romains.

## Histoire

Routes du commerce phénicien.

### Des origines auVesiècle

#### Phéniciens en Afrique
L'Afrique du Nord qui, au départ, n'est vraisemblablement pour les Phéniciens qu'une simple étape sur la route des métaux d'Espagne, connaît des installations phéniciennes permanentes de façon très précoce, comme Utique qui est fondée en 1101 av. J.-C. selon Pline l'Ancien. Le XIIe siècle av. J.-C. aurait vu également une installation à Lixus au Maroc et la fondation de Gadès en Espagne.
La date de la fondation de Carthage par Didon, une princesse tyrienne, a toujours fait l'objet d'un débat, non seulement durant l'Antiquité mais encore de nos jours. Deux traditions antiques se sont affrontées : la plus diffusée la situait en 814 av. J.-C., à la suite d'écrits de Timée de Tauroménion dont il ne reste que des fragments réutilisés par d'autres auteurs. L'autre légende plaçait quant à elle la naissance de Carthage à peu près à l'époque de la guerre de Troie (soit aux alentours du XIIe siècle av. J.-C.), tradition reprise par Appien.
Les fouilles archéologiques n'ayant rien livré d'une date aussi ancienne, certains historiens ont émis l'hypothèse d'une fondation beaucoup plus tardive (vers 670 av. J.-C.), voire d'une double fondation, un comptoir ayant précédé la naissance de la cité au sens strict selon Pierre Cintas. Les historiens les plus récents se fondent sur l'analyse des annales de Tyr, utilisées comme source par Ménandre et Flavius Josèphe, pour accepter une datation autour du dernier quart du IXe siècle av. J.-C.

#### Substrat libyen
À l'époque des premières installations phéniciennes, l'Afrique du Nord est occupée par des populations libyennes importantes, dont la continuité avec les Berbères du Maghreb a été défendue par Gabriel Camps. Il a été considéré qu'il y avait un hiatus chronologique trop important et surtout des vagues d'invasions successives trop nombreuses pour n'avoir pas marqué les populations locales de façon durable. Avant l'arrivée des Phéniciens, ces populations berbères ne se définissaient pas elles-mêmes comme un seul et même peuple uni : durant toute leur histoire, ils ont été divisés en plusieurs tribus, et d'après Gabriel Camps ils devaient plutôt s'identifier en référence à ces dernières. À partir du VIIIe siècle av. J.-C., les Phéniciens installent des comptoirs partout à travers l'Afrique du Nord dont le plus prospère est Carthage, et colonisent ces différents peuples berbères. Les Égyptiens mentionnent les Libyens sous le nom de Lebou dès le XIIe siècle av. J.-C. comme étant les populations situées immédiatement à l'ouest de leur territoire.
Les Phéniciens vont immigrer en petit nombre et se métisser avec les populations berbères, ce qui donnera naissance aux Libyphéniciens. Ils sont mentionnés pour la première fois par Hécatée de Milet, cité par Étienne de Byzance. Un texte très controversé, le Périple d'Hannon, les mentionne. Polybe les considère comme des sujets des Carthaginois ayant les mêmes lois qu'eux en tant que métis phénicien-berbère. Pour Diodore de Sicile (XX, 55, 4), il s'agirait d'habitants des villes maritimes qui possédaient le conubium (droit de mariage) avec les Carthaginois et devaient leur nom à ce mélange d'ethnies, Tite-Live les considère comme un mélange de Puniques et d'Africains. Strabon, (XVII, 3, 19) place leur origine entre le littoral carthaginois et les montagnes de Gétulie. Pline (Histoire naturelle, V, 24) dit qu'ils habitent le Buzakion, ce que précise peut-être Ptolémée qui les situe au sud de la région de Carthage et au nord de la Buzakitis. En fait, ces Libuphoinikès (locuteurs d'une langue libyenne) étaient limités au sud de Carthage. Leur influence culturelle est importante puisqu'ils sont les intermédiaires culturels entre la civilisation phénicienne (punique) et les Berbères.
Les Phéniciens créent les premières villes de l'ouest de l'Afrique du Nord comme Volubilis, Utique, Carthage, etc.
L'origine des populations libyennes a été relatée par un grand nombre de légendes et de traditions, plus ou moins fantaisistes, certaines faisant état d'une origine mède, voire perse, selon Procope de Césarée. Mieux informé, Salluste évoque l'origine des Libyens dans sa Guerre de Jugurtha. Strabon a également décrit leurs différentes tribus.

### Expansion en Méditerranée et en Afrique

#### Mainmise sur les possessions phéniciennes en Méditerranée occidentale et colonisation punique
Il est très difficile de distinguer, à partir des fouilles archéologiques menées dans l'ensemble du domaine phénico-punique, ce qui relève des Phéniciens de ce qui relève des Puniques. Ainsi, les archéologues ne signalent pas de rupture comme pour certains sites anciens (Bithia et Nora en Sardaigne). La fondation d'Ibiza, traditionnellement datée de 675 av. J.-C., a donc pu être le fait des uns comme des autres.
L'« empire » punique, dont la formation et le fonctionnement ne relèvent pas d'un impérialisme au sens strict, est désormais considéré comme une sorte de confédération des colonies préexistantes derrière la plus puissante d'entre elles au moment du déclin de la cité mère, Tyr. Carthage aurait été chargée d'assurer la sécurité collective et la politique extérieure, voire commerciale, de la communauté.
Les Phéniciens d'Occident puis les Puniques ont eu des relations précoces avec d'autres civilisations, surtout les Étrusques, avec lesquels des liens commerciaux se tissent. L'archéologie témoigne de ces échanges, avec en particulier les lamelles de Pyrgi de Caere et certaines découvertes effectuées dans les nécropoles carthaginoises : vases de production étrusque dits bucchero mais aussi inscription en étrusque sur laquelle un Carthaginois se présente. L'alliance avec les Étrusques a aussi visé à entraver l'expansion des Phocéens d'Occident, l'opération aboutissant à la défaite phocéenne d'Alalia. À partir du déclin des Étrusques, l'alliance devient cependant inopérante.

#### Antagonisme avec les Grecs: les guerres siciliennes

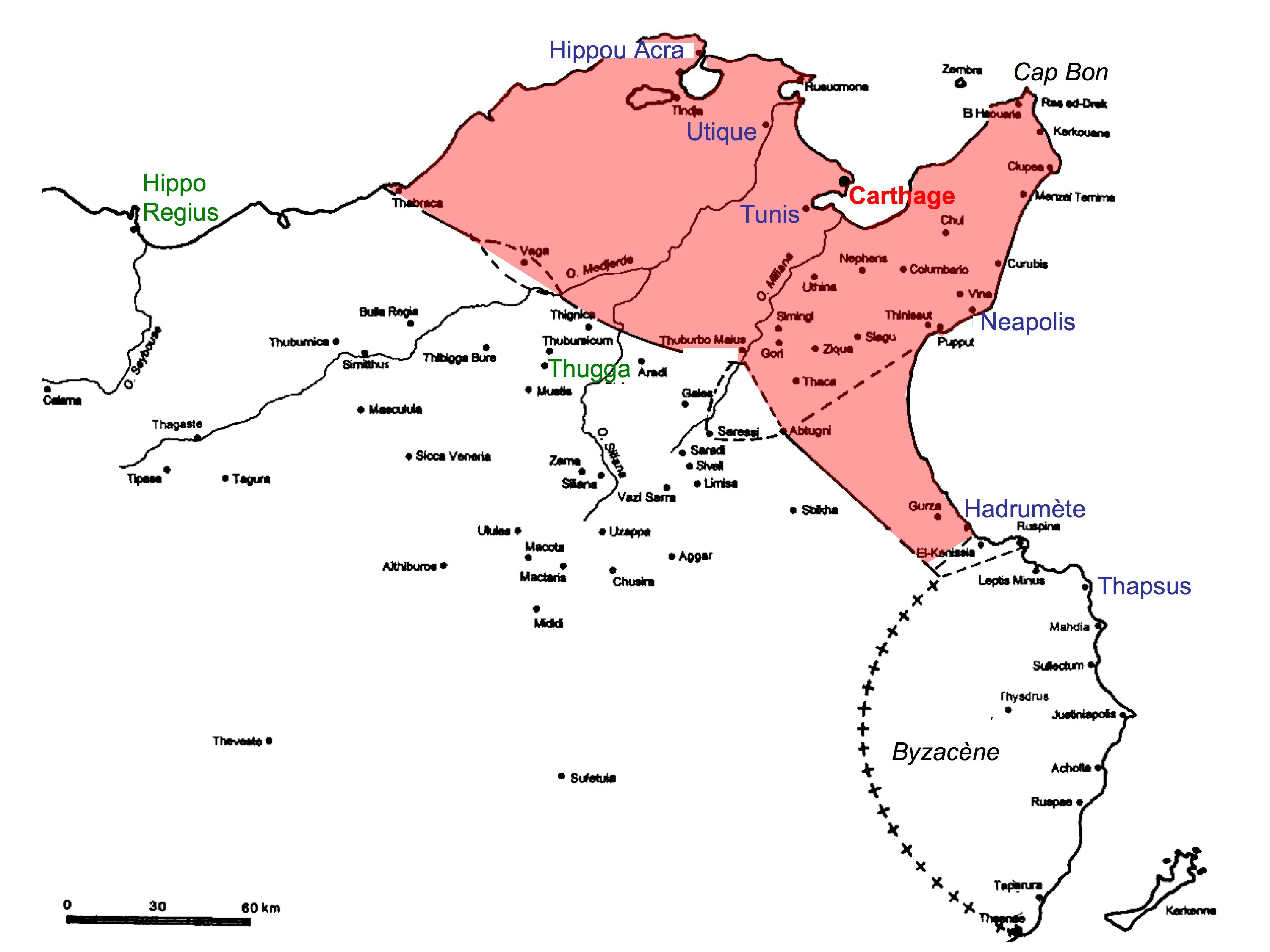
Possessions de Carthage en Afrique au temps de l'invasion d'Agathocle.

La prospérité de Carthage, liée au commerce maritime, entraîne une rivalité avec les Grecs sur le territoire sicilien. C'est pourquoi l'île reste longtemps une zone d'affrontements locaux, dus à la volonté des protagonistes d'implanter des comptoirs ou des colonies sur ses côtes.
Au début du Ve siècle av. J.-C., le conflit change de nature : Gélon, tyran de Syracuse, tente d'unifier l'île avec le soutien de plusieurs cités grecques. La guerre, inévitable, éclate avec Carthage, qui obtient peut-être l'aide de l'Empire perse. Hamilcar de Giscon, commandant les troupes puniques, est battu à la bataille d'Himère en 480 av. J.-C.
Vers 410 av. J.-C., Carthage s'est remise de ce revers ; son implantation africaine est plus puissante, et les expéditions lointaines d'Hannon et d'Himilcon confortent sa maîtrise des mers. Hannibal de Giscon prend alors pied en Sicile en 409 av. J.-C. et remporte des victoires localisées qui ne touchent cependant pas Syracuse. En 405 av. J.-C., la seconde expédition est plus difficile, le chef de l'armée ayant succombé à une épidémie de peste lors du siège d'Agrigente. Himilcon, qui succède à Hannibal, parvient à négocier avec Denys une cessation des hostilités qui est davantage une trêve qu'une paix réelle. Dès 398 av. J.-C., Denys attaque en effet Motyé, qui tombe mais est reprise par la suite. Un nouveau siège a lieu devant Syracuse et dure jusqu'en 396 av. J.-C., année où la peste oblige sa levée. La guerre continue durant soixante ans entre les belligérants. En 340 av. J.-C., l'armée carthaginoise reste cantonnée uniquement au sud-ouest de l'île.
En 315 av. J.-C., Agathocle de Syracuse s'empare de Messine et, en 311 av. J.-C., envahit les derniers comptoirs carthaginois de Sicile. Hamilcar mène la riposte ; en 310 av. J.-C., il contrôle la quasi-totalité de la Sicile et met le siège devant Syracuse. L'expédition menée par Agathocle sur le continent africain représente une victoire puisque Carthage est contrainte de rappeler son armée pour défendre son propre territoire ; la guerre dure trois années et s'achève par la fuite d'Agathocle.

#### Vesiècleet naissance d'un empire africain
Selon le point de vue le plus communément admis, Carthage s'est tournée vers son arrière-pays à la suite de la défaite d'Himère en 480 av. J.-C.. Toutefois, cette thèse est de plus en plus remise en cause par des historiens qui estiment que l'implantation africaine était devenue plus importante de manière tardive. Le Ve siècle n'aurait vu dans cette optique qu'une extension de l'espace nécessaire à l'alimentation d'une population croissante.

### Antagonisme avec Rome et fin de la Carthage punique

#### Premières relations avec Rome: les traités
Les premières relations avec Rome sont pacifiques, comme le prouvent les traités conclus en 509 av. J.-C. – transmis par l'œuvre de Polybe – puis en 348 av. J.-C. et 306 av. J.-C. ; ils garantissent à Carthage l'exclusivité du commerce depuis l'Afrique du Nord et l'absence de pillage mené contre les alliés de Rome en Italie. La durée de plus en plus brève entre ces traités a été considérée comme significative des tensions croissantes entre les deux puissances.

#### Affrontement: les guerres puniques

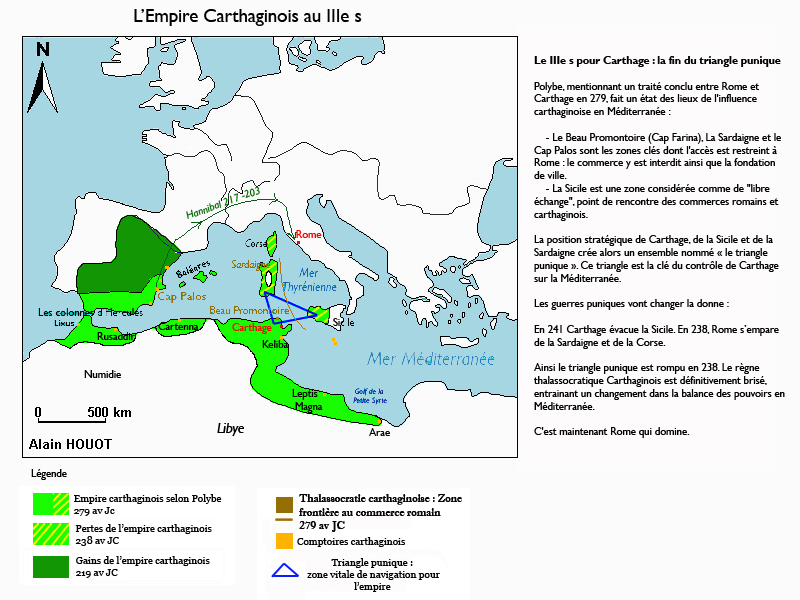
Emprise carthaginoise au

Variations du domaine carthaginois, de 265 à -149, et localisation des principaux faits d'armes de la période.

Les épisodes dénommés « guerres puniques » voient l'antagonisme s'étendre sur plus d'un siècle, de 264 à 146 av. J.-C., l'issue ayant pu sembler longtemps incertaine.
Le premier conflit a lieu de 264 à 241 av. J.-C., aboutissant pour Carthage à la perte de la Sicile et au paiement d'un lourd tribut. Cette première défaite engendre de graves conséquences sociales avec l'épisode de la guerre des Mercenaires, entre 240 et 237 av. J.-C., la ville étant finalement sauvée par Hamilcar Barca. Rome profite de ces difficultés internes pour alourdir les conditions de la paix.
Après cette étape, l'impérialisme de Carthage s'oriente vers la péninsule Ibérique et se heurte aux alliés de Rome, rendant le second conflit inéluctable (219-201 av. J.-C.) après le siège de Sagonte. Lors de l'aventure italienne, Hannibal Barca se montre capable de victoires éclatantes mais dans l'incapacité de les exploiter pour pousser son avantage et mettre à genoux une Rome pourtant vacillante. Après 205 av. J.-C., la guerre ne se déroule plus que sur le sol africain, l'année 202 av. J.-C. marquant la victoire finale de Scipion l'Africain à Zama.
Au cours des cinquante années qui suivent, Carthage rembourse de façon régulière le lourd tribut, mais en même temps elle se dote d'équipements coûteux, tels que les ports puniques dans leur dernier état de développement. La cité semble avoir retrouvé à cette époque une prospérité certaine, corroborée par la construction de programmes édilitaires concertés comme celui du quartier punique de Byrsa (lié au suffétat d'Hannibal Barca).
Pourtant, face au relèvement de la cité et à la fin du paiement du tribut, Rome impose aux Carthaginois d'abandonner la ville et de se retirer dans l'arrière-pays et, partant, de renoncer à leur identité maritime. À ce propos, Velleius Paterculus a écrit que « Rome, déjà maîtresse du monde, ne se sentait pas en sûreté tant que subsisterait le nom de Carthage ». Le refus logique qui suit cette intransigeance entraîne le troisième et dernier conflit. Celui-ci, marqué par le siège de Carthage, dure trois années. À son terme, même si du sel n'a pas été répandu sur le sol ainsi que l'historiographie de la fin du XIXe et du début du XXe siècle le relate, la destruction de la ville est totale et une malédiction jetée sur son site, lequel est déclaré sacer. Carthage n'existe plus comme entité politique, mais longtemps perdurent des aspects de sa civilisation, essaimés en Méditerranée : éléments religieux, artistiques et linguistiques, voire institutionnels en Afrique du Nord.

## Géographie

### Localisation des implantations
Les sites occupés par les Phéniciens puis les Puniques, tournés vers la mer pour assurer la liaison avec les routes commerciales, devaient également garantir la sécurité des habitants en les protégeant d'un arrière-pays qui pouvait leur être hostile. Cette sécurité était naturellement assurée sur une île, comme à Gadès ou Motyé, mais également, bien que dans une moindre mesure, sur une presqu'île ou un espace entouré de collines rendant, en cas d'attaque, sa défense plus aisée. De ce point de vue, l'excellence du site de Carthage explique qu'il ait été vanté par plusieurs auteurs anciens, notamment Strabon qui comparait le site à un « navire à l'ancre ». Cependant, la qualité protectrice du site naturel ne pouvait suffire, ce qui impliquait qu'on la renforce par des aménagements supplémentaires, comme à Motyé : l'île est ainsi ceinturée par une muraille, une chaussée permettant de rejoindre la terre ferme et de faciliter l'approvisionnement.

### Carthage, la ville principale: caractères généraux

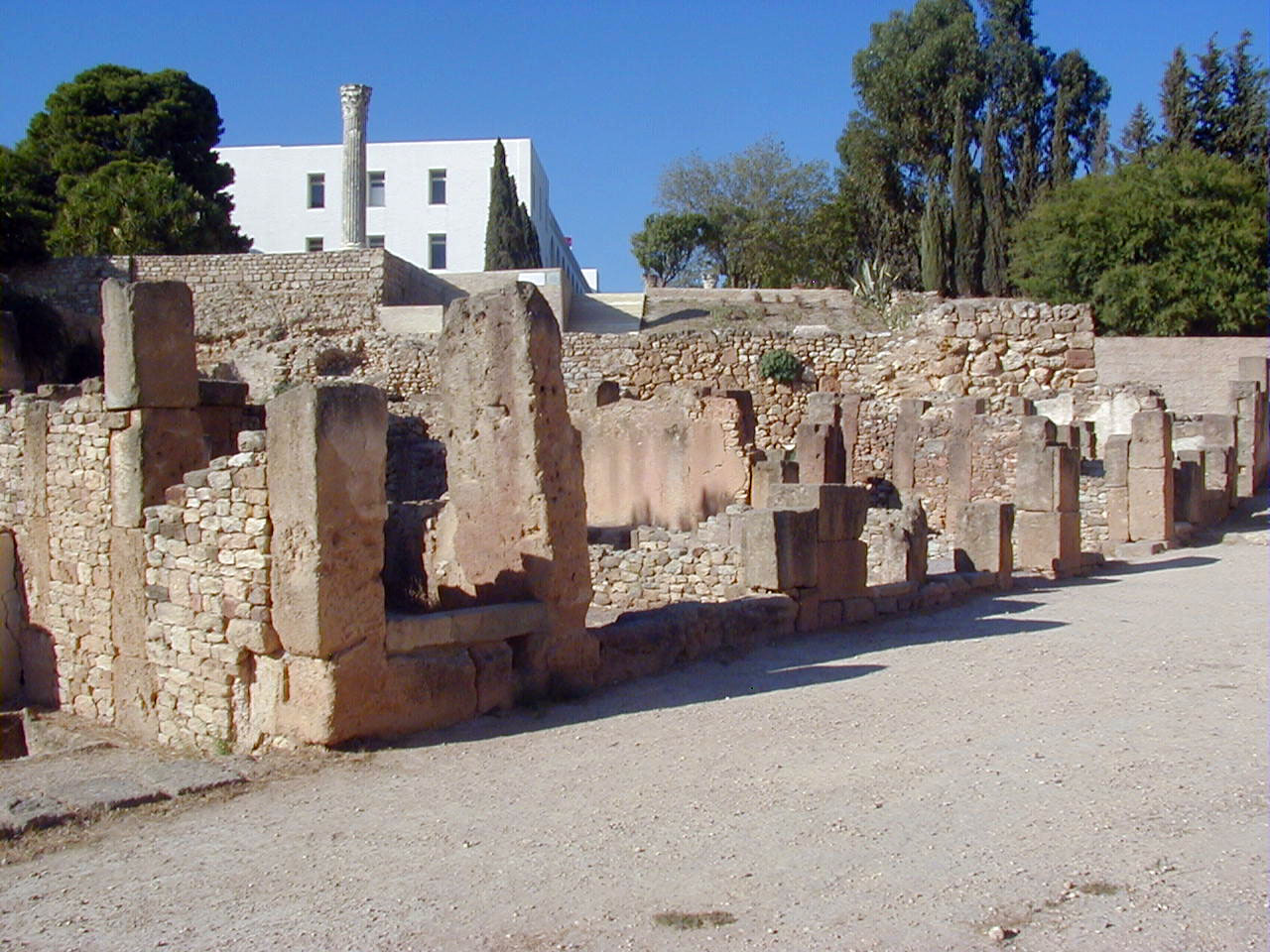
Vue du quartier Hannibal de Byrsa avec des murs en opus africanum datant du début du

Selon la légende, Carthage se serait développée à partir de la colline de Byrsa, citadelle et centre religieux, puis étendue dans la plaine côtière et sur les collines au nord, avec le faubourg de Mégara (aujourd'hui La Marsa) qui semble avoir été construit d'une manière plus anarchique que le reste de la ville ; il s'agit peut-être du faubourg le plus récent et celui-ci n'aurait donc pas eu le temps de se structurer. Car, à l'exception de Mégara, Carthage a été aménagée selon un plan assez ordonné, aux rues rectilignes, sauf sur les collines où l'urbanisation a tout de même été pensée. Globalement, la plaine était quadrillée par les rues, l'agora et les places faisant le lien avec les rues qui rayonnaient vers les collines. La cité était entourée d'épaisses murailles de blocs d'une pierre blanche qui la rendait lumineuse et visible de loin. Les fouilles du quartier dit de Magon ont permis d'étudier l'évolution des structures défensives et urbanistiques sur une longue durée.
La cité était donc conçue selon un plan qui suggère que les Grecs pourraient ne pas être exclusivement à l'origine des plans urbains rectilignes ordonnés sur deux axes, se croisant perpendiculairement en leur centre, communs à la plupart des cités du monde antique. Le quartier dégagé sur la colline de Byrsa a été bâti selon un plan orthogonal, laissant apparaître l'aspect organisé de l'urbanisme. Les rues, pavées et droites mais faites de terre battue sur les collines, se recoupaient à angle droit.
Par pragmatisme, le relief est pris en compte dans les axes des rues qui changent, avec adjonction de volées d'escaliers ; de larges marches étaient aménagées là où le relief du terrain les rendait nécessaires. Ses quartiers d'habitations étaient en partie édifiés au moyen d'une sorte de ciment mêlé à des tessons de céramiques, ce mélange étant utilisé pour le sol des pièces ou l'élévation des murs. Les maisons étaient pourvues de couloirs et des escaliers en bois permettaient de monter dans les étages. Les habitations étaient alimentées en eau par des citernes souterraines recueillant l'eau de pluie, à partir d'une cour centrale, grâce à des canalisations. Il n'y avait pas de réseau d'égouts mais des sortes de fosses septiques.
Parmi les principaux éléments de la cité figurent l'agora, les ports marchand et militaire, des boutiques et échoppes diverses, des entrepôts, des quartiers d'artisans en périphérie (comme celui des potiers), des places de marchés, des nécropoles (dont plusieurs situées entre les habitations et la plaine, et d'autres plus haut sur les collines) ainsi que des temples. Le tout était couronné par la citadelle centrale sur la colline de Byrsa, qui accueillait aussi les principaux temples, comme celui d'Eshmoun.
Carthage était une grande cité cosmopolite de l'Antiquité, où vivaient des Phéniciens et où se côtoyaient Grecs, Berbères d'Afrique du Nord, Ibères d'Espagne et autres peuples issus des territoires carthaginois d'outre-mer via les côtes de l'océan Atlantique ou les routes des oasis, routes reprises plus tard par les Romains. Les mariages mixtes n'y étaient pas rares, contribuant à développer une civilisation particulière.

### Possessions: zone d'influence ou empire?
À l'époque de sa plus grande expansion territoriale, en 264 av. J.-C., l'aire d'influence de Carthage était constituée de la majeure partie de la Méditerranée occidentale par le biais de ses comptoirs en Afrique du Nord (dont l'ouest de la Libye et au moins une partie de la côte maurétanienne), en Sicile, en Sardaigne, aux îles Baléares et en Hispanie, sans compter de petites îles comme Malte, les îles Éoliennes et les îles Pélages, mais aussi par le contrôle qu'elle exerçait sur d'anciens établissements phéniciens tels que Lixus (près de Tanger au Maroc), Mogador (actuelle Essaouira sur la côte atlantique du Maroc), Gadès (actuelle Cadix en Andalousie) et Utique. Parmi les grandes cités puniques figurent, outre la capitale Carthage, Hadrumète, Ruspina, Carthagène ou encore Hippone.
Gadès et Utique (sur le territoire de l'actuelle Tunisie) furent fondées par les Phéniciens entre le XIIe et le Xe siècle av. J.-C. Carthage a pour sa part été fondée sur une presqu'île entourée de lagunes au nord-est de l'actuelle Tunis. Au sommet de sa gloire, la cité compte 700 000 habitants si l'on en croit Strabon, un géographe grec du IIe siècle av. J.-C.
Même si le type de liens entre Carthage et les diverses composantes de ses possessions nous échappe très largement, la métropole se chargeant sans doute des relations diplomatiques et du commerce, Sabatino Moscati a pu considérer l'« incapacité [de Carthage] à créer un empire solide et structuré » comme une cause de sa défaite finale.

## Architecture et urbanisme

### Protéger la cité: la ville fortifiée
Les auteurs anciens ont longuement évoqué les murailles des cités puniques à l'occasion de la relation des sièges subis par certaines d'entre elles. Outre les citadelles des cités principales existaient également des forteresses destinées au contrôle d'un territoire donné. Les fouilles archéologiques ont largement confirmé la diffusion dans tout l'espace punique du modèle de la ville avec enceinte fortifiée, du moins dans l'état actuel des recherches. Les fouilles du quartier Magon de Carthage ont mis en évidence le tracé de la muraille de la cité, au travers de laquelle une porte était percée, du côté de la mer.
Les Puniques ont réutilisé dans certains cas des murailles antérieures, comme à Eryx en Sicile, et leurs propres forteresses ont parfois servi de soubassement à d'autres éléments fortifiés, comme à Kélibia dans la péninsule du cap Bon.

Exemples de fortifications carthaginoises
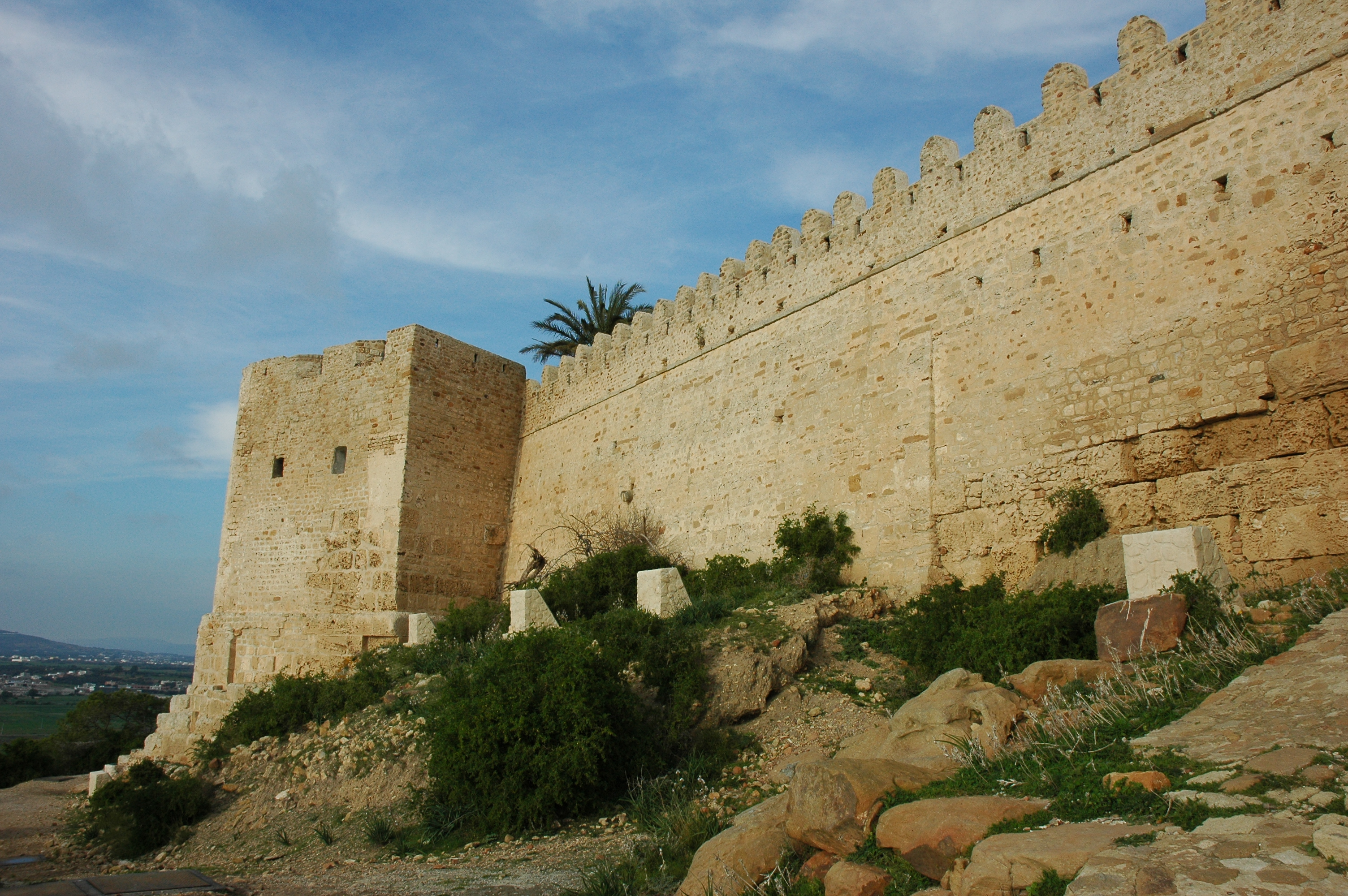
Fort hispano-turc de Kélibia construit sur des soubassements puniques (Ve et IIIe – IIe siècle av. J.-C.).
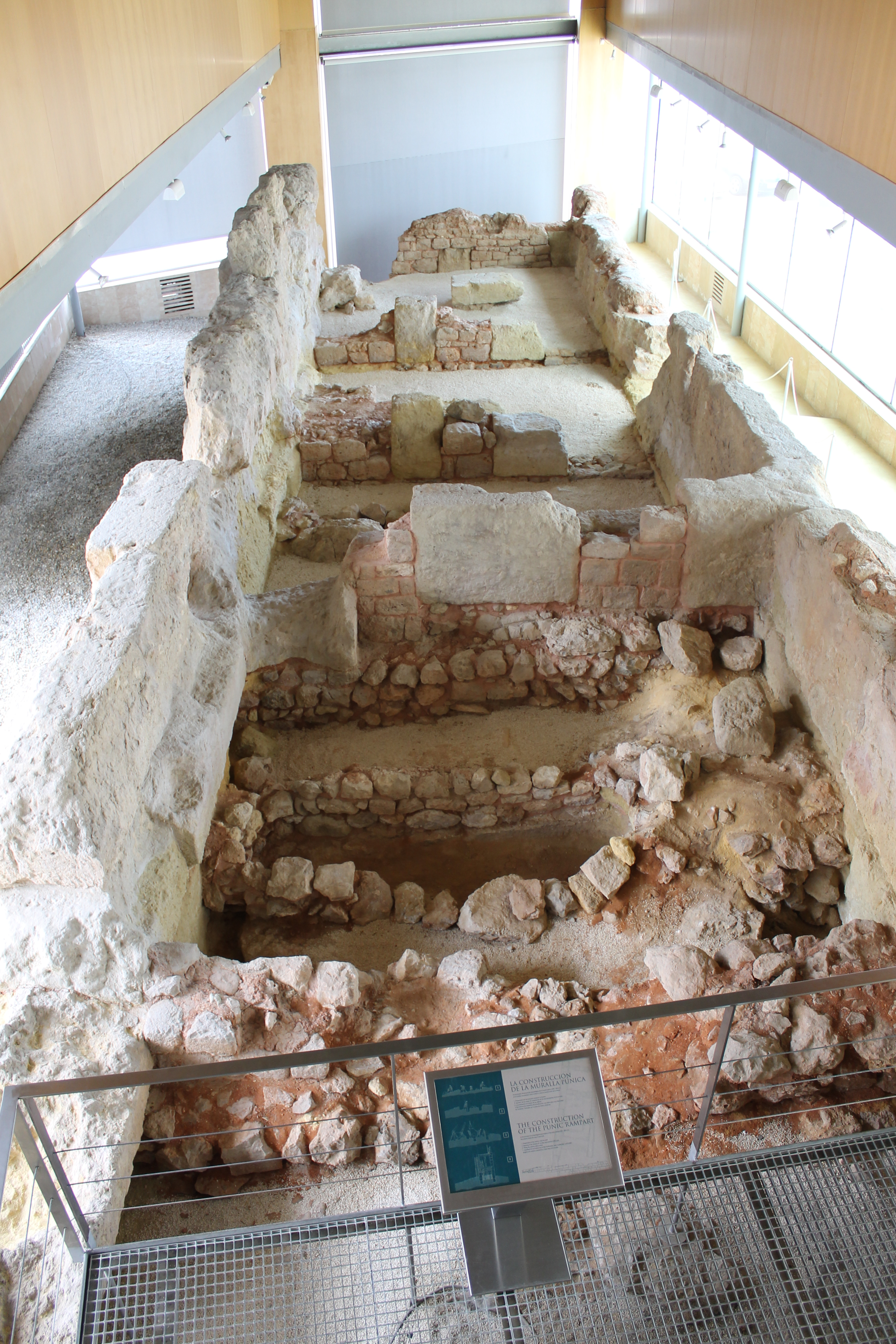
Vestiges de la muraille punique de Carthagène (IIIe siècle av. J.-C.).
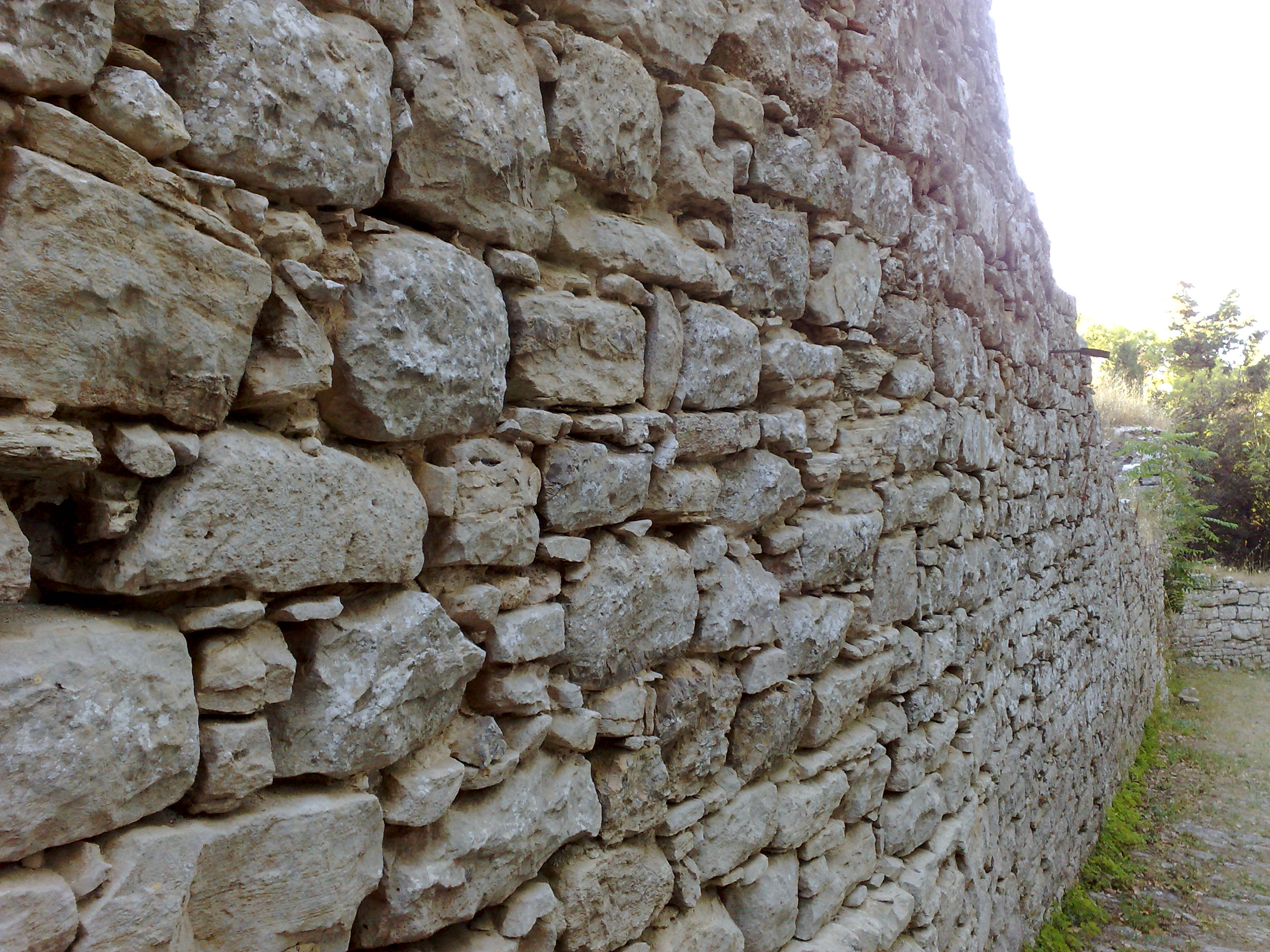
Muraille de la cité d'Eryx en Sicile avec réutilisation d'une base antérieure (IVe – IIIe siècles av. J.-C.).
Plan de la Carthage punique.

### Espaces publics et structures: routes et ports

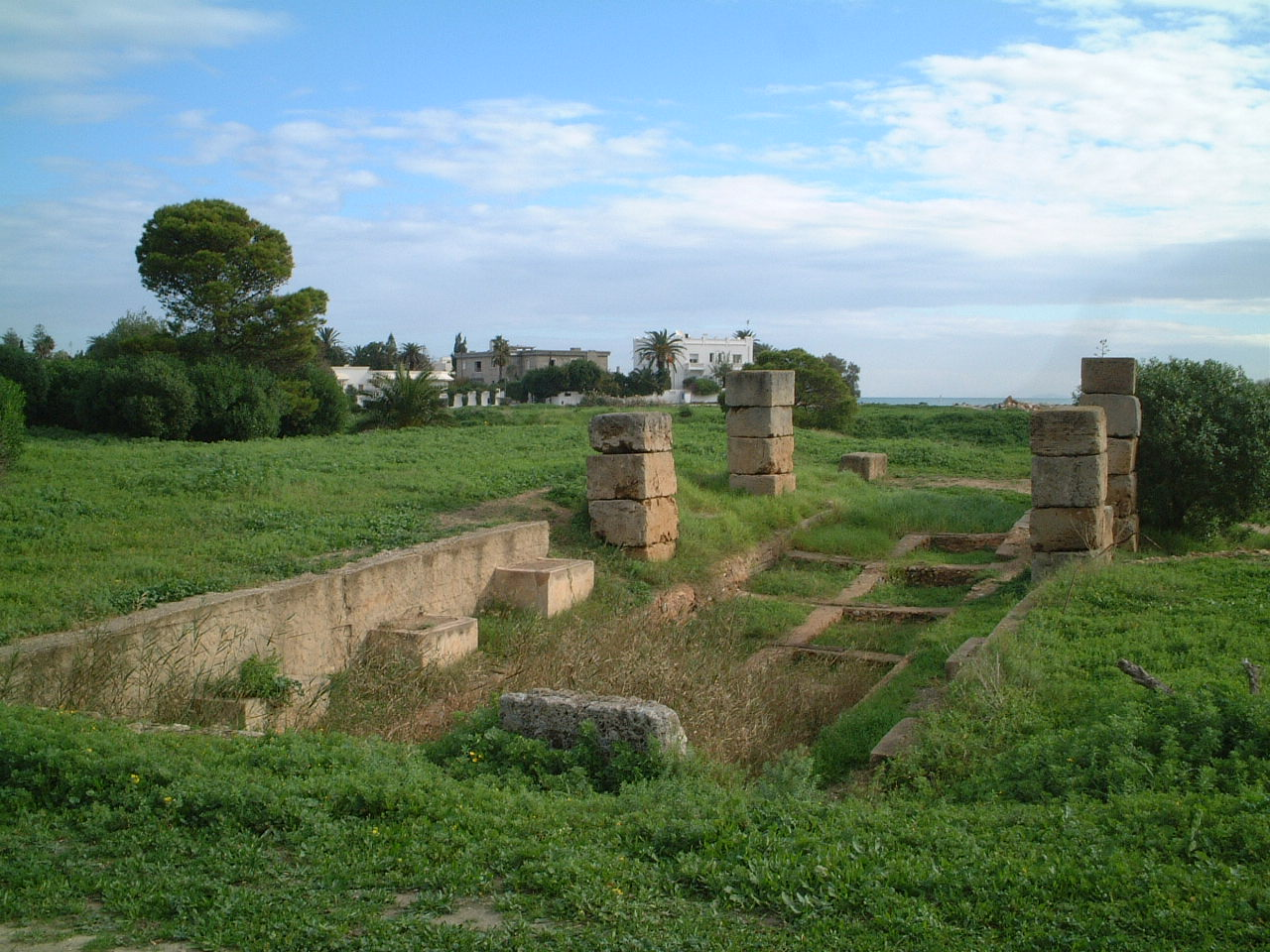
Cales de radoub de l'îlot de l'amirauté (après le).

L'espace public s'organisait autour de l'agora : centre de la cité, la place était bordée par la bâtisse du Sénat et également par des bâtiments aux fonctions religieuses. L'agora de Carthage, même si sa localisation est à peu près connue, n'a pas fait l'objet de reconnaissances archéologiques. L'emplacement des sites utilisés par les Puniques nécessitait la mise en place de structures, ports et cothons. Même si les bateaux durent être seulement à l'abri dans des anses ou dans des sites naturels privilégiés, comme le stagnum de Motyé, au début de leur histoire, il est vite apparu indispensable de créer des structures artificielles appelées « cothon ». On retrouve ce type de port artificiel à Rachgoun, Motyé ou Sulcis voire à Mahdia, même si cette dernière attribution est discutée.

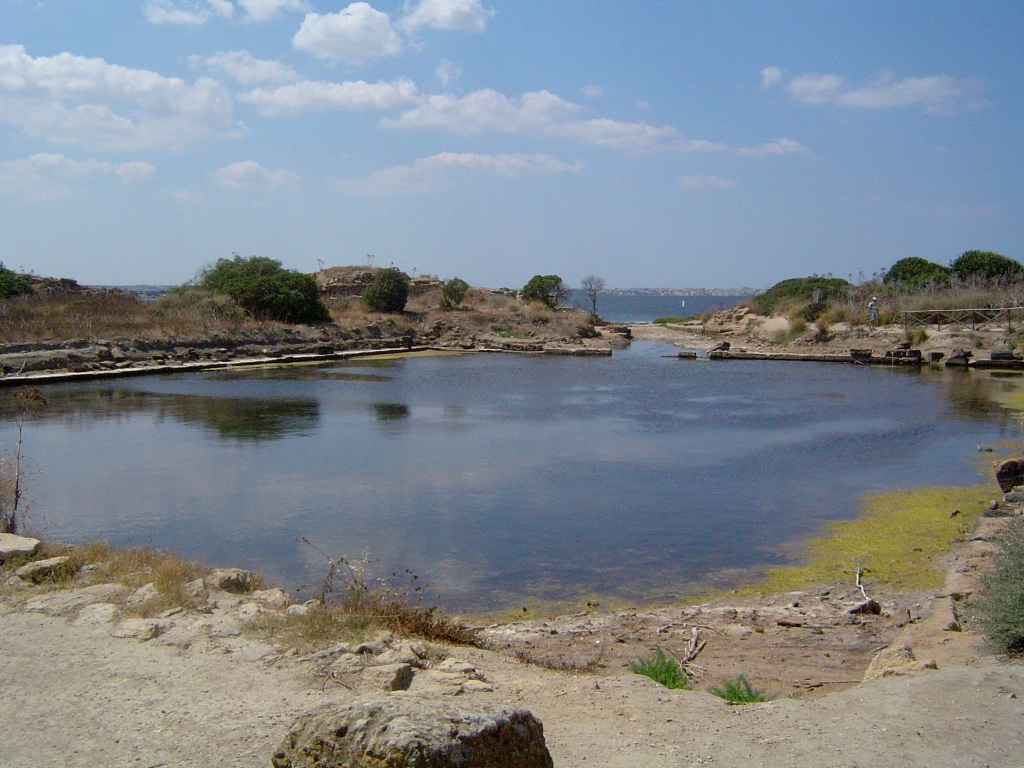
Cothon de Motyé (avant -397).

Dans le cas de Carthage, les installations — du moins dans leur état final car la question de la localisation des ports primitifs de Carthage n'est toujours pas réglée — sont très élaborées et décrites par un texte célèbre d'Appien. La phase finale de la construction eut vraisemblablement lieu dans la première moitié du IIe siècle av. J.-C., avec un port marchand doublé d'un port circulaire possédant un îlot (dit de l'amirauté) permettant la sécurité de la flotte de guerre, ainsi qu'une discrétion limitant les risques d'espionnage. La fouille de ces structures lors de la campagne internationale de Carthage a confirmé certaines données des textes, en particulier le nombre de 220 navires pouvant y être abrités semblant désormais vraisemblable, à quelques dizaines d'unités près. L'hivernage y était assuré par des cales de radoub installées sur l'îlot et autour du port militaire à la fin de la période de domination carthaginoise. Sur les pourtours du port de commerce se situait par ailleurs une zone d'entrepôts, voire d'ateliers d'artisans.

### Architecture sacrée

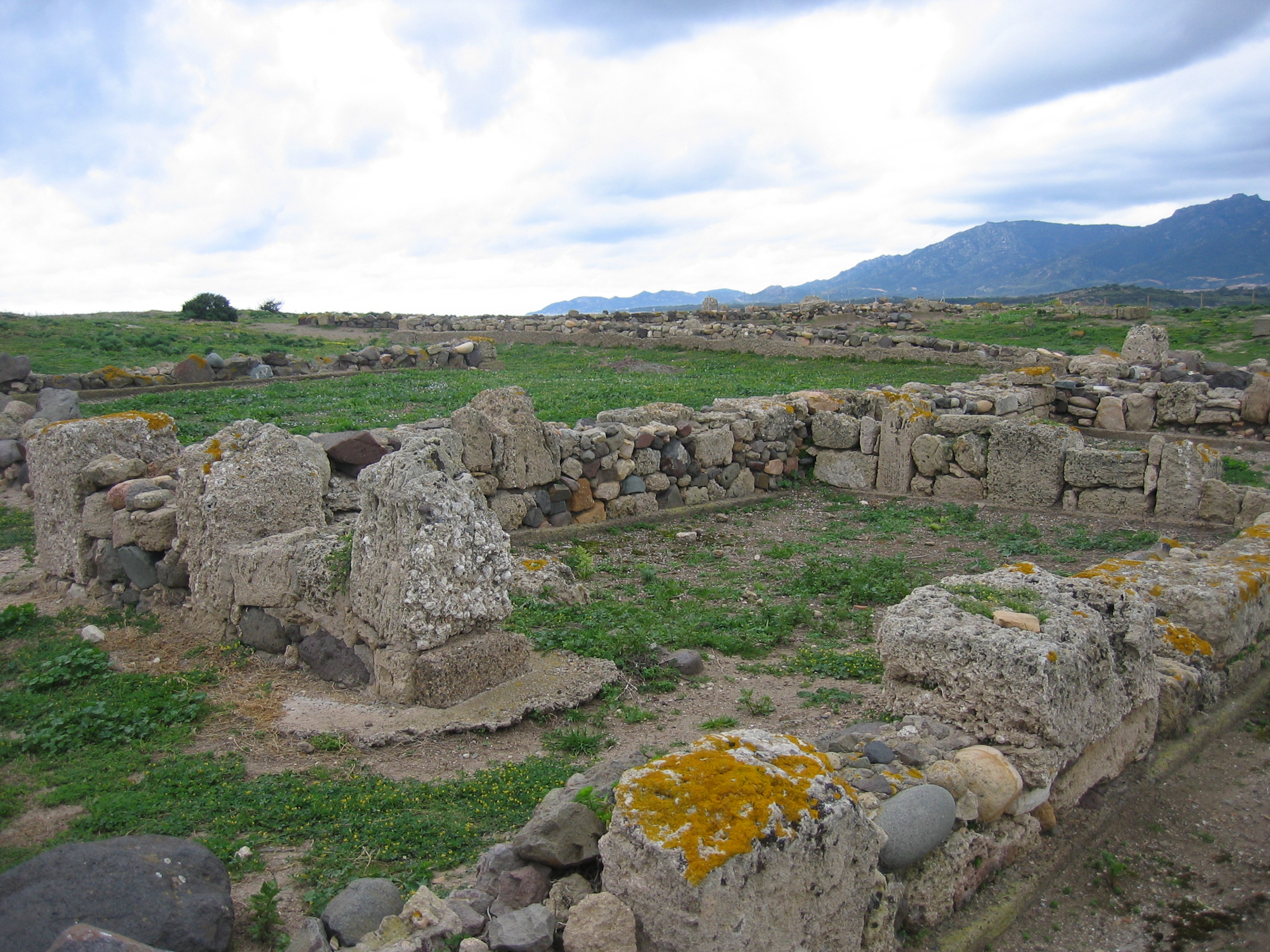
Temple d'Eshmoun-Esculape de Nora,

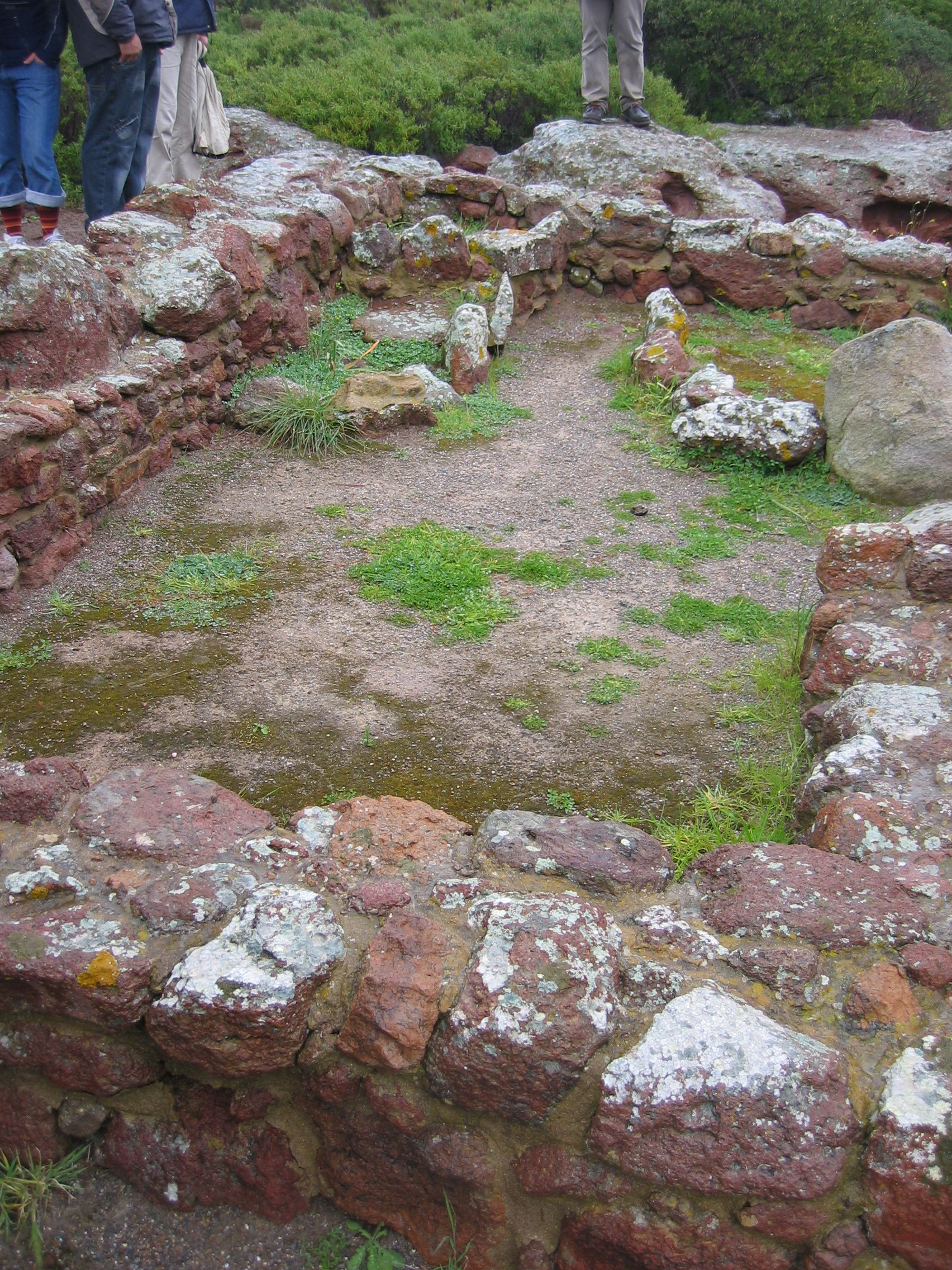
Tophet de Monte Sirai en Sardaigne.

La place de l'espace sacré dans la civilisation carthaginoise est liée à la topographie urbaine, même si l'archéologie a parfois mis en évidence l'absence de règles dans le positionnement des lieux affectés à cet usage. On en a en effet retrouvé tant dans les centres urbains ou acropoles que dans les périphéries, si ce n'est même dans les zones rurales. La localisation des lieux de culte est dépendante de la croissance des cités, qui reste une inconnue pour une très large part, leur position dans la cité ayant pu de ce fait évoluer.
Certains sont connus par les sources littéraires, ainsi le temple d'Eshmoun, le plus grand sanctuaire de Carthage, qui était situé selon Appien en haut de l'acropole, à laquelle on a identifié la colline Saint-Louis, rebaptisée Byrsa. Cependant, le sommet totalement arasé à l'époque romaine a entraîné la perte de l'ensemble de ses vestiges. Le temple de Melqart à Gadès est quant à lui très longtemps réputé, jusqu'à l'époque romaine.
Le sanctuaire d'Astarté à Tas Silg, à Malte, succédant à un espace cultuel indigène, est également célèbre. Les fouilles de Carthage ont permis par ailleurs de dégager des espaces cultuels plus modestes, aux abords de l'actuelle gare du TGM de Salammbô à Carthage, mais aussi en bordure du village de Sidi Bou Saïd. Il semblerait aussi que la campagne internationale de l'Unesco ait retrouvé le temple dit d'Apollon à la lisière de l'espace utilisé par l'agora, auquel il faudrait associer nombre de stèles découvertes dans les environs au XIXe siècle et attribuées au tophet.
Le sanctuaire rural de Thinissut (actuelle Bir Bou Regba), quoique daté du début de l'Empire romain, possède tous les caractères des sanctuaires orientaux, tant par son ensemble de cours juxtaposées que par son mobilier de statues de terre cuite, dont la représentation de Ba'al Hammon. Le tophet est une structure que l'on retrouve sur de nombreux sites de Méditerranée occidentale et situé à l'écart de la cité, voire dans un lieu insalubre, dans le cas de Carthage. L'aire se présente comme un espace occupé peu à peu par des dépositions d'urnes et de stèles, et que l'on recouvre de terre afin de continuer à l'utiliser. L'étude de la structure a entraîné depuis les origines un débat très virulent, qui persiste encore, les fouilles ne parvenant pas à mettre un terme aux polémiques issues de certaines sources classiques. Selon certains auteurs, on aurait là un sanctuaire et un cimetière.

### Architecture privée

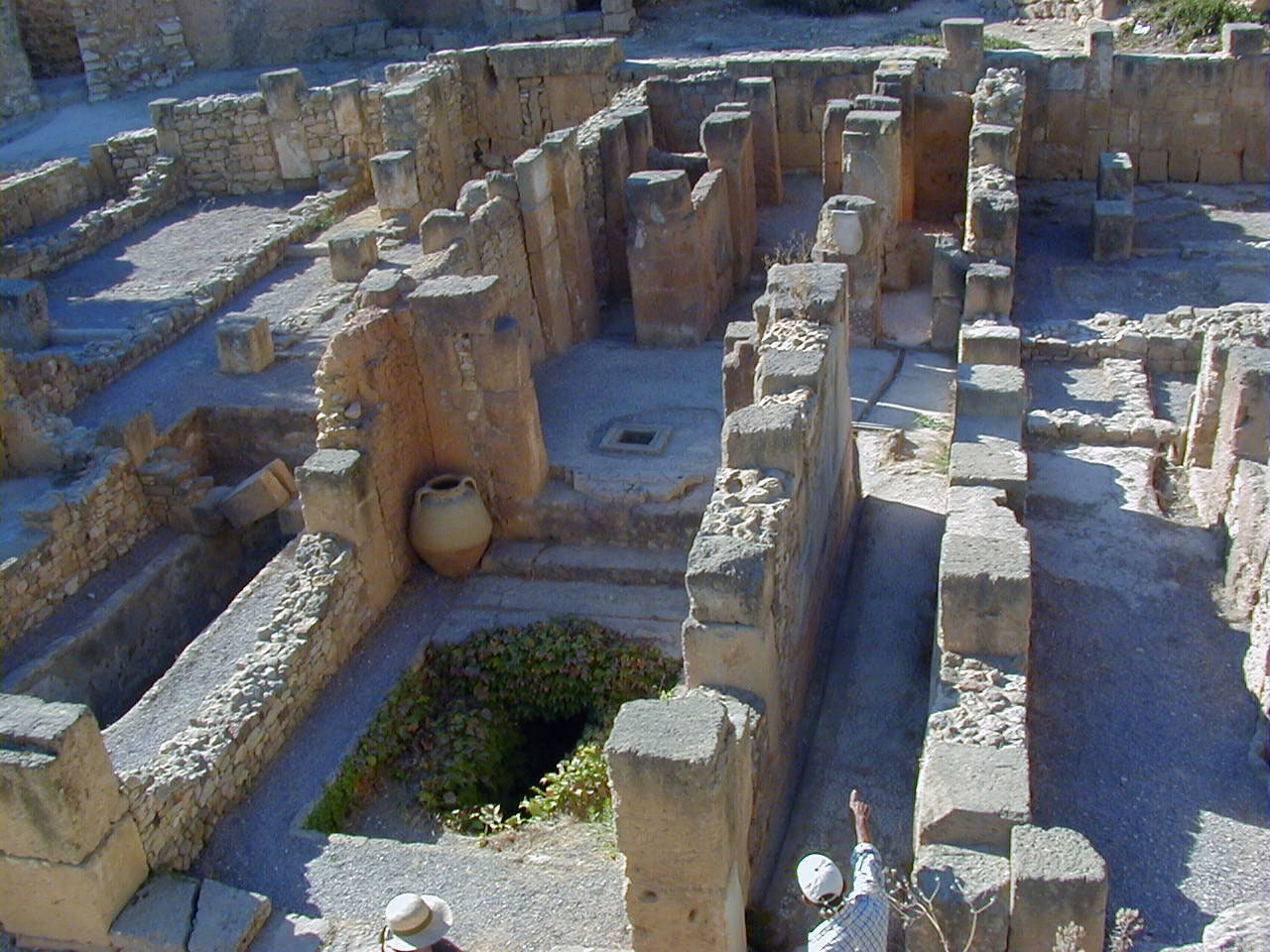
Maison punique de Byrsa datant du

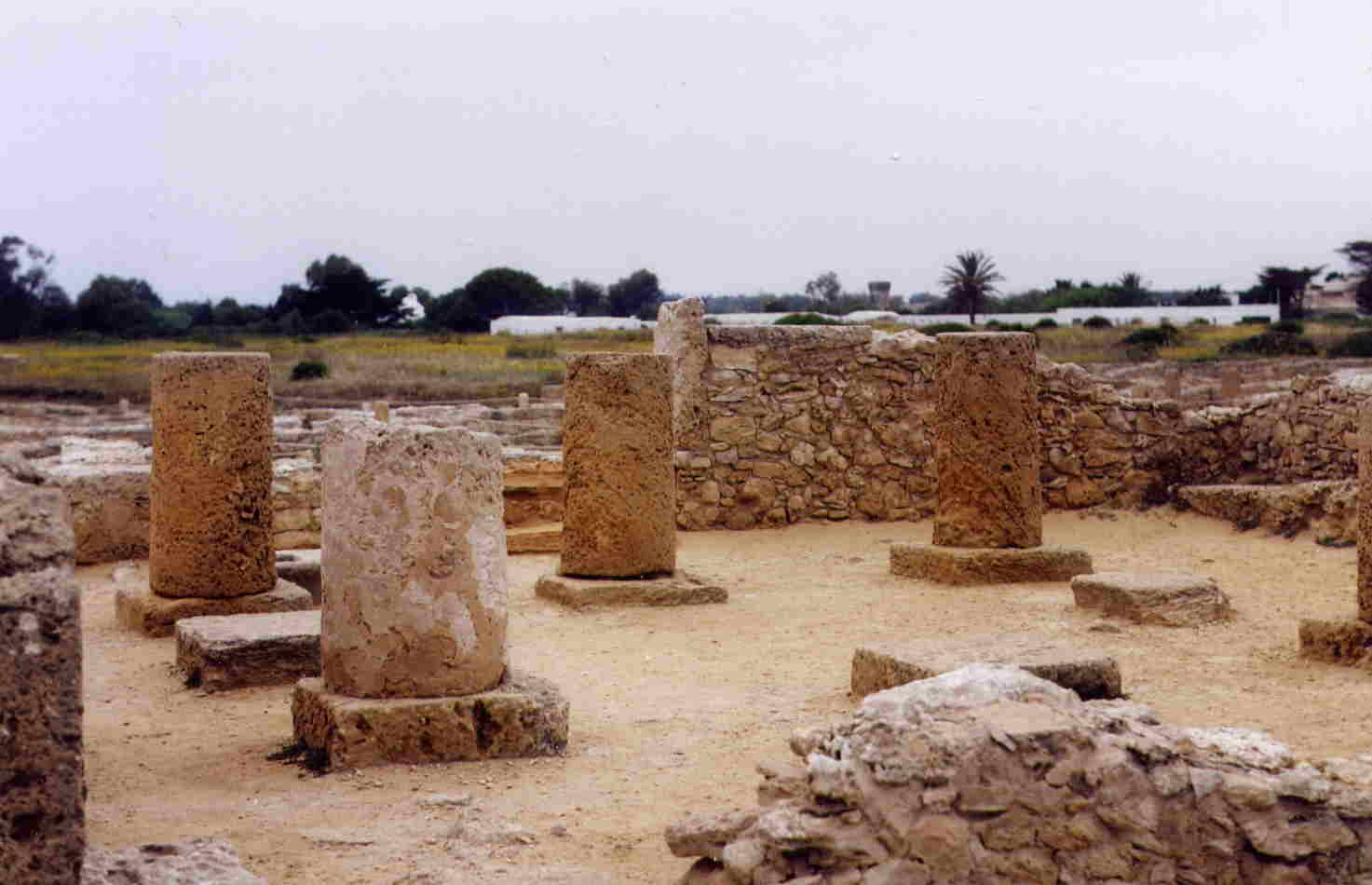
Maison à péristyle de la rue de l'Apotropaion de Kerkouane, fin du

Les fouilles de Kerkouane et des deux quartiers puniques de Carthage, ceux de Magon et d'Hannibal, ont mis en évidence des quartiers organisés selon un plan en damier et disposant de larges rues.
L'organisation de la maison punique est désormais bien connue. L'entrée des habitations du quartier de Byrsa, baptisé quartier Hannibal, est très étroite, un long couloir menant à une cour possédant un puisard et autour de laquelle s'ordonne la bâtisse. À l'avant se situait un espace consacré, selon certaines interprétations, au commerce ; un escalier conduisait à l'étage. Différentes sources, en particulier Appien, affirment que les bâtisses possédaient six étages, les traces archéologiques ayant confirmé la présence de plusieurs étages mais avec une interrogation sur leur nombre.
Certaines demeures apparaissent plus somptueuses que les autres, en particulier une villa à péristyle dans le quartier de Magon. On observe la même distinction dans les constructions de Kerkouane avec le bel exemple de la villa de la rue de l'Apotropaion. L'organisation des maisons a fait dire à M'hamed Hassine Fantar que l'on avait là un modèle oriental, avec une appropriation de substrats libyens. La question de l'eau dans le monde punique est de la responsabilité de chacun, les maisons individuelles étant pourvues de citernes qui aident aujourd'hui les archéologues dans l'étude de la topographie urbaine. Enfin, on a retrouvé de nombreuses baignoires-sabots sur le site de Kerkouane.

### Architecture funéraire
L'architecture funéraire est le premier élément à avoir été étudié dès la fin du XIXe siècle, en particulier à Carthage, les exhumations donnant lieu à de véritables cérémonies mondaines. La localisation en arc de cercle de ces nécropoles a permis de circonscrire la cité punique et d'examiner les variations de son périmètre.
Les archéologues ont remarqué une certaine typologie des tombes, généralement creusées dans la roche et non construites, soit selon un type de tombe à puits simple avec cercueil au fond ou à étage, ou bien comprenant un escalier menant à un puits. Le mode de l'inhumation prédomine largement, sauf à certaines périodes comme l'a montré la fouille de la nécropole punique de Puig des Molins.
Le mobilier et la décoration de ces sépultures sont stéréotypés : poteries, talismans, bijoux, pierres, usage de l'ocre rouge (symbole du sang et donc de la vie), œufs d'autruche peints (symbole de la renaissance) ou encore miniatures de mobilier en argile. Le cercueil est souvent enduit de plâtre. Un sarcophage de bois, dans un état exceptionnel de conservation, a été découvert à Kerkouane mais cet exemple reste unique à ce jour. Diverses tombes ont été ornées de décorations peintes, ainsi celles des tombes du Djebel Mlezza au cap Bon, qui ont pu apparaître comme symbolisant la croyance punique en un au-delà, l'âme du défunt effectuant une sorte de voyage : selon François Decret, « pour ce peuple de marins, la Cité céleste était le dernier port où aborder ».

Série de tombes puniques
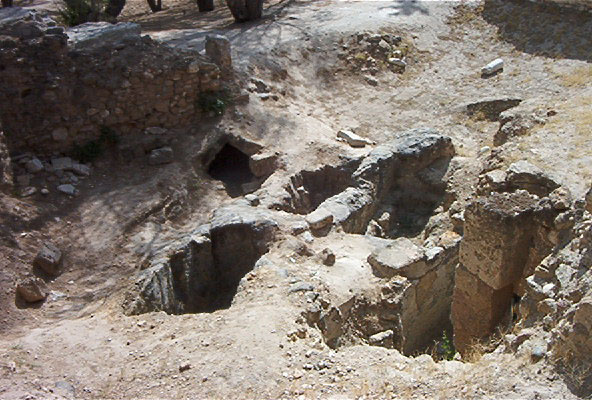
Tombes puniques à puits du parc des thermes d'Antonin de Carthage.
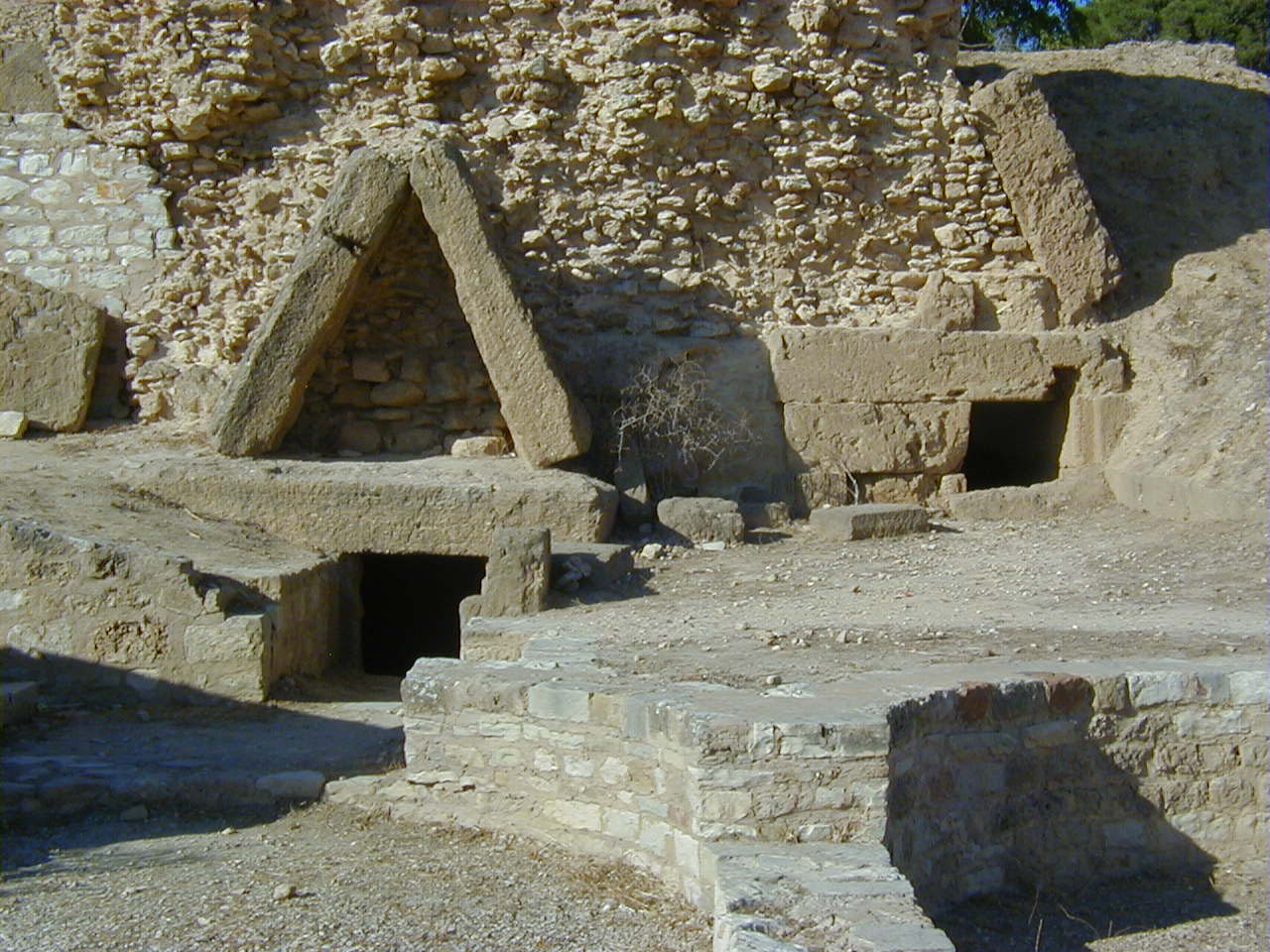
Tombeaux puniques de Byrsa.
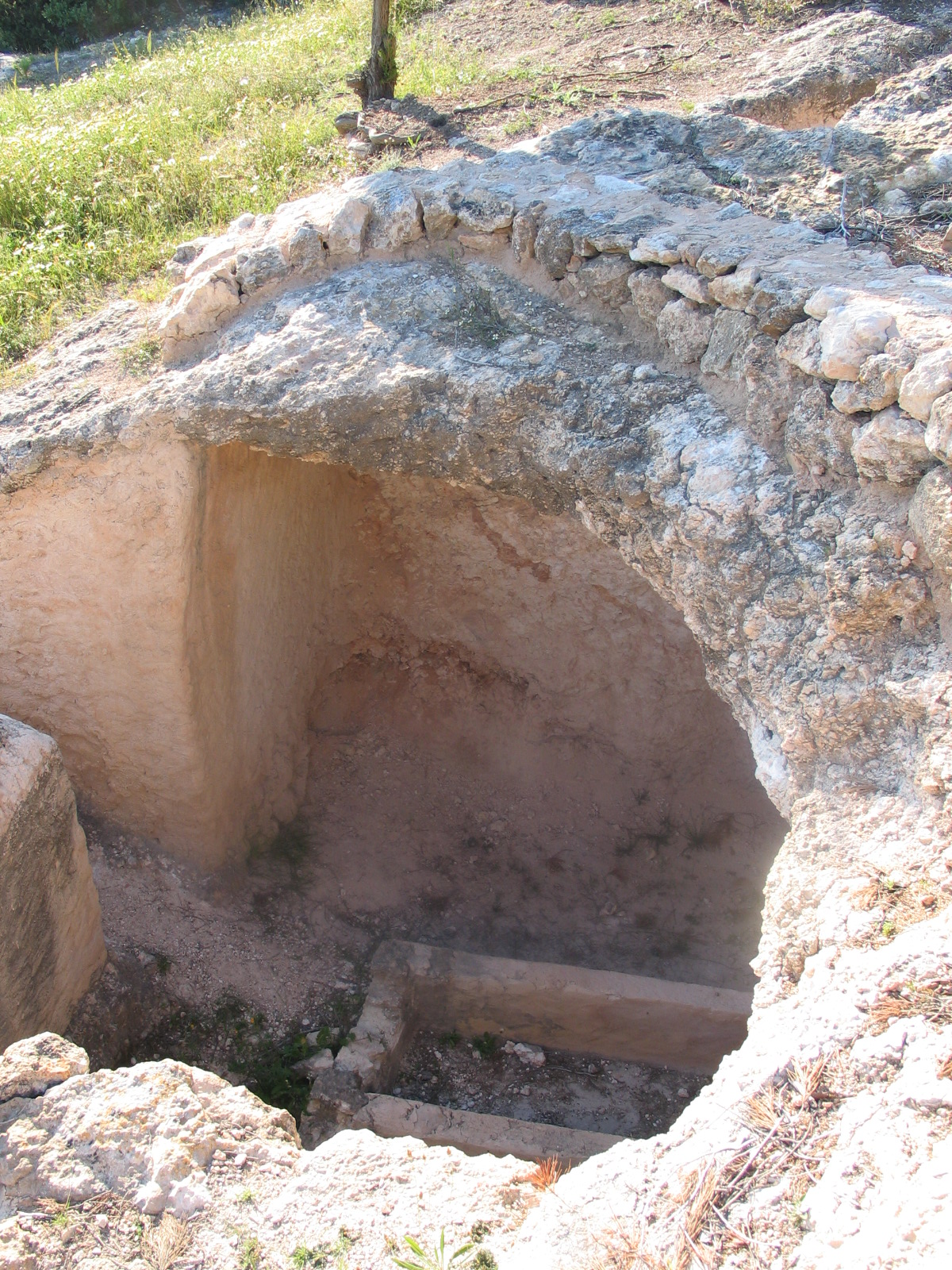
Tombe de Cala d'Hort (Ibiza).
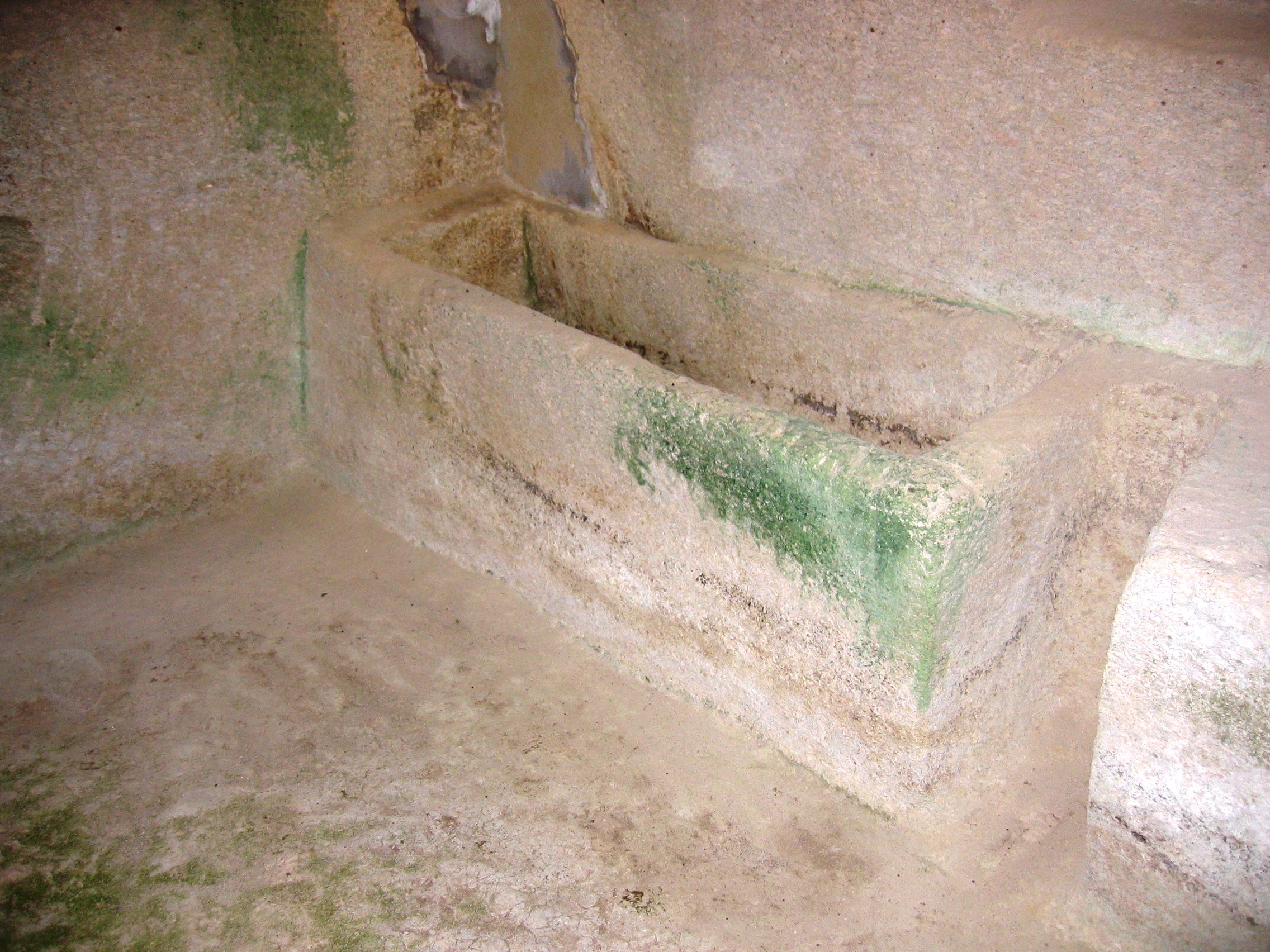
Tombeau punique de Monte Sirai.

### Architecture et mosaïque puniques
Peu de vestiges de l'architecture punique ont subsisté en élévation du fait de l'application du principe Delenda Carthago, mais plusieurs caractéristiques peuvent se dégager des recherches archéologiques. Les fouilles de Carthage, en particulier celles du quartier d'habitation de bord de mer dit « quartier Magon », et de Kerkouane, ont mis en évidence les apports architecturaux de l'Égypte antique pour les périodes les plus anciennes et de la Grèce antique pour les périodes plus récentes.
L'utilisation de la corniche à gorge ainsi que des modèles réduits de façades de temples sur les stèles avec disque solaire et uræi témoignent de l'influence égyptienne. Des fragments de colonnes moulurées de grès d'El Haouaria ornées de stuc ont aussi été retrouvés, ainsi que les preuves de l'usage de l'ordre ionique, notamment dans l'exemple du naïskos de Thuburbo Majus, et de l'ordre dorique dans les fouilles de la colline de Byrsa.
Les fouilles de Kerkouane, mais aussi du flanc sud de Byrsa, ont également révélé la présence de mosaïques dites pavimenta punica, des tesselles étant agglomérées à une sorte de mortier rouge. On a aussi découvert des représentations figurées du signe de Tanit, entre autres dans la cité du cap Bon. Ces objets datés du IIIe siècle av. J.-C. remettent en cause l'origine grecque de la mosaïque classique, longtemps considérée comme un fait acquis par les historiens et les archéologues.

Éléments de l'architecture punique
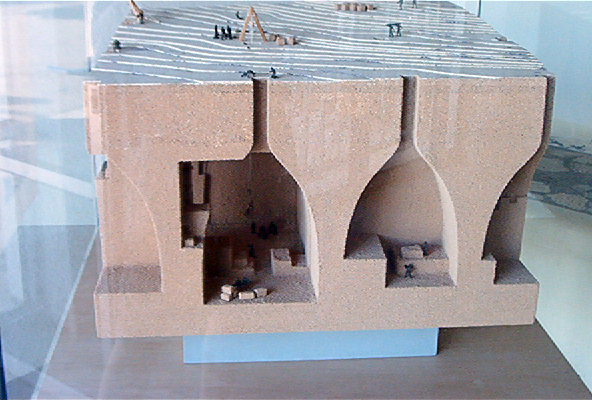
Restitution d'un puits d'extraction de grès d'El Haouaria au Cap Bon, antiquarium du quartier de Magon à Carthage.
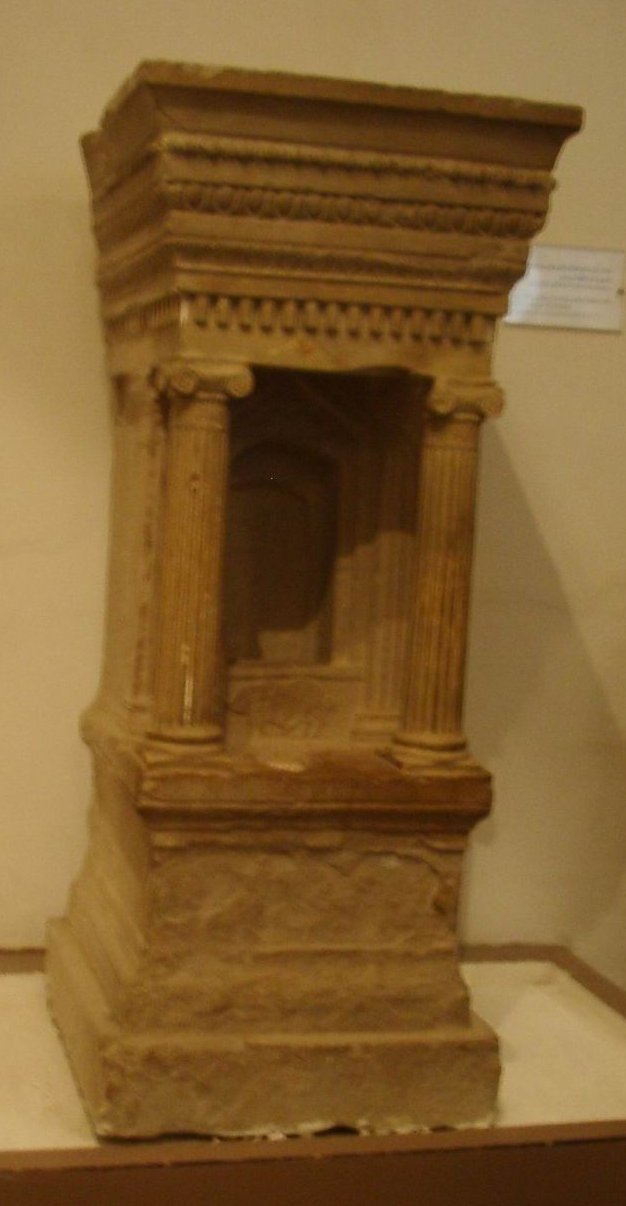
Naïskos de Thuburbo Majus au musée national du Bardo (première moitié du IIe siècle av. J.-C.).
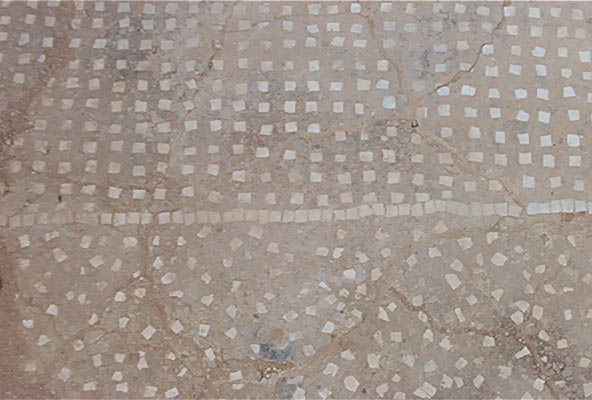
Pavimenta punica dans le quartier Hannibal du flanc sud de Byrsa (IIe siècle av. J.-C.).
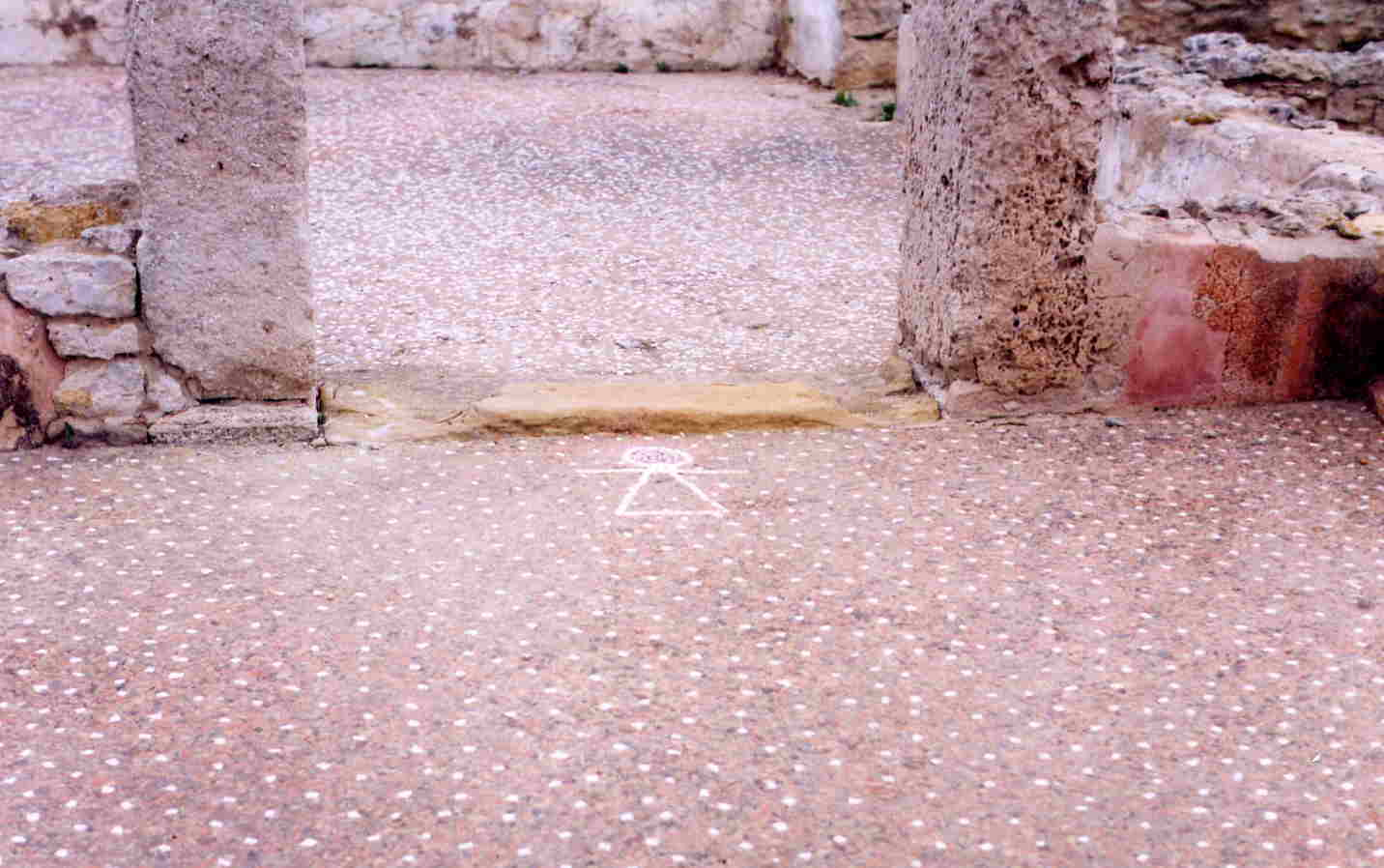
Maison de Kerkouane avec une mosaïque portant le signe dit de Tanit (fin du IVe -début du IIIe siècle av. J.-C.).

## Moyens de la puissance: marine et armée
Serge Lancel dans sa synthèse a associé les deux termes, tant il est vain de vouloir étudier la civilisation carthaginoise sans appréhender ces deux piliers de l'expansion punique en Méditerranée occidentale.

### Marine
Carthage a bénéficié des avancées phéniciennes en matière de construction navale et de commerce maritime. La marine punique a eu dès le départ pour objet de protéger et de garder secrètes les routes commerciales, en particulier par un contrôle de la zone du détroit de Gibraltar.

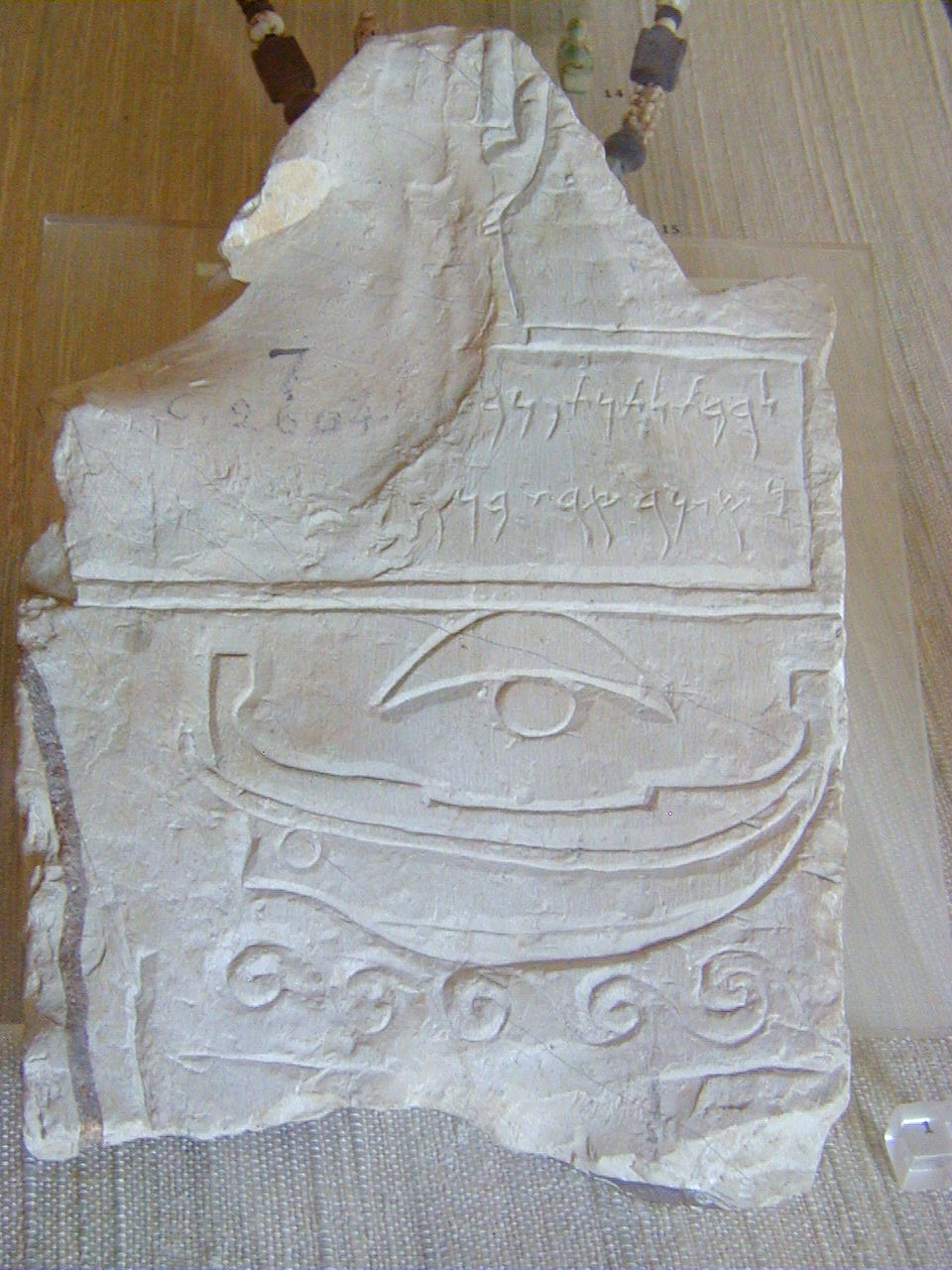
Figuration d'un navire punique sur une stèle tardive du tophet de Carthage exposée au musée national de Carthage, IIIe-

Au service du commerce, la marine a écarté les concurrents grecs, en particulier les Phocéens. Carthage domina longtemps les mers ; elle possédait la technologie maritime et la connaissance des mers la plus avancée. Copiée par les Romains pour rattraper leur retard dans ce domaine, sa puissance navale est réduite considérablement dès la première guerre punique.

#### Types de navires
Les deux marines de Carthage (marchande et de guerre) ont eu la même finalité, à savoir la préservation du commerce.

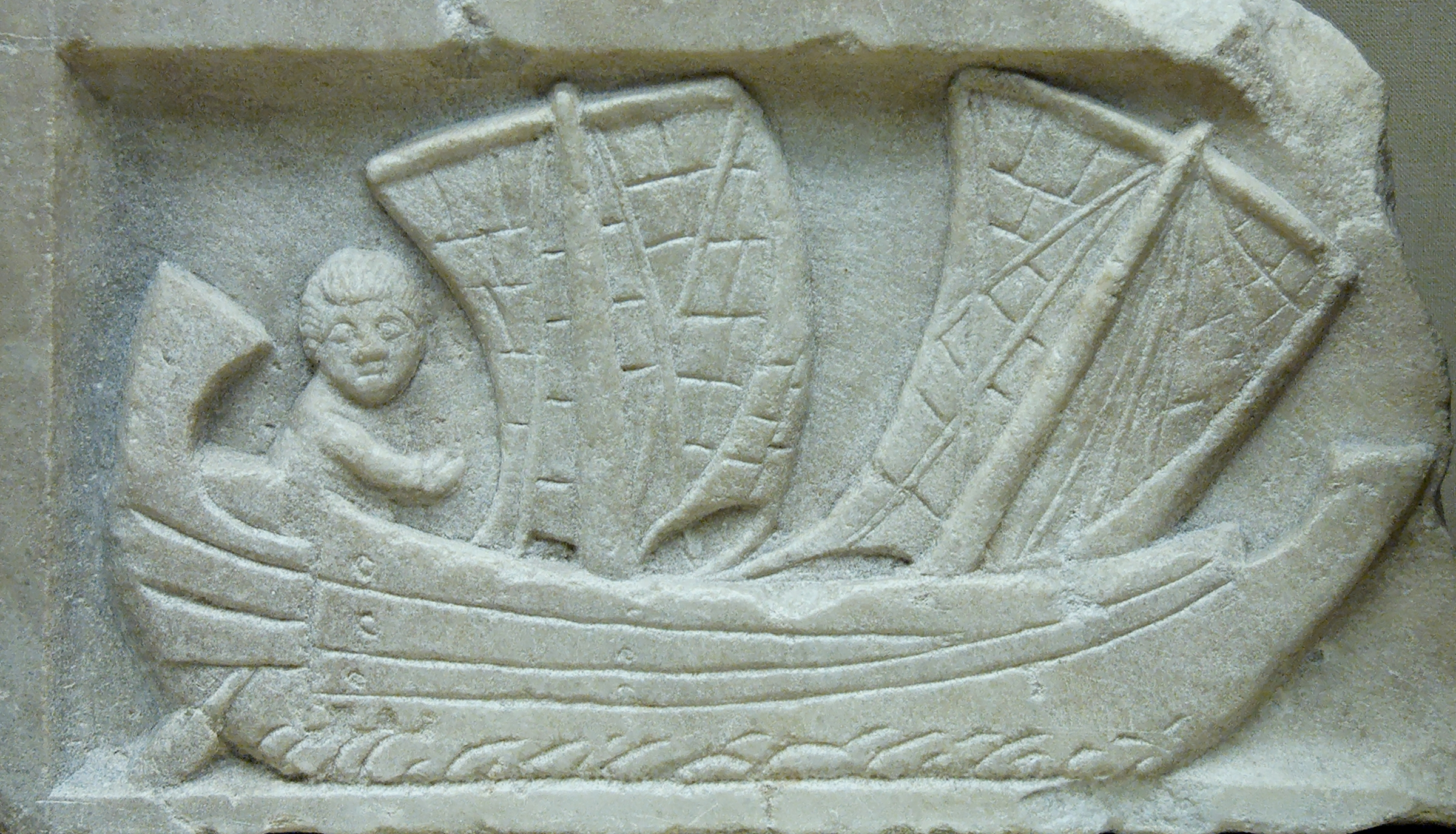
Représentation d'un navire sur un relief romain en marbre du IIe siècle trouvé en Tunisie et exposée au British Museum.

La puissance navale de Carthage s'explique sans doute par sa maîtrise des techniques de navigation. Elle s'appuie sur deux types de navires : les trirèmes, galère à trois rangs superposés de rames, et les quinquérèmes, galère avec quatre puis cinq rameurs sur un banc de nage. Les navires étaient équipés de proues à protomé de tête de cheval, comme le suggèrent certaines représentations iconographiques. Excellents constructeurs de navires, les Puniques ont bâti grâce à leur flotte un empire maritime que certains ont pu comparer à celui d'Athènes. La découverte des épaves de Marsala, navires de guerre fouillés par Honor Frost au large de la Sicile, a précisé les connaissances actuelles sur la construction navale punique du IIIe siècle av. J.-C. ; les navires de l'époque étaient construits selon une technique très élaborée, identifiée à la mise en œuvre d'éléments « préfabriqués ».
Cette technique confirme ce que disent les textes, notamment ceux d'Appien. Le navire, qualifié de chiourme, possédait un éperon destiné à frapper les bateaux ennemis.

#### Périples

Zone explorée lors du périple de Hannon.

Les périples maritimes témoignent de la hardiesse des marins puniques et de leur maîtrise des mers. Il est possible qu'ils aient découvert de nouvelles terres : le périple de Hannon mène ainsi les Puniques de Gadès à longer les côtes du continent africain jusqu'au golfe de Guinée avec une flotte de navires carthaginois. Celui d'Himilcon les aurait conduits aux îles Cassitérides vers la Grande-Bretagne, sur la route de l'étain.
Les marins de Néchao seraient parvenus pour leur part à effectuer les premiers la circumnavigation du continent africain.
De mirabilibus auscultationibus (en) (soit Sur les choses merveilleuses entendues), ouvrage faussement attribué à Aristote, rapporte une légende sur une île découverte par les Carthaginois :
« Dans la mer au-delà des colonnes d'Hercule, on dit que les Carthaginois trouvèrent une île déserte, ayant des bois de toutes sortes et des rivières navigables, remarquable par toutes sortes d'autres fruits, et à quelques jours de navigation ; comme les Carthaginois la fréquentaient souvent en raison de sa prospérité, et que certains y vivaient même, le chef des Carthaginois annonça qu'ils puniraient de mort quiconque proposerait d'y naviguer, et qu'ils massacreraient tous les habitants, afin qu'ils ne racontent pas l'histoire, et qu'une foule ne revienne pas sur l'île, ne s'en empare et n'enlève la prospérité des Carthaginois. »

### Armée

#### Recrutement et commandement

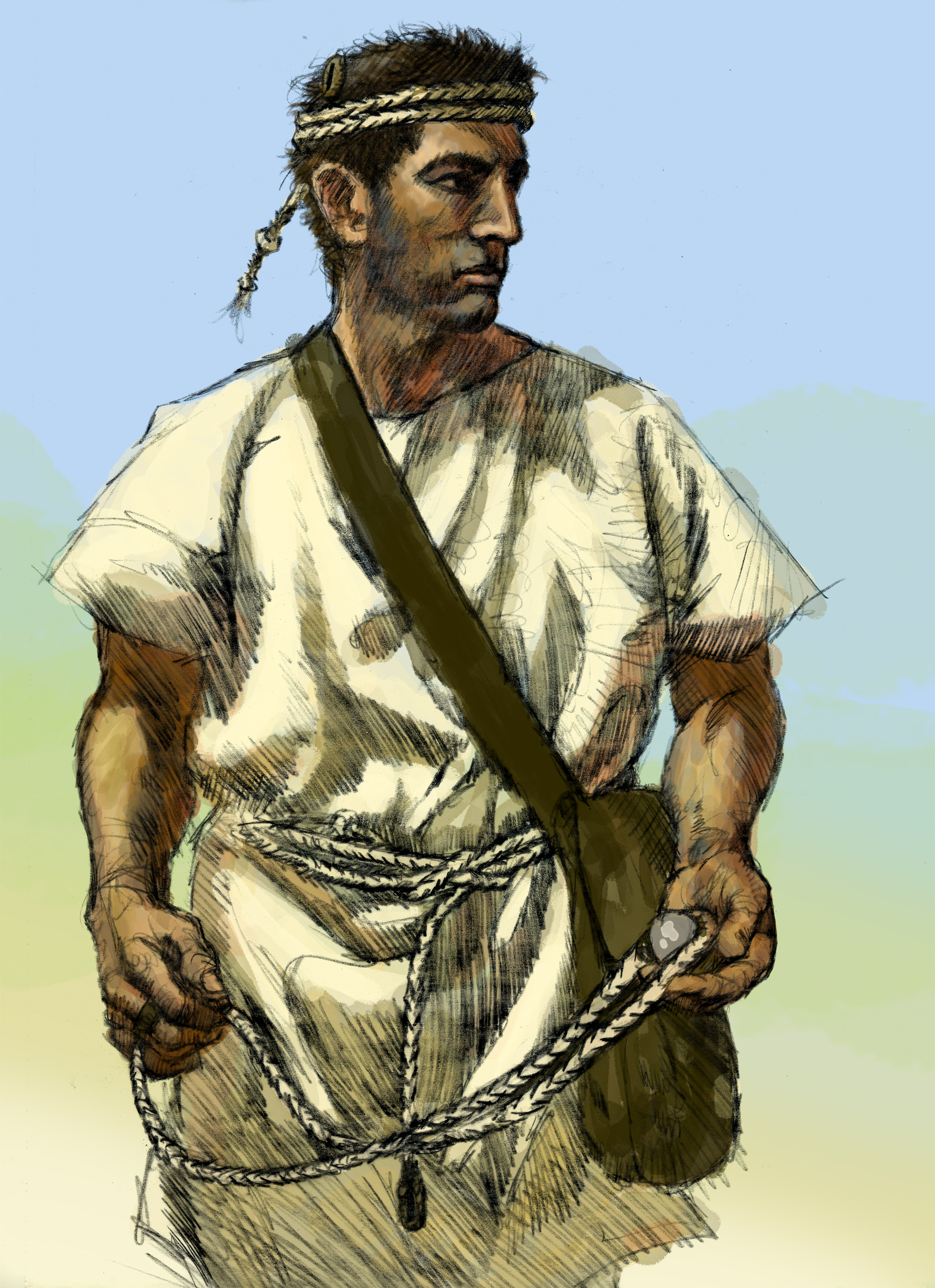
Restitution d'un frondeur des Baléares par Johnny Shumate.

La question du recrutement de l'armée carthaginoise, des mercenaires et de la place des citoyens a été soulignée par l'historiographie depuis l'Antiquité : la défaite de Carthage serait liée au recrutement de soldats professionnels et au manque d'engagement des citoyens, contrairement au modèle grec puis romain.
Cet argument omet le courage des soldats lors des derniers combats, où s'engage la population, et ne prend pas en compte l'organisation de la marine militaire, qui se faisait autour de citoyens. L'armée punique se composait de soldats de diverses origines : des mercenaires, des citoyens engagés volontairement mais aussi des sujets de ses territoires ou de ceux de ses alliés. Cette armée présentait donc un fort caractère cosmopolite ; chaque partie apportait des unités en guise de participation à l'effort commun. Une telle structure n'était pas sans danger lorsque l'État n'était plus en mesure de régler la solde, comme le démontra la guerre des Mercenaires au lendemain de la première guerre punique.
Le commandement carthaginois était aux mains de militaires issus des grandes familles et désignés par l'assemblée du peuple. La hiérarchie militaire demeure toutefois mal connue, même s'il semble avéré que le titre de général correspond à celui de rab. La cité ne se montrait guère indulgente envers les officiers vaincus, les textes énonçant maints exemples de généraux crucifiés ou exécutés.

#### Unités

##### Armement et unités terrestres
Les armées de Carthage ne différaient que peu des autres armées de l'époque. Les changements dans les structures et les manœuvres sont dus à Hannibal Barca, désireux de modifier une armée fondée sur les phalanges issues de la tradition grecque, au moins pour la période la mieux connue de son histoire, à partir des guerres siciliennes puis puniques.
Les unités étaient diverses, organisées en bataillons selon leur origine ethnique, et armées parfois selon leurs traditions propres. L'infanterie légère comprenait, outre des citoyens armés de lances et d'épées, des unités spécialisées : ainsi les frondeurs des îles Baléares, des archers ou des lanciers libyens armés de javelots, poignards et boucliers de cuir, et également des groupes de fantassins ibères équipés de boucliers et d'une épée courte appelée falcata. Le bataillon sacré décrit par Diodore de Sicile et Plutarque possédait un armement spécifique. L'infanterie lourde était organisée en phalanges selon le modèle macédonien, mais on ignore si la sarisse, caractéristique de cette formation, était usitée dans l'armée carthaginoise.
Le cœur de cette infanterie est principalement constitué de Libyens et d'Ibères (ces derniers à partir des Barcides) comme le souligne Khaled Melliti :

« De fait, le cœur de la puissance militaire carthaginoise sera toujours constitué par les Libyens peuplant l'intérieur de l'État carthaginois et, depuis peu, par les Ibères du territoire administré par les Barcides en Espagne, ainsi que par les compléments fournis par les cités phéniciennes d'Afrique, comme Utique ou Hadrumète. Ces unités, qui forment l'essentiel de l'infanterie, constituent les effectifs les plus stables et les plus fiables de l'armée punique. De fait, ils contribuèrent à stabiliser les effectifs puniques face à la versatilité des mercenaires, voire des auxiliaires - gaulois notamment -, ou à l'inexpérience des nouvelles recrues. Ils jouèrent un rôle d'encadrement et de maintien de la discipline indispensable pour un effectif aussi bigarré que l'armée d'Hannibal. Véritable relais du stratège sur le terrain, ce corps, colonne vertébrale de l'infanterie, jouera tout le long de la campagne d'Hannibal un rôle tactique de première importance. »

Les autres unités terrestres se constituaient surtout de cavaliers, uniquement numides au départ puis issus d'autres origines, dont Ibères et Gaulois. Cet élément très mobile a fait la différence sur les champs de bataille de la deuxième guerre punique. L'équipement incluait également des chars de guerre, sans doute venus d'une longue tradition libyenne liée aux contacts de ce peuple avec les armées égyptiennes, et surtout les éléphants de guerre. Cette dernière unité, mise en exergue par les contemporains des guerres puniques, est dans les faits limitée en nombre et d'un usage tardif, vraisemblablement après la guerre de Pyrrhus en Italie. Un tel usage répondait à des finalités plus psychologiques que militaires. Ces éléphants appartenaient probablement à une race locale d'éléphant de forêt d'Afrique, plus petite que l'éléphant d'Asie. Pour ce qui est des cornacs, on signale parfois une origine indienne.

Soldats de l'armée carthaginoise
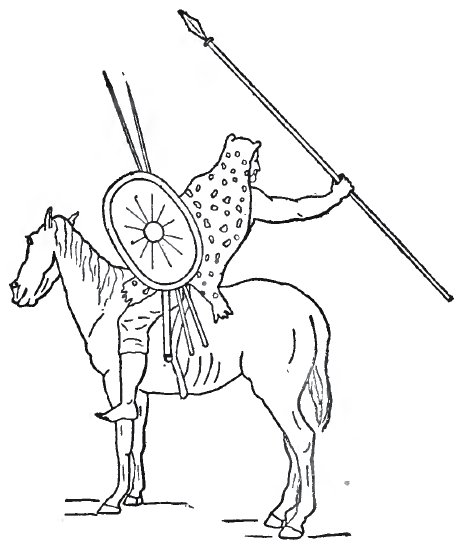
Cavalier numide vu par Theodore Ayrault Dodge (1891).
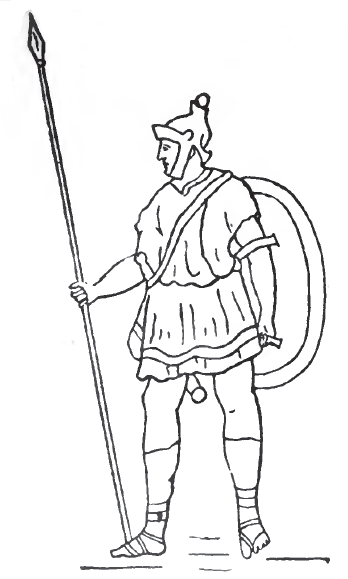
Soldat ibère vu par Theodore Ayrault Dodge (1891).
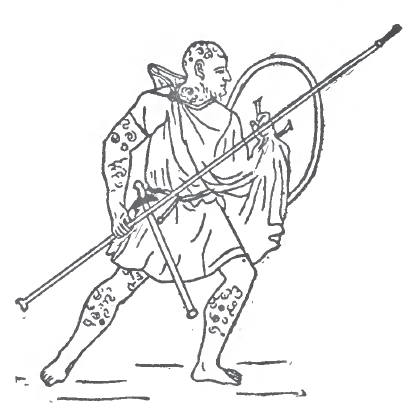
Lancier libyen vu par Theodore Ayrault Dodge (1891).
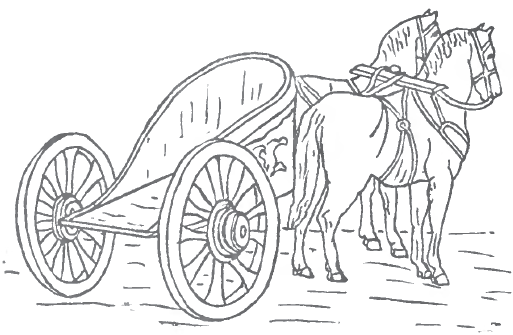
Char punique vu par Theodore Ayrault Dodge (1891).

##### Unités marines
Les unités marines ont évolué au cours de l'histoire : la trirème, apparue dès le VIe siècle av. J.-C., embarquait 200 hommes outre les rameurs. La quadrirème est inventée à l'époque hellénistique. Quant à la quinquérème, embarquant 300 hommes au plus, elle est conçue pendant les guerres puniques. La logistique était assurée par d'autres navires, appelés gauloi.

#### Techniques et manœuvres
Parmi les apports macédoniens à l'art de la guerre carthaginois, les historiens relèvent l'organisation en phalange ainsi que la disposition de l'armée en campagne et les camps. Cependant, des changements sont dus à Hannibal Barca : l'importance stratégique de la cavalerie, les nouvelles manœuvres d'enveloppement de l'adversaire (bataille de Cannes), voire une stratégie d'embuscade pour pallier un désavantage numérique comme lors de la bataille du lac Trasimène. Les éléphants de guerre, peu et tardivement utilisés mais remarqués par les adversaires, jouaient avant tout un rôle d'intimidation et de désorganisation des lignes ennemies.
En ce qui concerne la guerre sur mer, l'usage de l'époque était d'éperonner les navires. Pour contrer l'avance carthaginoise, les Romains mirent au point le « corbeau » afin de faciliter l'abordage et reprendre l'avantage. Ils purent ainsi écraser Carthage lors de la bataille de Mylae.
Les Carthaginois étaient également maîtres en poliorcétique, utilisant des tours de siège, balistes et catapultes.

Batailles impliquant l'armée carthaginoise
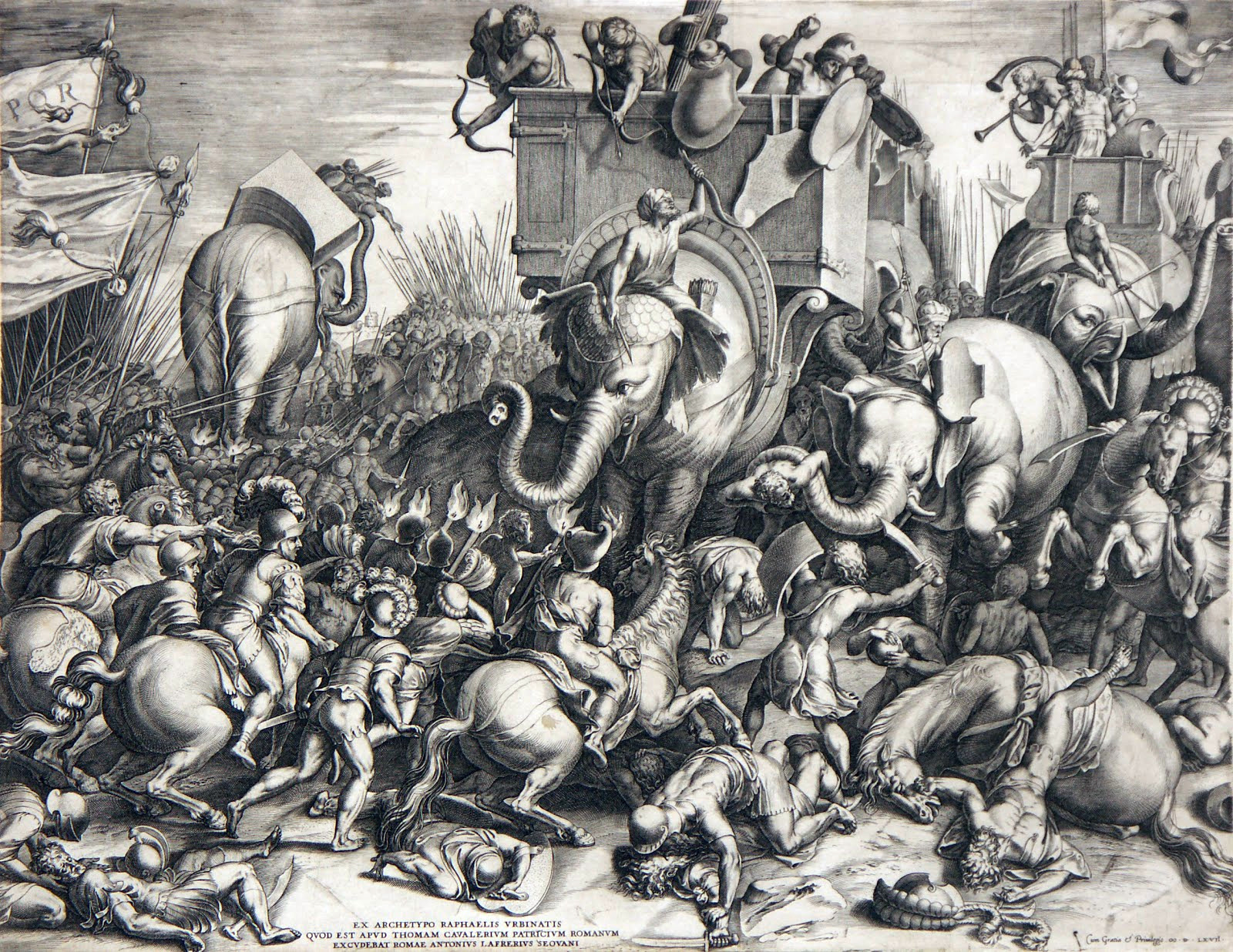
Représentation de la bataille de Zama par Cornelis Cort en 1567, gravure, d'après Raphaël.
Bataille de Cannes.
Bataille du Lac Trasimène.
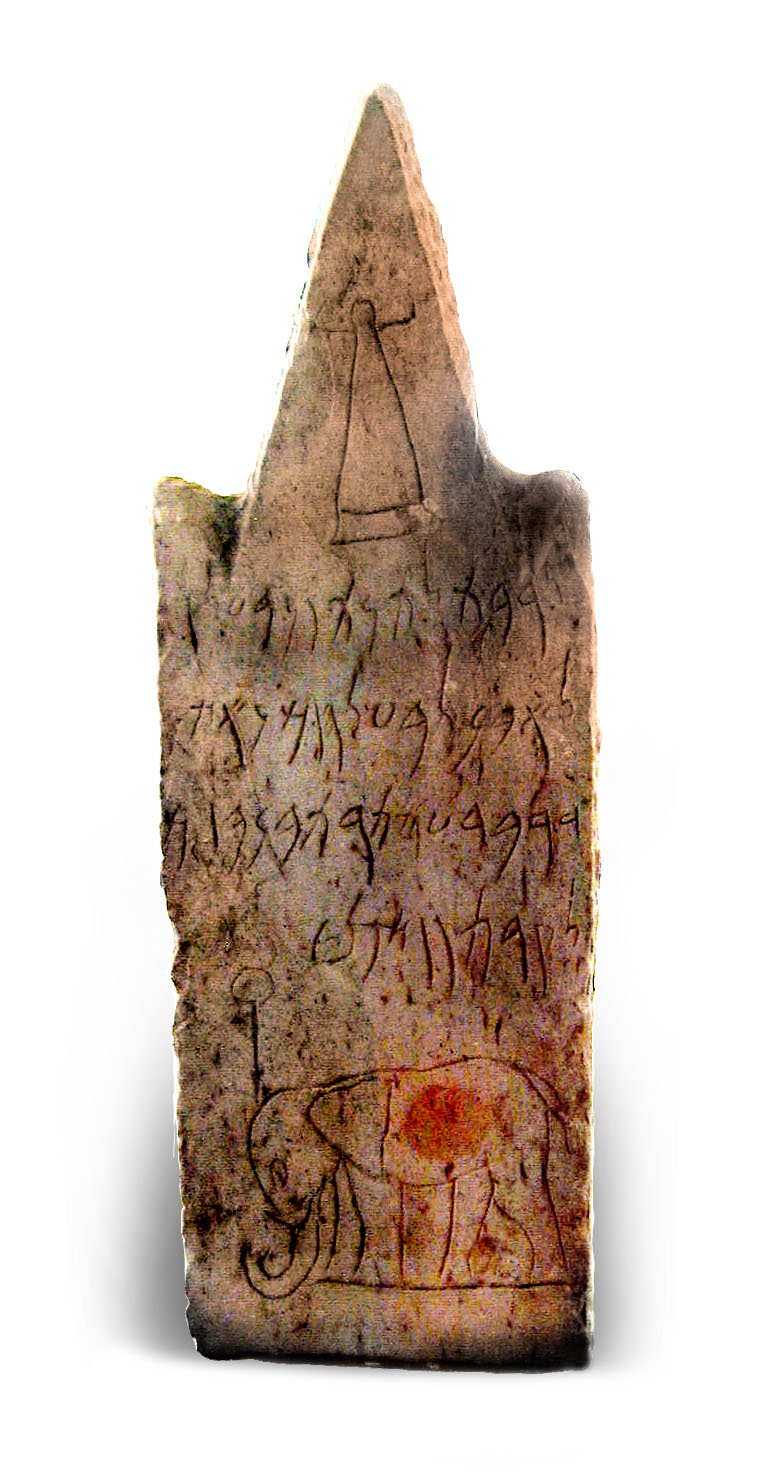
Représentation d'un éléphant sur une stèle de calcaire du musée de Carthage (IIIe – IIe siècles av. J.-C.).

## Politique et société

### Institutions
L'organisation politique de Carthage était louée par de nombreux auteurs antiques qui mettaient en avant sa « réputation d'excellence ». Si peu de détails sont connus sur le gouvernement de la grande cité, on dispose néanmoins d'un texte précieux d'Aristote qui la dépeint comme un modèle de constitution « mixte », équilibrée et présentant les meilleures caractéristiques des divers types de régimes politiques ; ce document a alimenté un débat vif, certains historiens, dont Stéphane Gsell, le considérant comme une description tardive. Les chercheurs privilégient désormais une évolution des institutions au cours de l'histoire.
En dépit des insuffisances de l'information dont on dispose sur Carthage, les données sont beaucoup plus importantes que pour les autres cités puniques.

#### Problématique de la royauté à Carthage
Même si Didon était issue d'une famille royale, aucun élément dans la légende ne la cite comme reine. Les auteurs grecs ou latins mentionnent la présence de basileis ou de reges. La théorie de la royauté de Carthage, âprement défendue et développée par Gilbert Charles-Picard à la suite de Karl Julius Beloch, est dorénavant réfutée par la plupart des historiens. Une partie de l'historiographie a également supposé des ambitions monarchiques sur le modèle hellénistique aux Barcides en Espagne, hypothèse également écartée par Maurice Sznycer.
Le monde phénico-punique n'ignorait pourtant pas la monarchie : les rois phéniciens mentionnés à Tyr n'étaient toutefois pas détenteurs d'un pouvoir absolu.

#### Suffètes
Le terme suffète, latinisation du mot phénicien shofet (pluriel : shofetim) signifie littéralement « juge ».
Plus conforme aux traditions orientales et de Tyr, le gouvernement devait être comparable à celui de Rome, avec un Sénat et deux suffètes élus chaque année mais appelés « rois » par les Romains et les Grecs en raison de leur incapacité à trouver dans leur culture un terme adéquat pour transmettre la réalité punique.
On pense que ces suffètes exerçaient à la fois le pouvoir judiciaire et exécutif mais non le pouvoir militaire, réservé à des chefs élus séparément chaque année par l'assemblée du peuple et recrutés parmi les grandes familles de la cité. Le cas d'Hannibal Barca peut être souligné, étant élu suffète après la défaite de Zama, en 196 av. J.-C. selon Tite-Live. Le pouvoir des suffètes était vraisemblablement un pouvoir civil d'administration de la chose publique.

#### Éléments oligarchiques
Les suffètes étaient assistés par un « Conseil des Anciens » : les textes évoquent les « Anciens de Carthage » tout comme à Lepcis Magna on mentionne encore en pleine époque romaine les « Grands de Lepcis ». Ce Conseil a été assimilé au Sénat, les membres étant dénommés dans les diverses sources gerontes ou seniores.
Le Sénat, probablement composé par les membres des familles influentes, compta sans doute plusieurs centaines de membres. Il avait compétence pour toutes les affaires de la cité : guerre, paix, diplomatie, etc. Les généraux rendaient compte de leurs actes devant cette assemblée, qui avait le dernier mot. On ne sait toutefois pas si les suffètes étaient élus par ces oligarques ou par l'ensemble du peuple.
En outre, Aristote est le seul à mentionner un conseil restreint, les « Cent-Quatre » ou les « Cent », et les « pentarchies ». Ces institutions sont mal connues, la première ayant reçu, sur la base d'un texte de Justin, un rôle judiciaire.

#### Éléments démocratiques
Une assemblée du peuple est citée dans le texte d'Aristote et, si l'on en croit Polybe, elle avait pris du pouvoir durant le IIIe et le IIe siècle av. J.-C.. Ce pouvoir était sans doute grand ; le même auteur parle d'une corruption largement diffusée pour l'obtention des magistratures et des commandements militaires. Certaines affaires étaient évoquées devant cette assemblée en cas de désaccord entre les institutions à forme oligarchique, même si ces assertions ne sont étayées par aucune preuve archéologique.
On suppose que seuls les hommes libres y étaient admis et certaines sources, dont Diodore de Sicile, font état d'une réunion sur l'agora de la cité.
Ces inconnues ne permettent donc pas de déterminer quel était le degré de démocratie dans l'ancienne Carthage. Cependant, il semble acquis que les principales familles de marchands exerçaient l'essentiel du pouvoir.

### Organisation sociale
La société carthaginoise était très stratifiée : l'aristocratie d'origine tyrienne détenait l'essentiel du pouvoir économique, politique et religieux ; le reste de la population se partageait entre une proportion inconnue d'artisans et de commerçants et un prolétariat hétéroclite composé d'esclaves mais aussi de populations natives, voire puniques. La place des femmes reste encore sujette à débat.

#### Stratification de la société

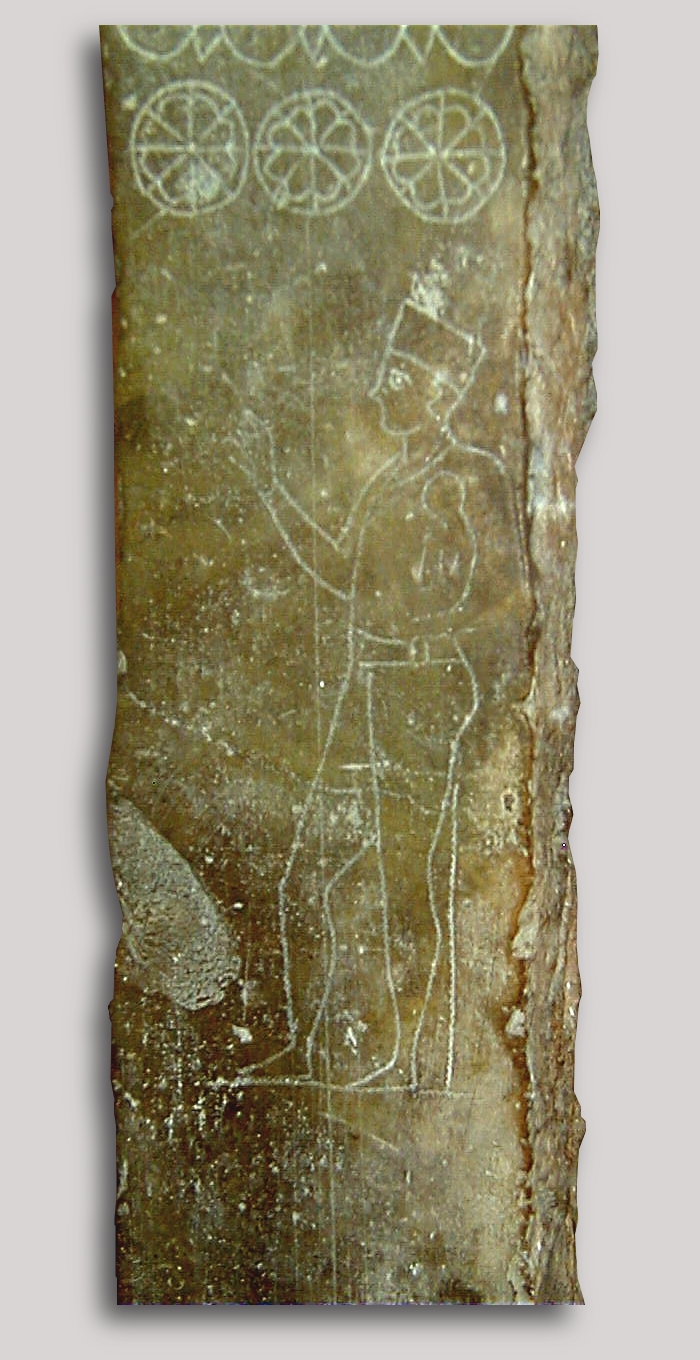
Stèle du prêtre à l'enfant trouvée au tophet de Carthage et déposée au musée national du Bardo.

L'aristocratie carthaginoise avait comme caractéristiques son origine phénicienne tyrienne, sa fortune liée à ses fonctions d'armateurs puis de propriétaires fonciers, son rôle dans les magistratures et un mode de vie particulier dans des logements luxueux (au cap Bon ou dans le quartier de Mégara).
Au sein de cette aristocratie se recrutaient les prêtres, qui formaient une classe très organisée et peuplaient les nombreux temples, centres d'une vie intellectuelle active et qui ont notamment permis pendant des siècles le maintien de la langue et de la culture phéniciennes face à la romanisation.
Le sacerdoce pouvait être également exercé par les femmes. Leur habillement est connu notamment grâce à la Stèle du prêtre à l'enfant ; le personnage identifié comme le célébrant porte une robe de lin et une coiffe particulière qui couronne une tête rasée.
Les classes populaires sont méconnues mais on suppose qu'elles étaient formées d'hommes libres et d'esclaves pouvant être attachés à une personne ou à l'État. En outre, on trouvait dans les cités carthaginoises un certain nombre d'étrangers issus de l'ensemble du bassin méditerranéen.

#### Femmes

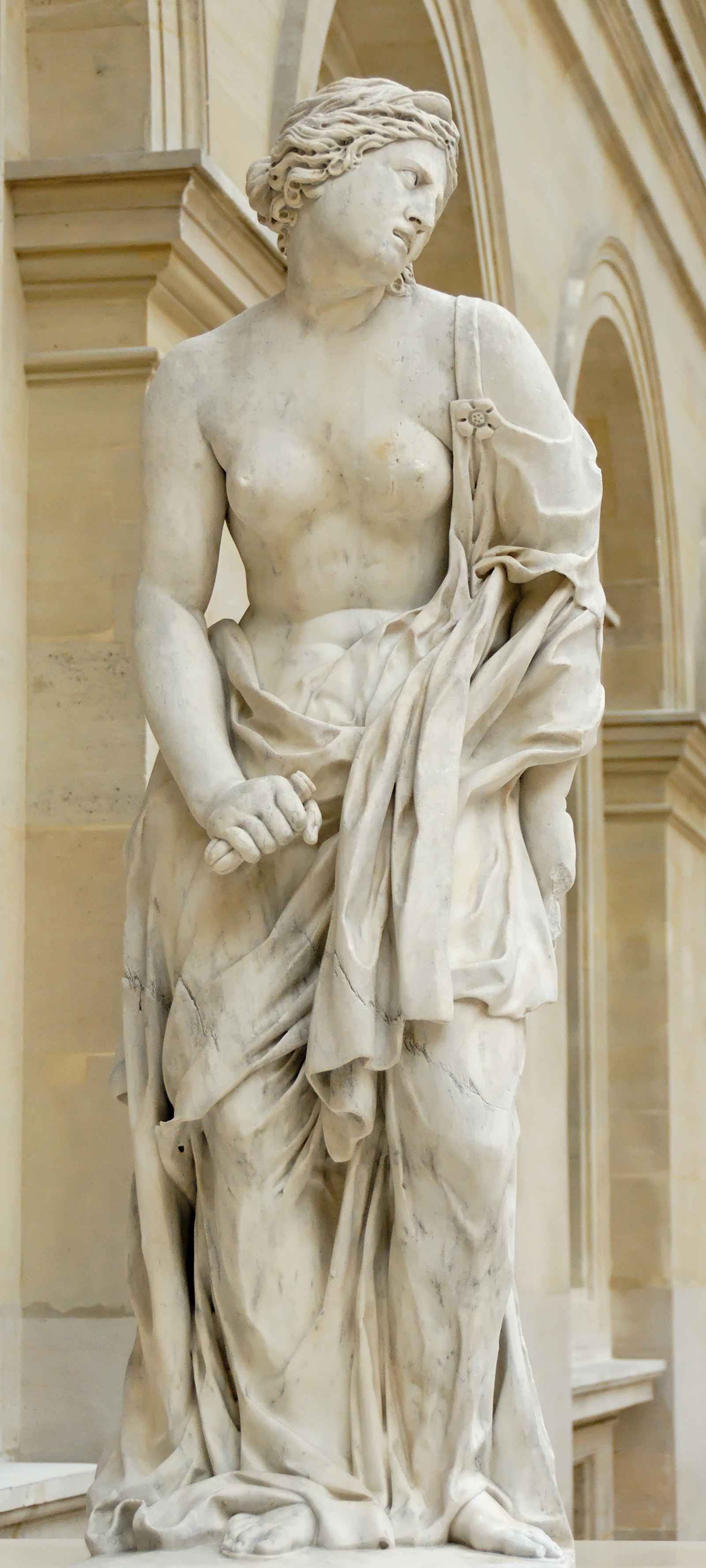
Marbre attribué à Christophe Cochet (mort en 1637), représentant Didon, et déposé au Louvre.

En dépit des personnalités fortes et des destins tragiques comme ceux de Didon (Elishat en phénicien), Sophonisbe et l'épouse d'Hasdrubal le Boétharque, les femmes à Carthage apparaissent peu dans les sources disponibles. Quoique marquée par un caractère patriarcal, la société carthaginoise accorde une relative indépendance aux femmes : l'étude des stèles du tophet de Carthage a mis en évidence des sacrifices effectués par des femmes en leur propre nom. De surcroît, il semble que nombre d'activités professionnelles leur étaient ouvertes.
Cette indépendance était toutefois tempérée par une certaine instrumentalisation des femmes au service de leur famille, au moment du choix de leur époux ou à des fins politiques, voire économiques : l'histoire de Sophonisbe est particulièrement évocatrice de cette sujétion, mariée successivement aux rois numides Syphax puis Massinissa. Le contexte du mariage est peu connu et l'on ignore si la polygamie était pratiquée.
En revanche, des cas de mariages mixtes figurent dans des sources et se retrouvent peut-être aussi dans des fouilles de sépultures multiples, avec un rite phénicien pour l'un des individus inhumés et africain pour un autre. Le cas de Sophonisbe est ici encore évocateur : fille d'Hasdrubal Gisco, général carthaginois, elle épousa Syphax, roi de Numidie, sur ordre de son père afin de sceller une alliance entre Carthaginois et Numides.

#### Populations natives
Les populations autochtones sont encore plus difficiles à appréhender. Le contact avec les premiers navigateurs, même s'il est concevable au travers du commerce silencieux d'Hérodote au but commercial affirmé, s'est transformé en une relation qui peut se concevoir en termes de domination.
Dans la société carthaginoise, les mariages mixtes pouvaient être fréquents ; des unions entre des nobles de l'aristocratie phénicienne et des princesses libyennes avaient ainsi lieu. Cependant, ces alliances matrimoniales de nature politique n'ont pas altéré la nature paradoxale de l'État carthaginois qui conserva son caractère gouvernemental phénicien. Les populations autochtones ont néanmoins joué un rôle déterminant dans la formation et l'histoire des colonies phéniciennes occidentales et les prospections archéologiques montrent que, déjà durant les premiers temps de cette colonisation, les communautés puniques étaient cosmopolites
Il est avéré au travers de divers textes conservés que l'emprise carthaginoise a été lourde, tant au moment de la conquête qu'aux temps difficiles des guerres puniques, comme en témoignent les révoltes qui se sont succédé. Les populations natives de l'extérieur ont ainsi, en particulier sous l'égide de Massinissa, contribué à la chute de la cité en raison de leurs empiètements successifs durant la seconde moitié du IIe siècle av. J.-C.

## Économie
Carthage constituait un empire commercial, maritime, terrestre et agricole. De ce fait, le lien entre toutes les contrées, qu'elles soient puniques ou sous influence punique, se faisait par la mer grâce à la marine carthaginoise.

### Commerce

#### Routes des métaux précieux et produits importés

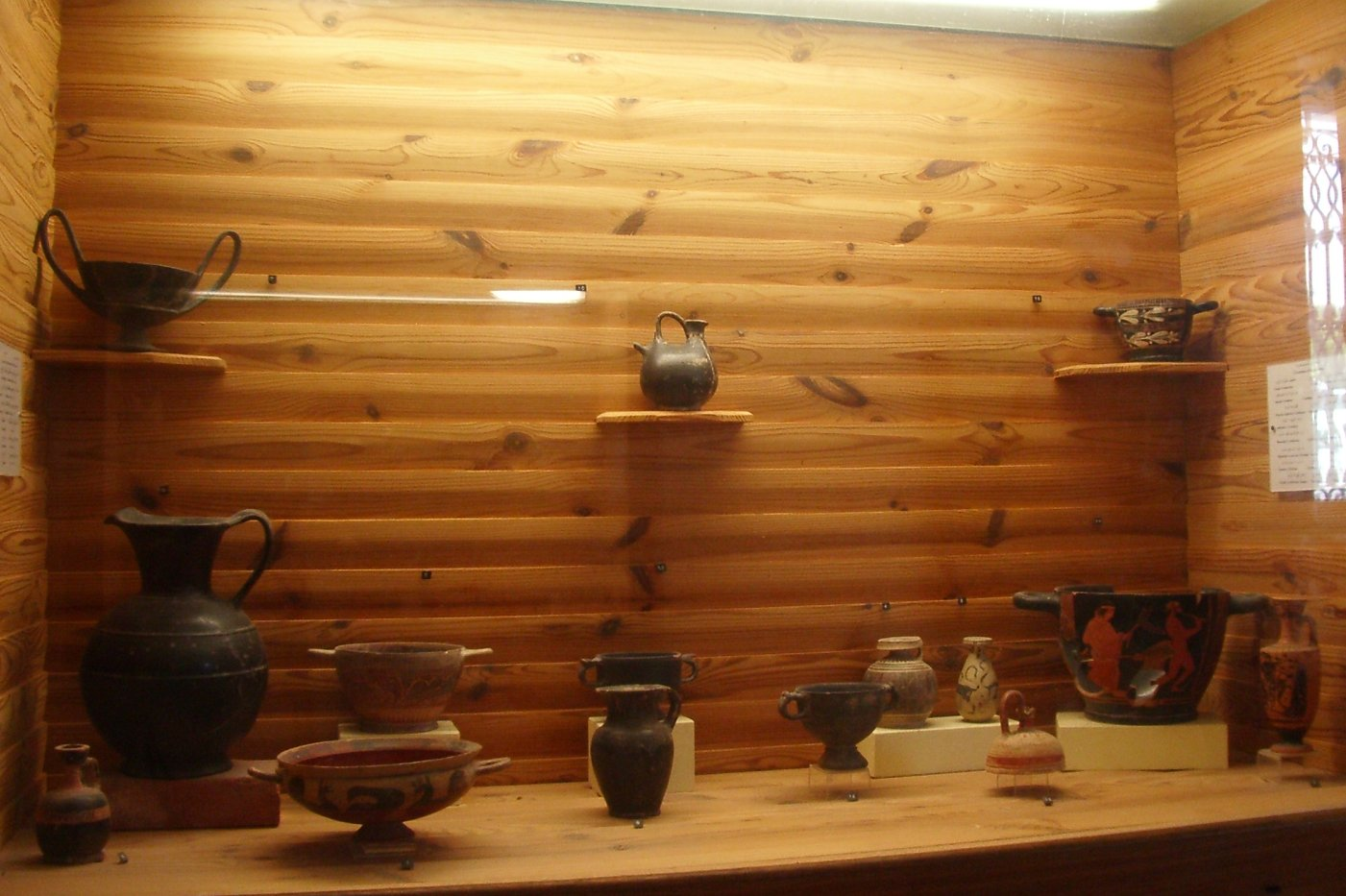
Vitrine de vases d'origine grecque et étrusque, argile, au musée national du Bardo.

Les Carthaginois, tout comme leurs ancêtres phéniciens, étaient d'excellents marins et commerçants. L'historien latin Pline l'Ancien écrit à leur propos que « les Puniques inventèrent le commerce ».
Comme Tyr, Carthage faisait le négoce des métaux, en recherchant surtout des matières premières qui lui ont permis d'asseoir sa richesse et de développer son réseau commercial : argent, mais aussi cuivre et étain en provenance des comptoirs du sud de l'Hispanie (royaume de Tartessos). Dans cette région, les mines étaient à la fois facilement exploitables et accessibles. L'étain se trouvait également dans les îles Cassitérides (actuelle Grande-Bretagne).
De manière secondaire, les Carthaginois ont importé et diffusé de petits objets manufacturés : céramiques grecques et étrusques mais aussi, dès le VIIe siècle av. J.-C. des éléments d'artisanat égyptien comme des amulettes. Le négoce se pratiquait aussi par caravanes mais ce type d'échange était beaucoup plus aléatoire et dangereux. Ce commerce terrestre permet d'expliquer certaines implantations, en particulier en Libye et dans le sud de la Tunisie actuelle.
Le but des Phénico-puniques était d'exporter les métaux à l'état brut vers l'Orient ; jusqu'au VIe siècle av. J.-C., ils jouissaient d'un monopole du commerce et de la navigation en Méditerranée occidentale grâce auquel ils bénéficiaient d'un libre accès aux métaux, et aux ressources humaines et agricoles de régions entières.

#### Produits exportés

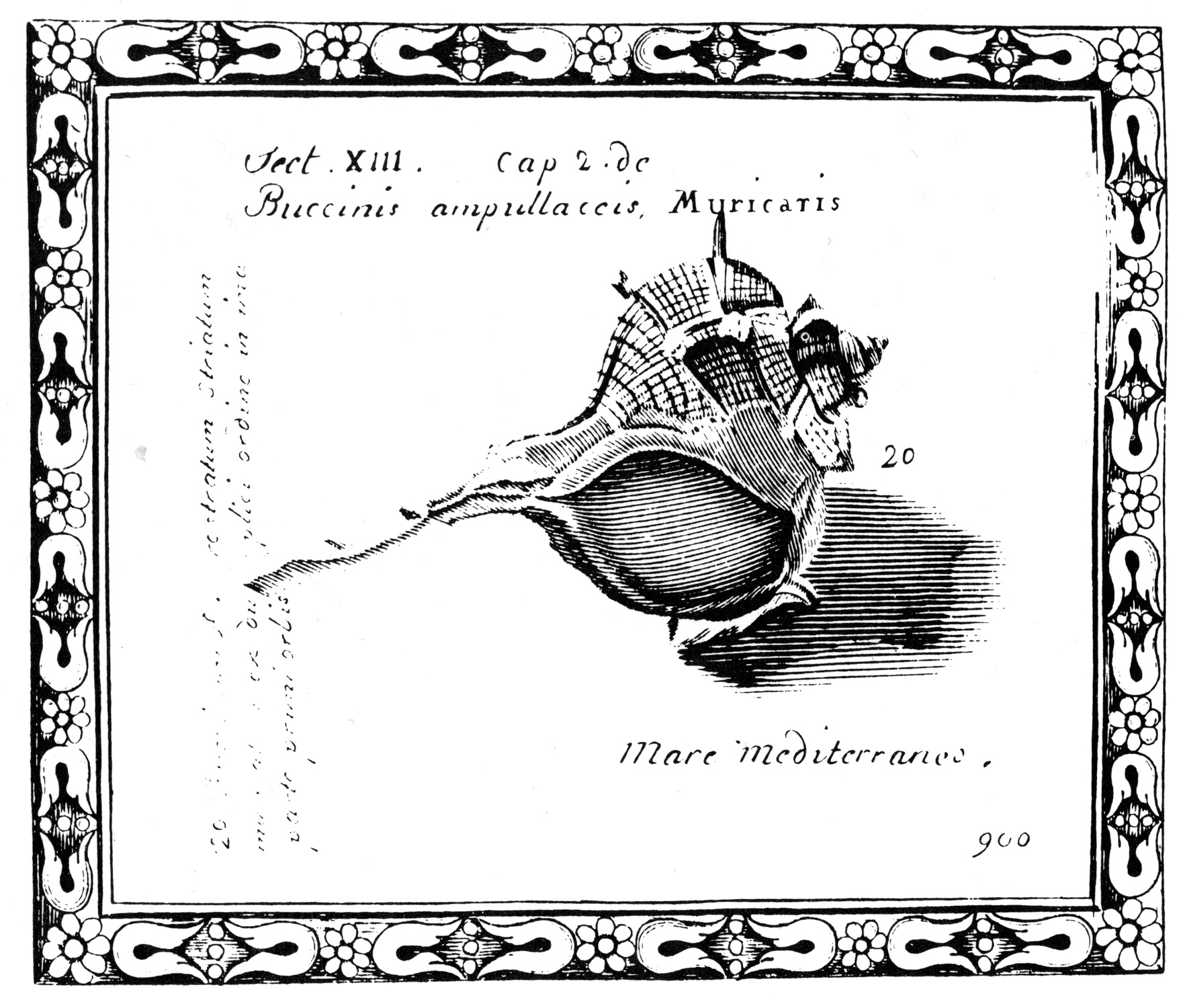
Murex brandaris dont était issue la couleur pourpre, par Martin Lister, in Historia Conchyliorum (1685-1692).

Les Carthaginois ont excellé dans la verrerie, la bijouterie, l'artisanat textile et la teinturerie, en particulier la fabrication de la pourpre, dont la technique, tirée du murex, a été inventée à Tyr. Ces derniers exportaient des produits manufacturés par leurs artisans ou importés : des céramiques, des objets en verre (spécialité phénicienne) ou encore du tissu teint en pourpre, travail de l'ivoire, bois et métaux (placage d'ivoire, d'or ou d'argent sur différents matériaux). En raison de leur caractère potentiellement périssable, il est parfois difficile d'identifier certains de ces produits d'exportation : les tissus, très réputés, n'ont pas laissé de traces archéologiques en dehors d'amas de murex ou de poids destinés à tendre les tentures.

#### Commerce et exploration
Les voyages d'exploration s'expliquent par la recherche de minerais et de nouveaux débouchés commerciaux : l'étain de Grande-Bretagne et d'Hispanie, l'or ou d'autres matières premières au Maghreb. Certains produits servant au négoce étaient fabriqués par les ateliers carthaginois.

### Agriculture et pêche

#### Territoire agricole de Carthage
À l'aube de la première guerre punique, Carthage contrôlait en Afrique du Nord un territoire d'environ 73 000 km2 — son arrière-pays, constitué par l'actuelle Tunisie, représentait alors un territoire dévolu à l'agriculture supérieur en superficie à celui de Rome et de ses alliés réunis, et reste l'une des zones agricoles de premier plan dans l'Empire romain — pour une population de près de quatre millions d'habitants. Une telle population nécessitait un approvisionnement régulier et un arrière-pays capable d'assurer une production suffisante en quantité et en qualité : une production de céréales destinée à toutes les couches sociales, mais aussi une production de fruits ou de viande destinée à une population plus aisée.
Ce territoire a été largement amputé par les attaques de Massinissa dans le dernier demi-siècle d'existence de la cité, pour se limiter à une superficie inférieure à 25 000 km2 en 146 av. J.-C..
La zone occupée par Carthage en Afrique était très fertile car elle jouissait d'une pluviosité amplement suffisante pour la production agricole. Ces atouts ont été exploités par la suite dans la province de l'Afrique romaine.

#### Culture et élevage

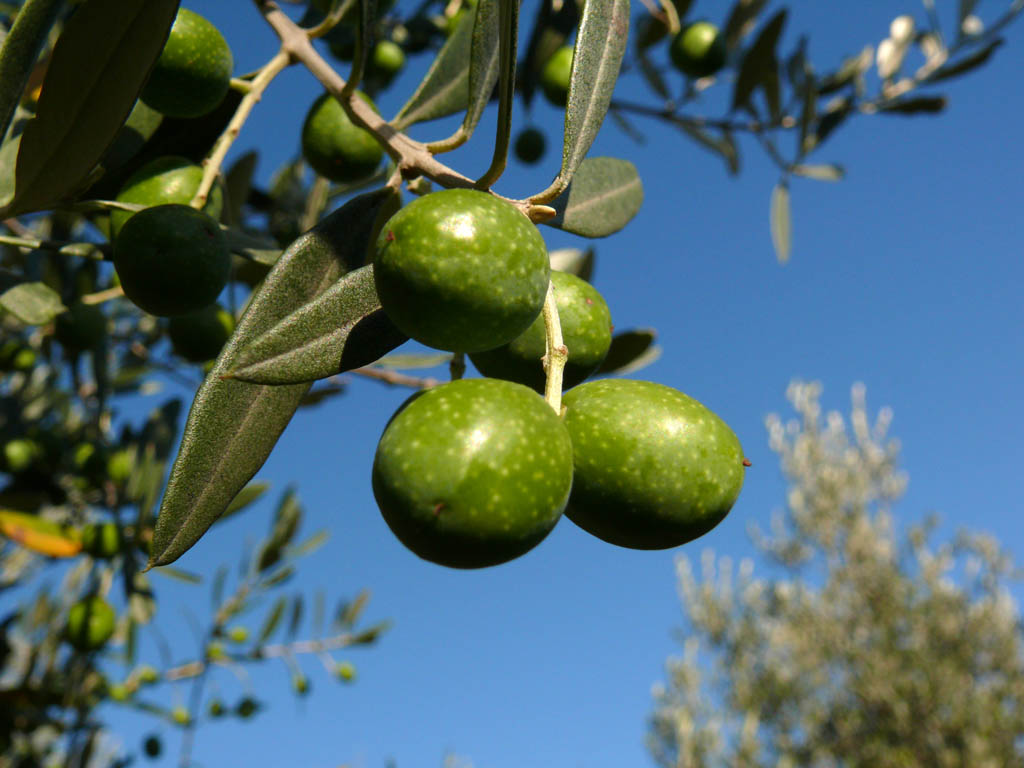
Les Carthaginois ont développé la greffe de l'olivier à des fins d'amélioration de la productivité.

Carthage a très vite instauré un partage des tâches entre des cultures à visée spéculative, dans les terres proches de la capitale, et les cultures céréalières laissées aux populations libyennes, ces dernières étant soumises à un tribut en nature dont le poids, en particulier durant les guerres puniques, a pu influencer le cours des événements en les poussant à la révolte. La cité a développé son arrière-pays grâce à la culture de l'amande, de la figue, de l'olive, de la grenade — perçue comme un fruit punique par les Romains — et de la vigne, en plus du blé. Ces plantes étaient déjà présentes à l'état sauvage dans la région mais les Phéniciens y ont apporté des plants qui leur ont permis d'exporter dans tout le bassin méditerranéen : on trouve ainsi des traces de produits agricoles puniques jusqu'en Grèce.
L'élevage était pratiqué de longue date par les populations autochtones, en particulier celui des chevaux, des bœufs et des mulets.

#### Techniques agricoles
La réussite de Carthage s'explique aussi par ses prouesses en matière d'agronomie. Les Carthaginois sont parvenus à développer les techniques agricoles parmi les plus efficaces de l'Antiquité puisque celles-ci furent reprises par les Romains à travers la traduction en latin du traité du punique Magon. Columelle a conservé des fragments de l'œuvre punique, dont un processus de vinification.
La plantation des oliveraies obéissait à des règles précises, en particulier l'espacement entre les plants, règles parfois encore respectées de nos jours. Le matériel agricole jouait un rôle important dans l'amélioration de la production, comme en témoignent les représentations de charrues, notamment sur une sculpture retrouvée sur le territoire de la Libye actuelle, ce qui n'a pas manqué de trancher avec la production libyenne traditionnelle.

#### Pêche et produits de la mer

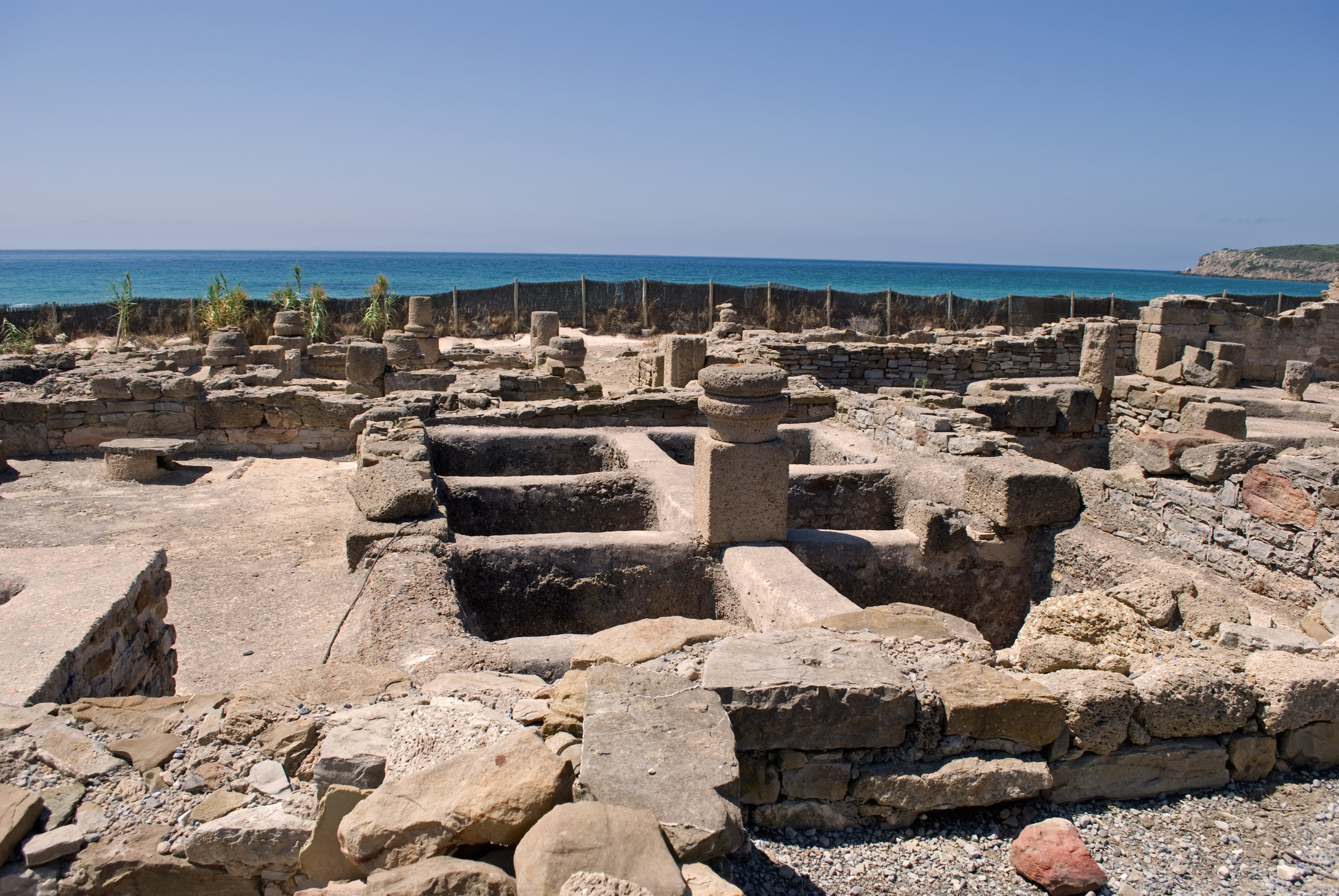
Fabrique de garum de Baelo Claudia (environs de Cadix) datée de l'époque romaine.

La pêche était une activité répandue à l'époque punique et, outre des productions de salaisons et de murex, il est établi que ce sont les Phénico-puniques qui ont répandu l'usage du garum dans le bassin méditerranéen. Cette sauce à base de poissons gras, utilisée en cuisine et dans un but médicinal, était produite à grande échelle au sein d'installations retrouvées sur un certain nombre de sites. La production et la commercialisation du garum se sont poursuivies largement à l'époque romaine.

## Art et artisanat

### Sculptures

#### Pierre
L'essentiel des éléments conservés jusqu'à nos jours est lié à un usage funéraire. D'autres sculptures existent, mais de taille réduite, comme la Dame de Galera ou le protomé de lion de Sant'Antioco.
Les cippes et stèles, parfois en forme de bétyles ou « maison du dieu », laissent apparaître une évolution stylistique. Sculptés dans le grès au départ, ces éléments sont conçus par la suite en calcaire, parfois flanqués d'acrotères et de motifs incisés à l'influence grecque marquée : motifs animaliers, végétaux, humains et surtout symboles. À partir des Ve et IVe siècles av. J.-C., on voit la diffusion du motif dit « signe de Tanit » qui se retrouve sur bien d'autres supports. On l'a cru présent uniquement en Méditerranée occidentale, mais les recherches actuelles témoignent d'une présence sur les sites du Levant. D'autres motifs ont pu être reconnus ainsi celui de l'idole-bouteille. On distingue des différences locales, en particulier à Motyé, où les représentations humaines sont plus précoces et plus généralisées qu'à Carthage.
Les sarcophages sont très représentatifs du métissage propre aux Phénico-puniques : le type anthropoïde originellement présent en Phénicie a évolué en Méditerranée occidentale. Outre en Afrique, des exemples bien conservés ont été retrouvés en Sicile et dans la péninsule Ibérique. Au IVe siècle av. J.-C., le type change en Tunisie pour figurer au-dessus une statue du défunt. Les sarcophages de Sainte-Monique, dénommés du prêtre et de la prêtresse et conservés au musée national de Carthage, sont particulièrement intéressants par le traitement du drapé et l'attitude des deux personnages : le prêtre a la main droite levée en un geste de bénédiction, la prêtresse tient pour sa part une colombe ; les mains gauches des deux personnages portent un vase à encens à l'usage liturgique connu, d'où le nom donné à ces œuvres.

Stèles et sarcophages puniques
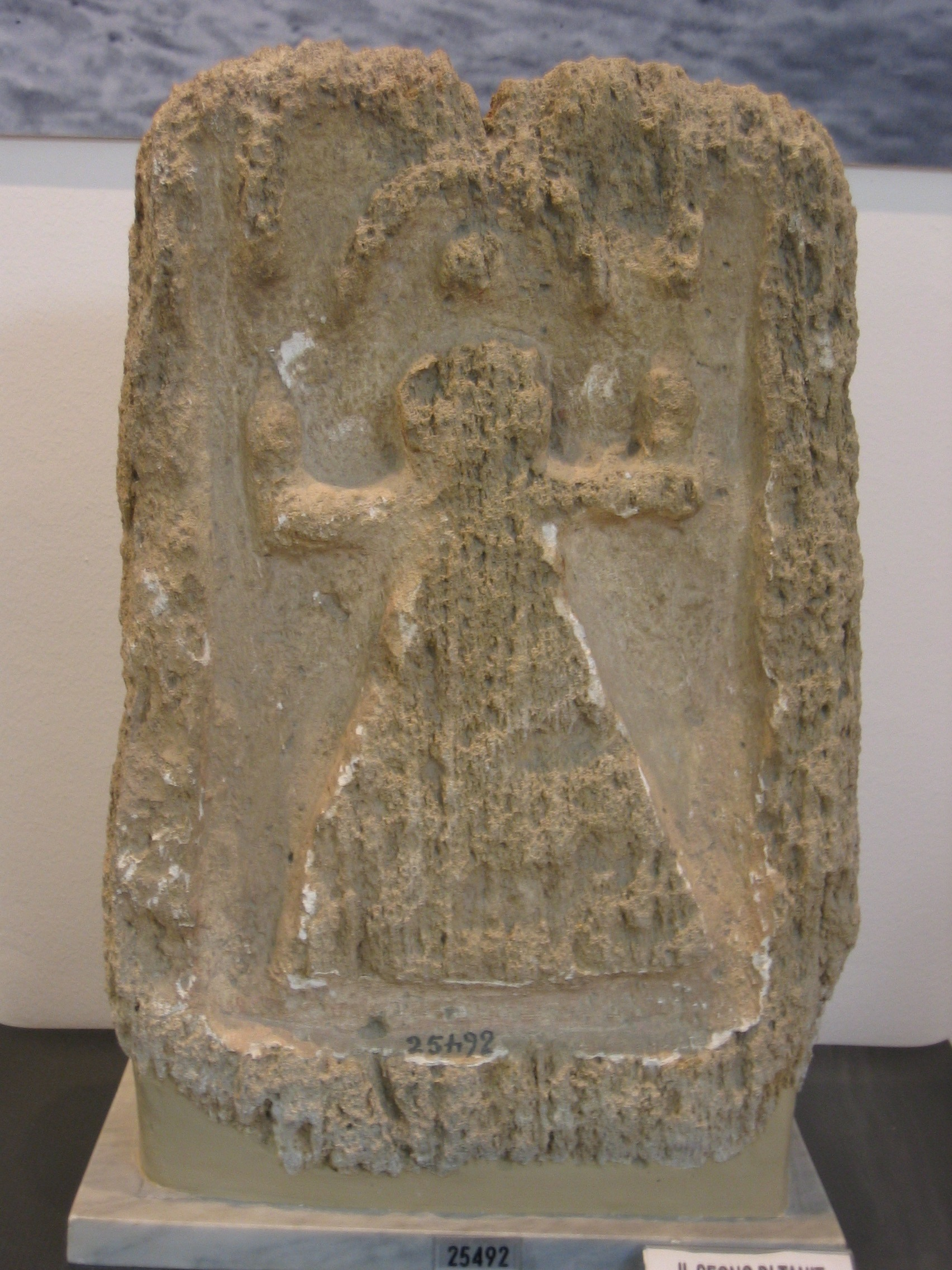
Stèle du tophet de Nora exposée au musée archéologique de Nora.
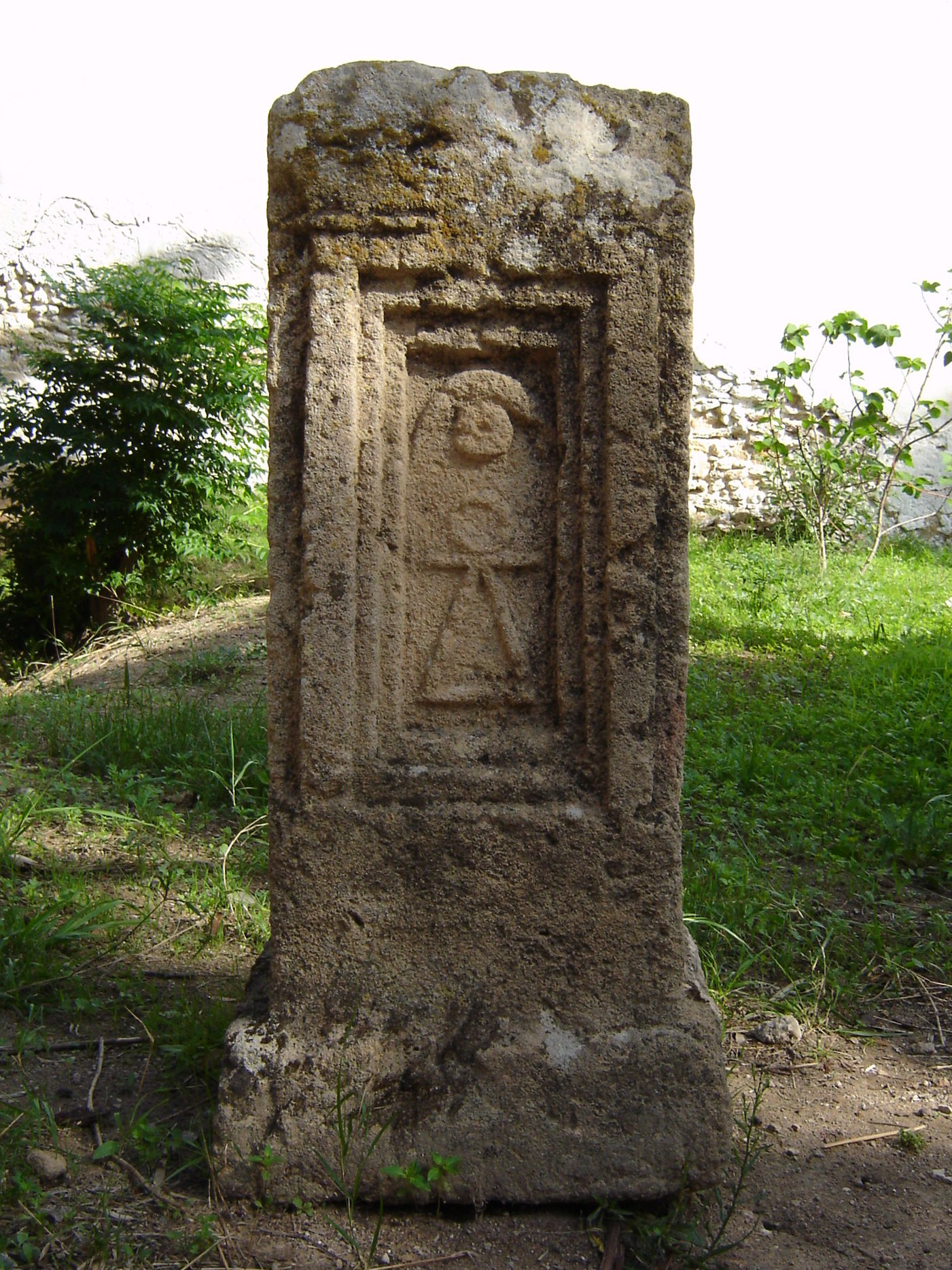
Stèle du tophet de Carthage.
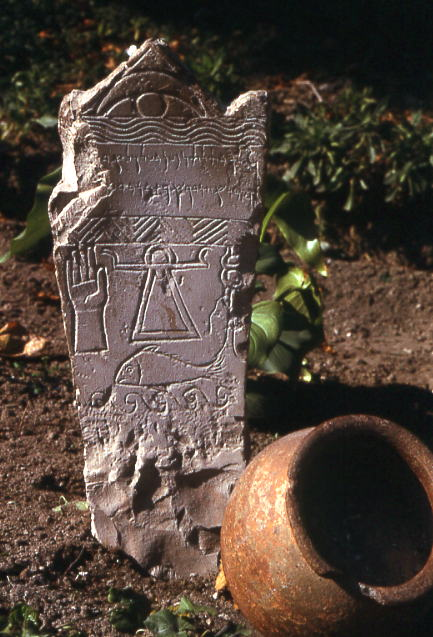
Stèle du tophet de Carthage avec main ouverte, poisson et signe dit de Tanit.
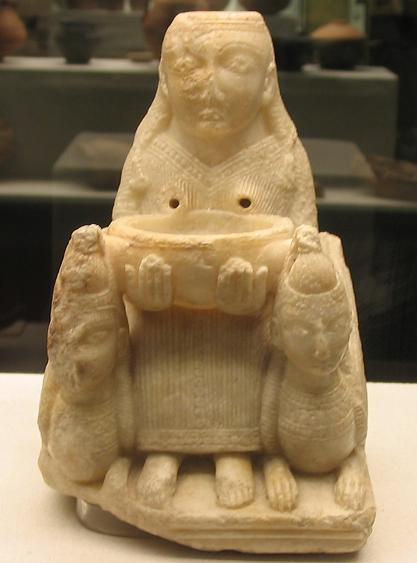
Dame de Galera datant du VIIe siècle av. J.-C. et exposée au musée archéologique national de Madrid.
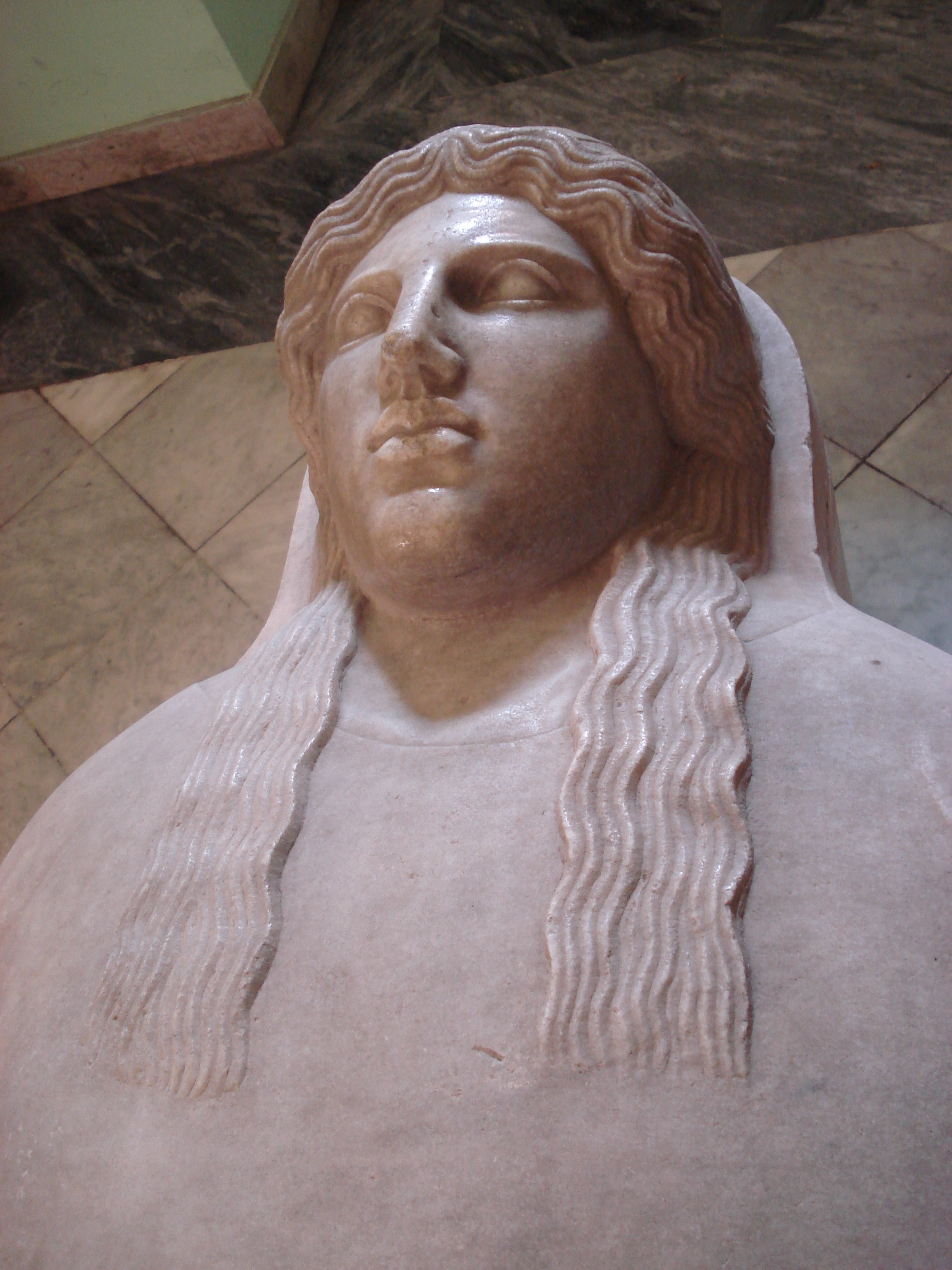
Sarcophage du Ve siècle av. J.-C. exposé au musée archéologique régional de Palerme.
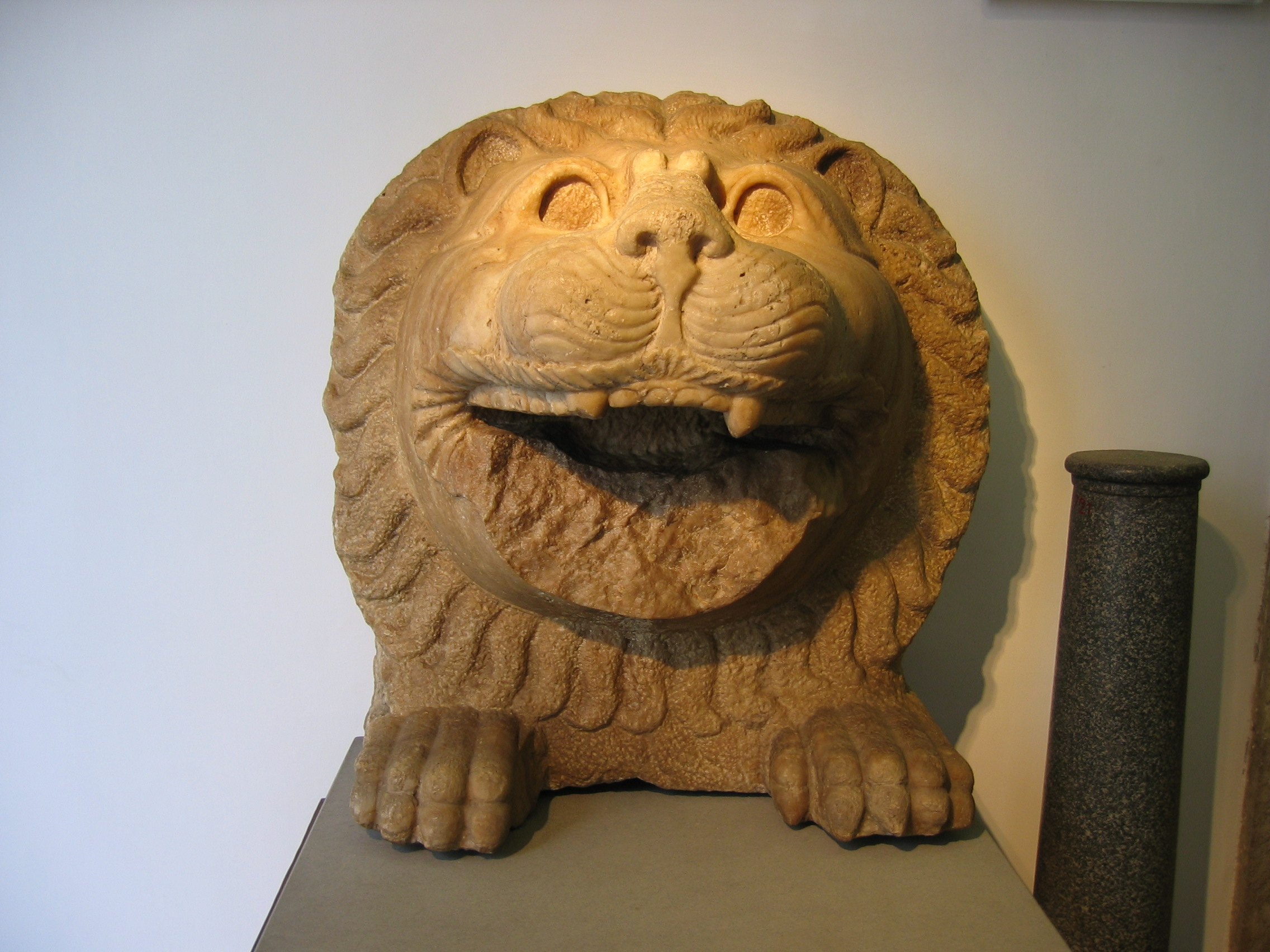
Lion de San Antioco (Sardaigne) datant du IVe siècle av. J.-C. et exposée au musée Barracco de Rome.
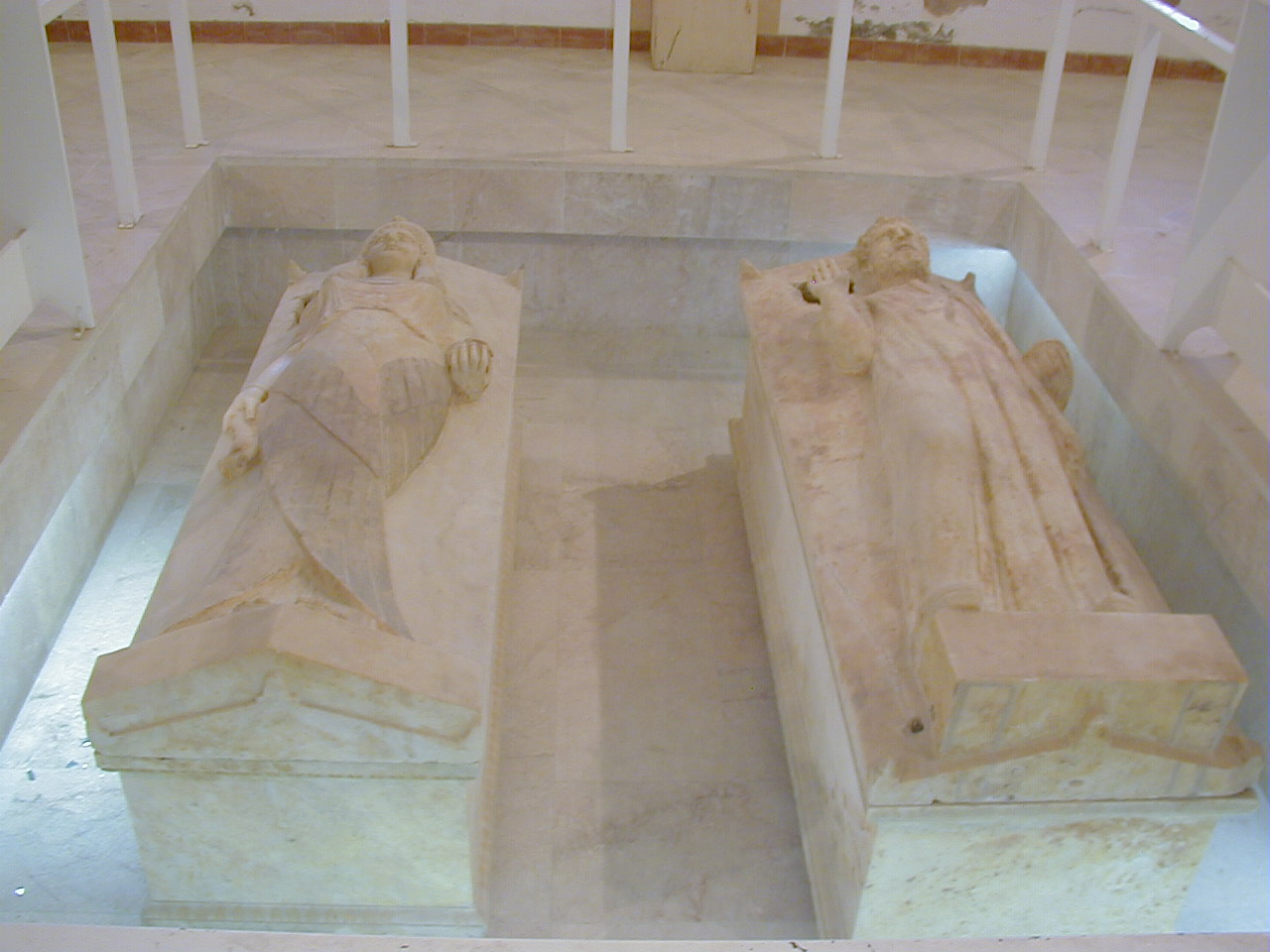
Sarcophages du prêtre et de la prêtresse de la nécropole des Rabs de Carthage exposés au musée national de Carthage (IVe – IIIe siècles av. J.-C.).
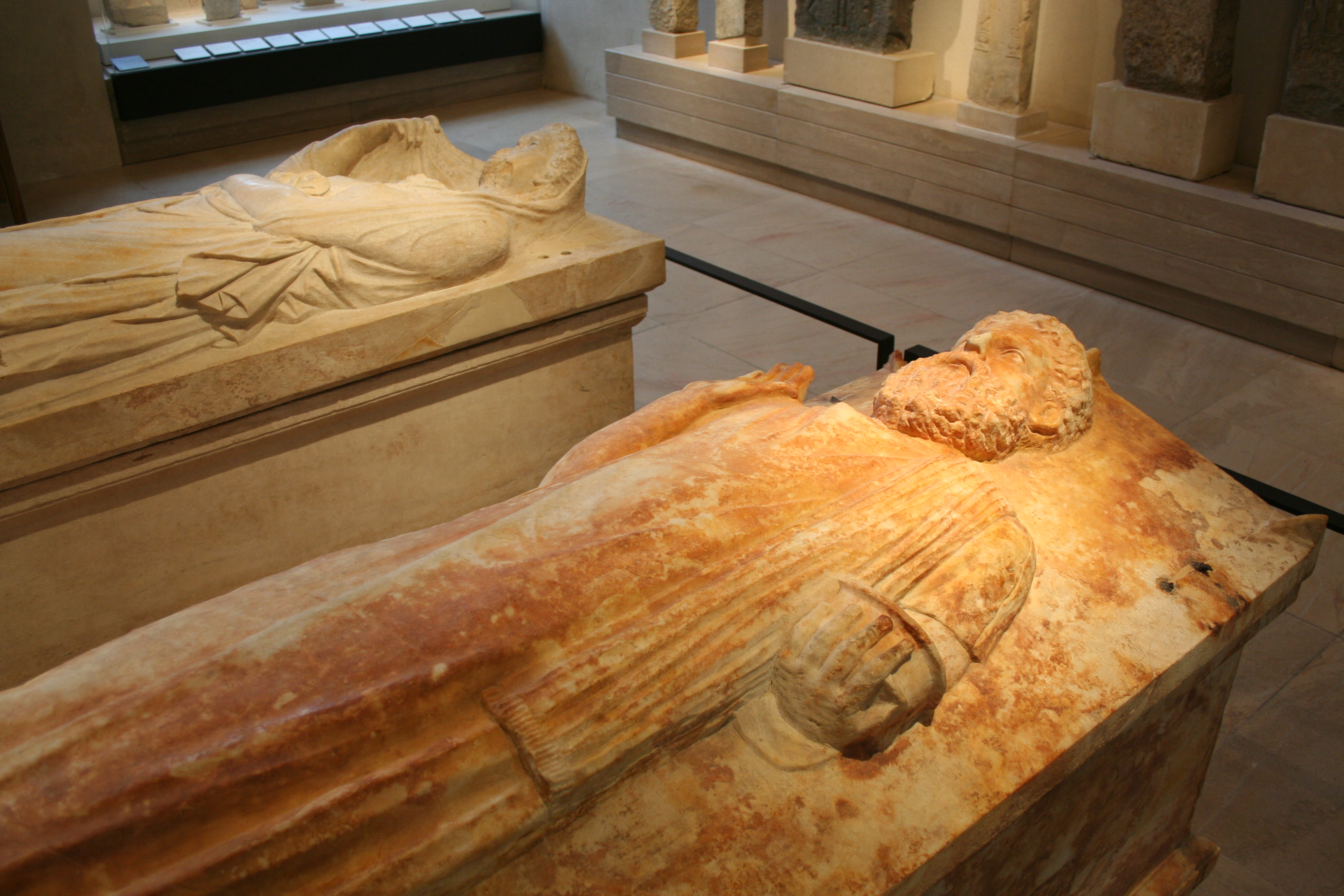
Sarcophages de la nécropole des Rabs exposés au musée du Louvre (IVe – IIIe siècles av. J.-C.).

#### Terres cuites
La production des terres cuites, très variée, consistait en des masques grotesques aux traits marqués, d'origine sans doute levantine. Les formes en sont diverses ; les rides et les bouches déformées s'accompagnent parfois de motifs géométriques. Des masques aux traits négroïdes caractérisés ont également été retrouvés. Destinés à être suspendus, ces masques avaient une fonction apotropaïque : ils étaient censés chasser les démons.
Il existait aussi des protomés représentant la partie supérieure de corps d'hommes ou de femmes. Le style de ce type de produits est divers, à la fois égyptien mais également grec à partir du VIe siècle av. J.-C., et on en a établi une classification.

Masques et protomés en terre cuite
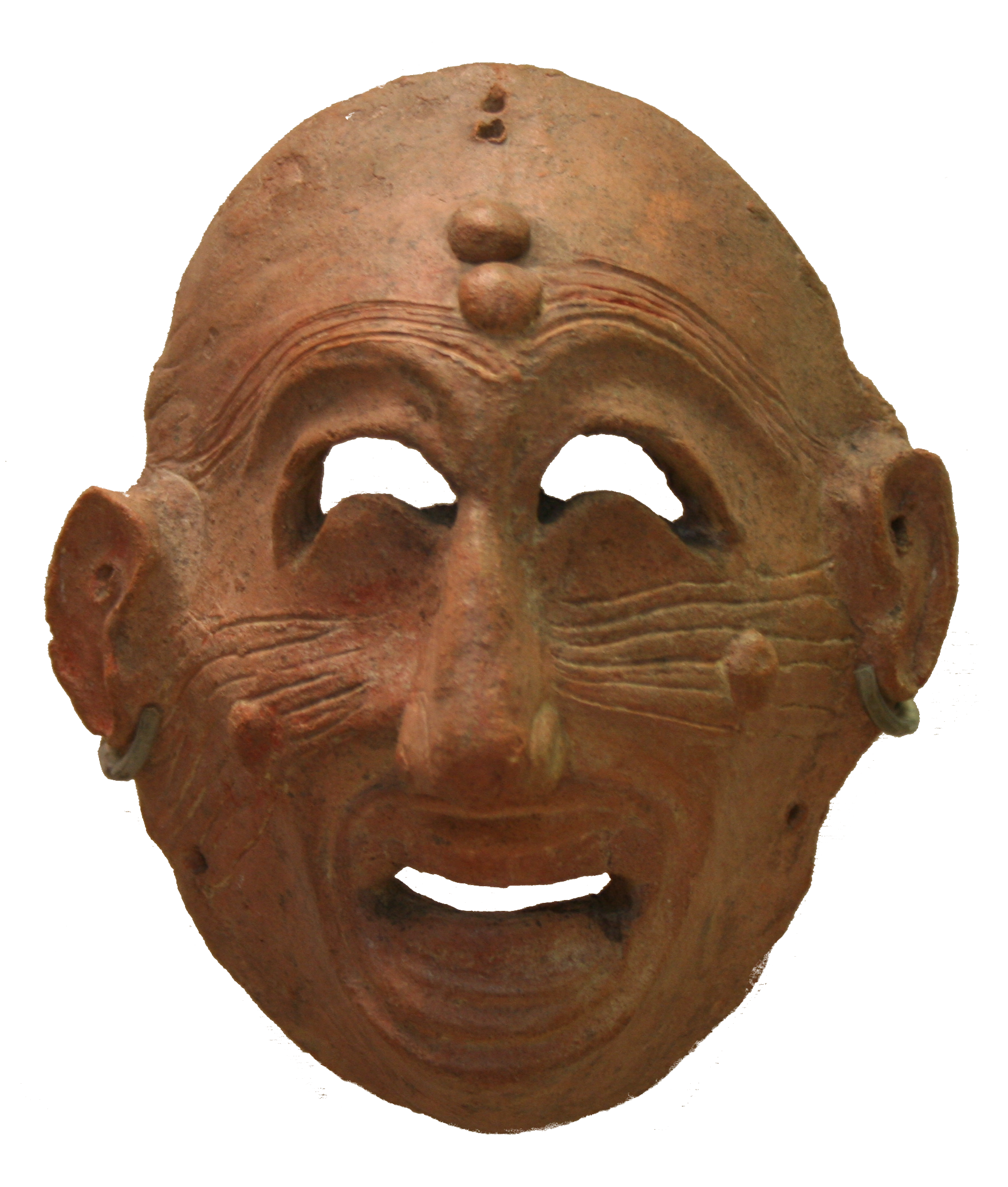
Masque provenant de Carthage au département des antiquités orientales du musée du Louvre, fin du VIIe-début du VIe siècle av. J.-C.
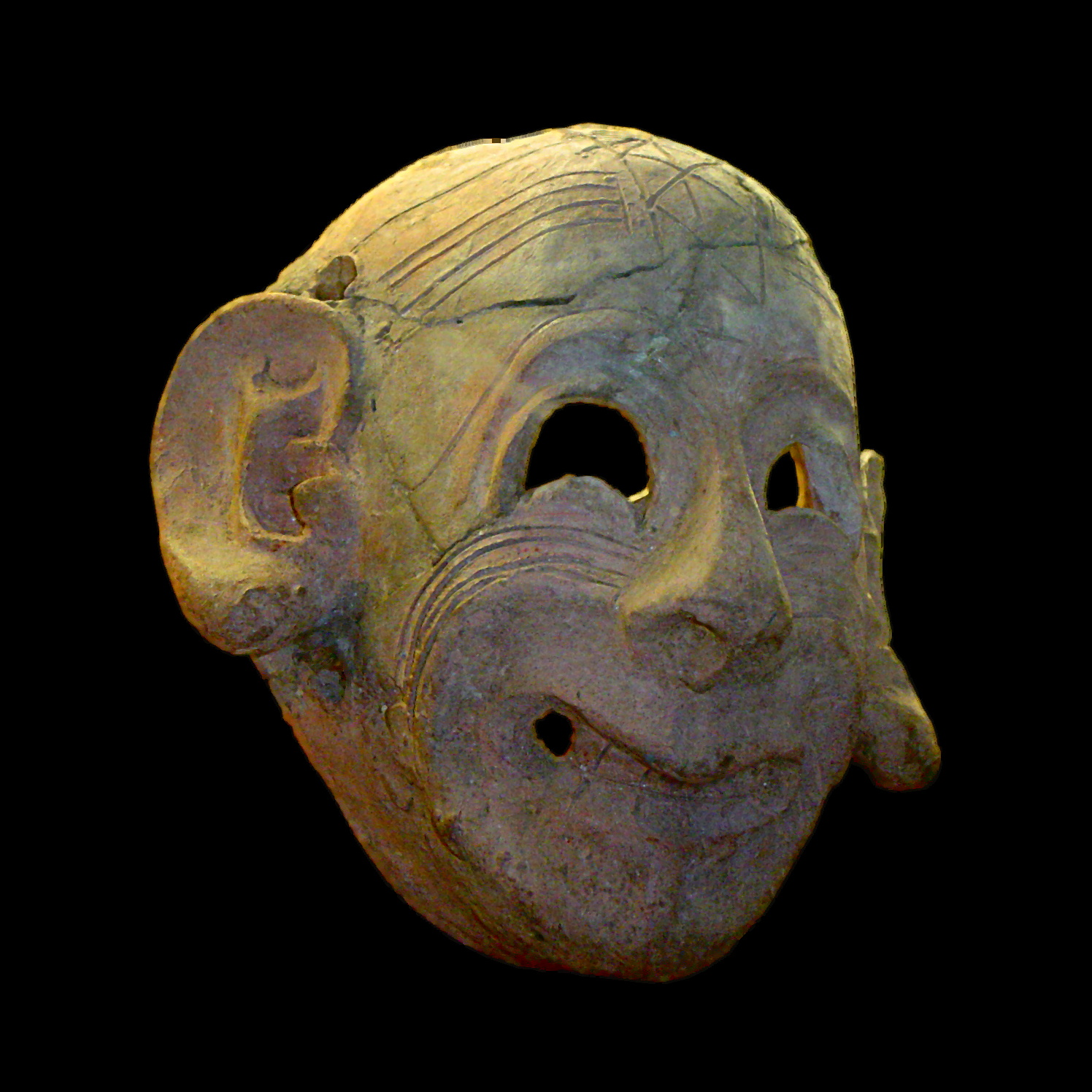
Masque grimaçant au musée national du Bardo (fin du VIe siècle av. J.-C.).
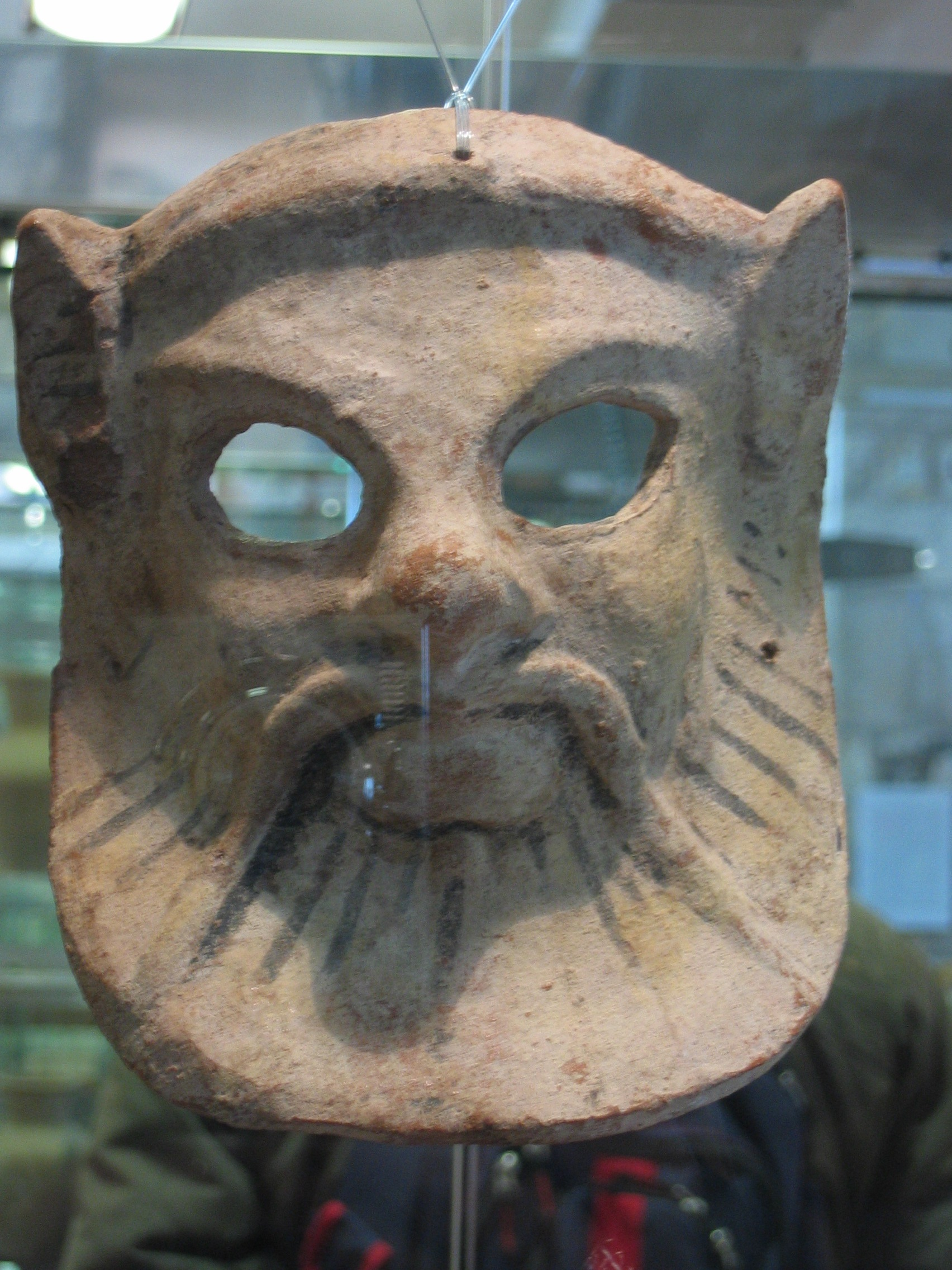
Masque en forme de Silène provenant de Sulcis (Sardaigne).
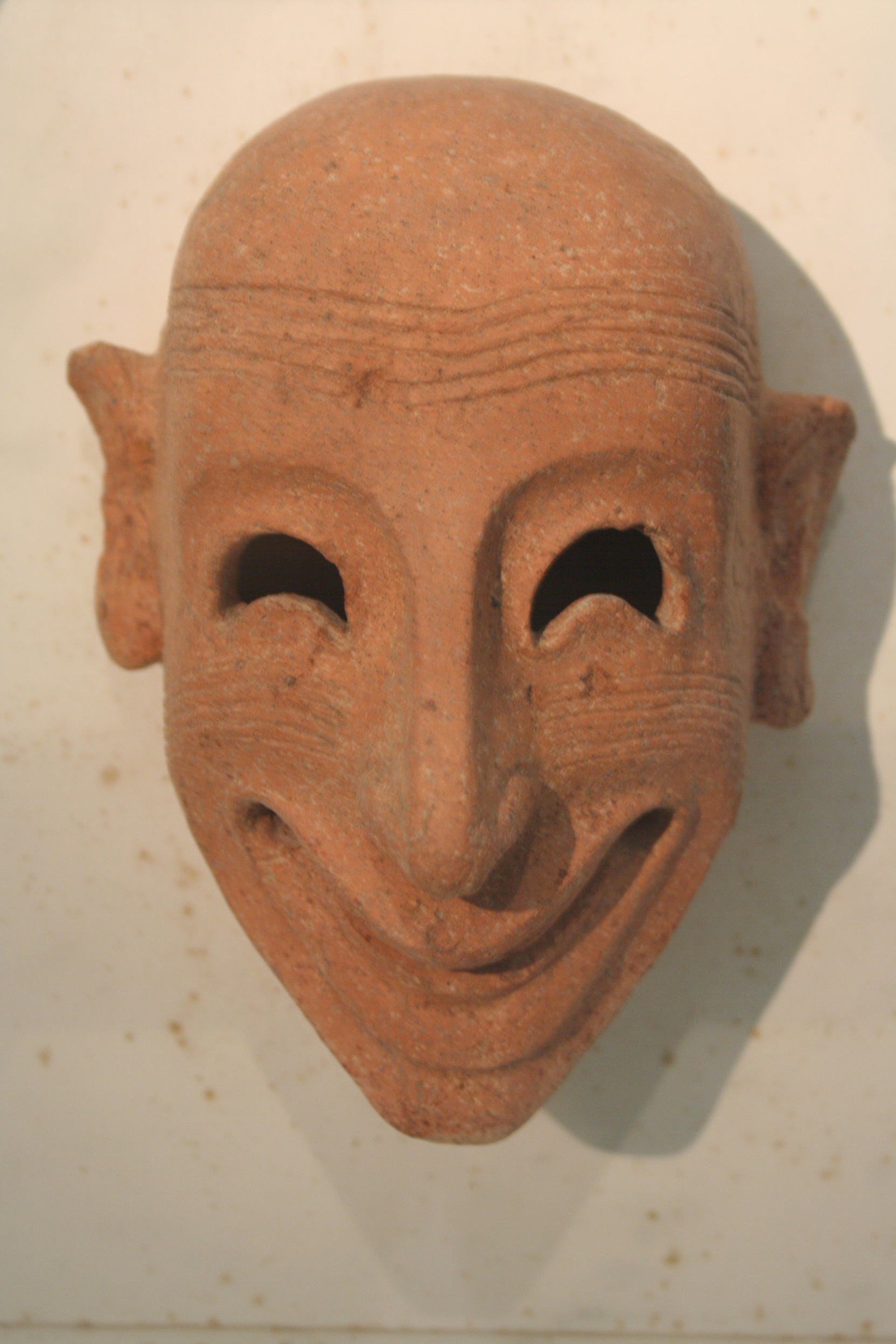
Masque grimaçant au musée Whitaker de Motyé (Sicile).
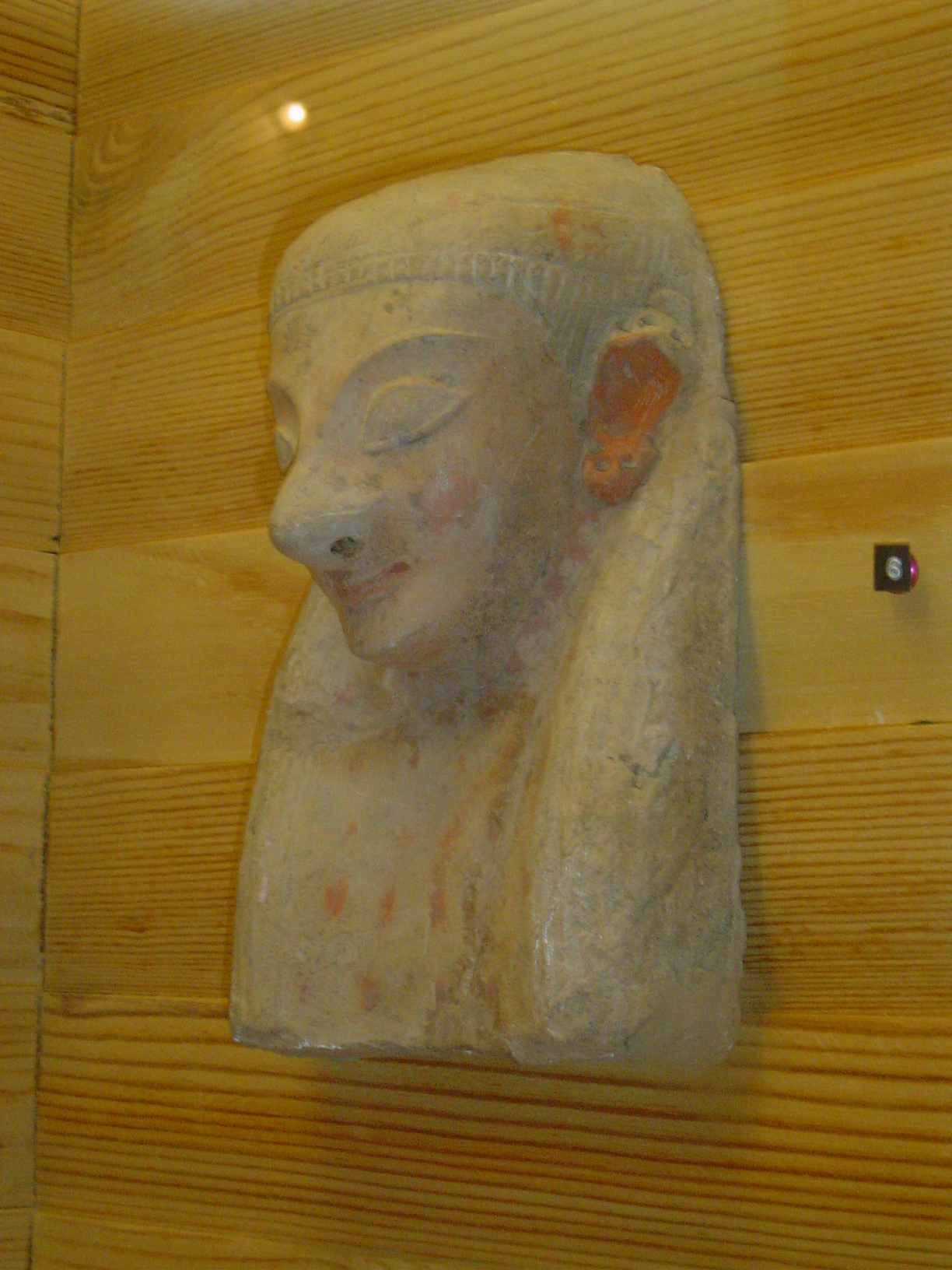
Protomé au département punique du musée national du Bardo.
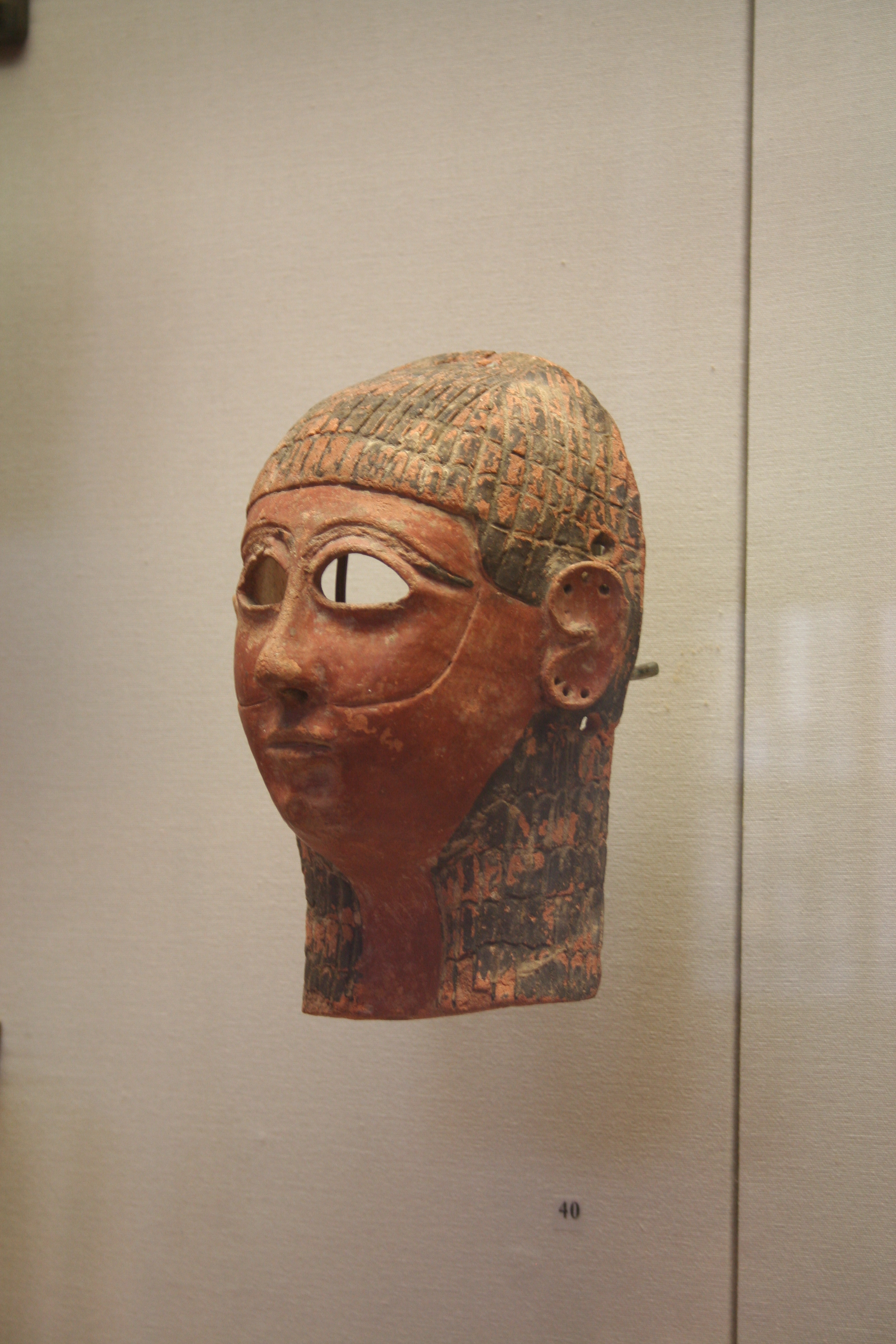
Protomé égyptisante du musée du Louvre.
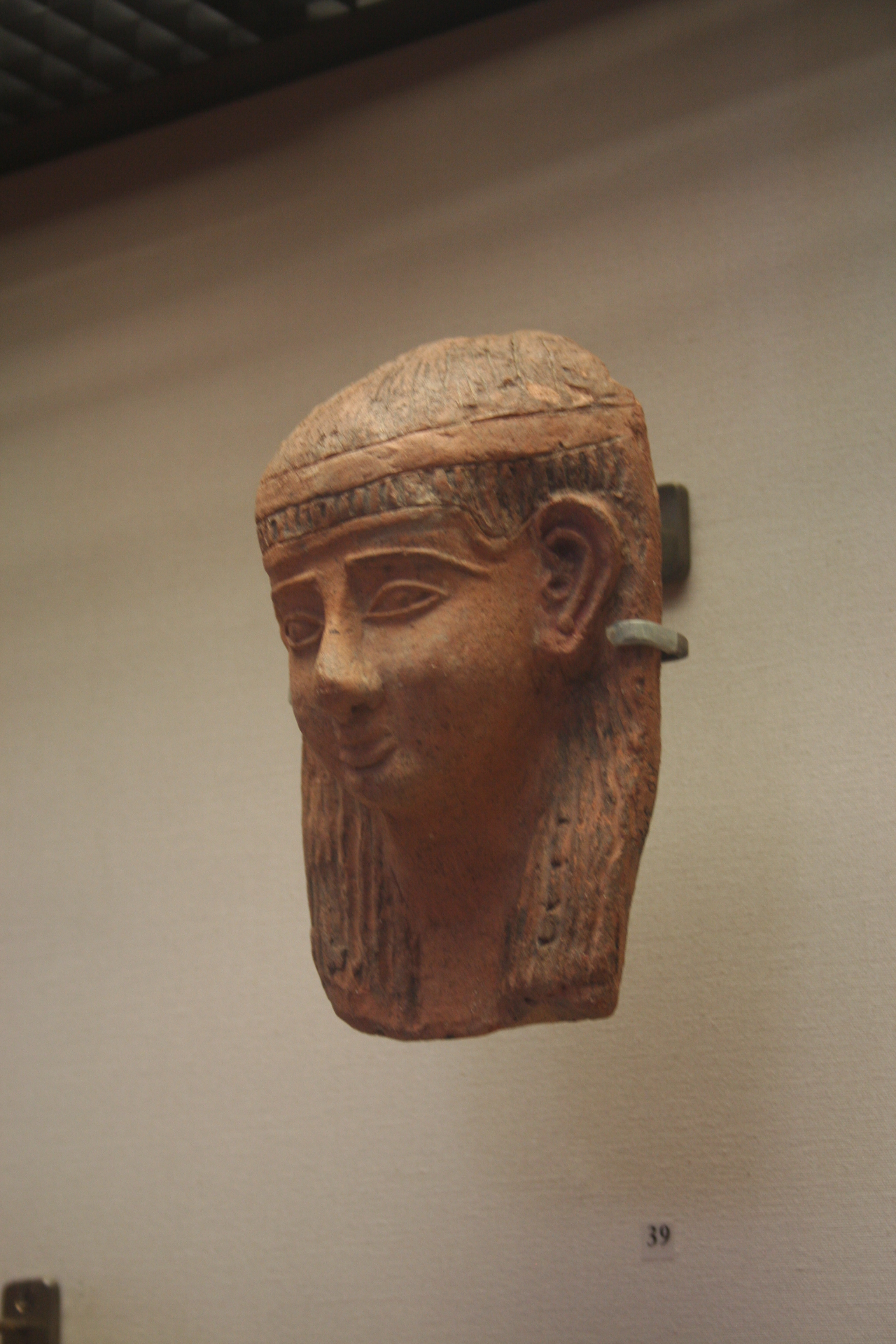
Protomé égyptisante du musée du Louvre (VIe – Ve siècles av. J.-C.).

La production de coroplastie ou coroplathie était répandue dans nombre de sites puniques, de l'Afrique du Nord aux îles Baléares en passant par la Sicile et la Sardaigne. Il s'agit de figurines moulées, tenant des objets (des tambourins par exemple) ou de petits animaux ; des stéréotypes phénico-puniques cohabitent avec d'autres stéréotypes hellénisants, voire liés à une production locale. La technique a été également utilisée pour des pièces de dimension variable, à usage religieux, y compris après la chute de Carthage. On en a découvert plusieurs exemplaires dans les fouilles du sanctuaire de Thinissut au cap Bon (petite sculpture de Ba'al Hammon encadré par deux sphinges mais également de belles représentations de grande taille de Tanit « léontocéphale » et de Déméter).

Figurines en terre cuite
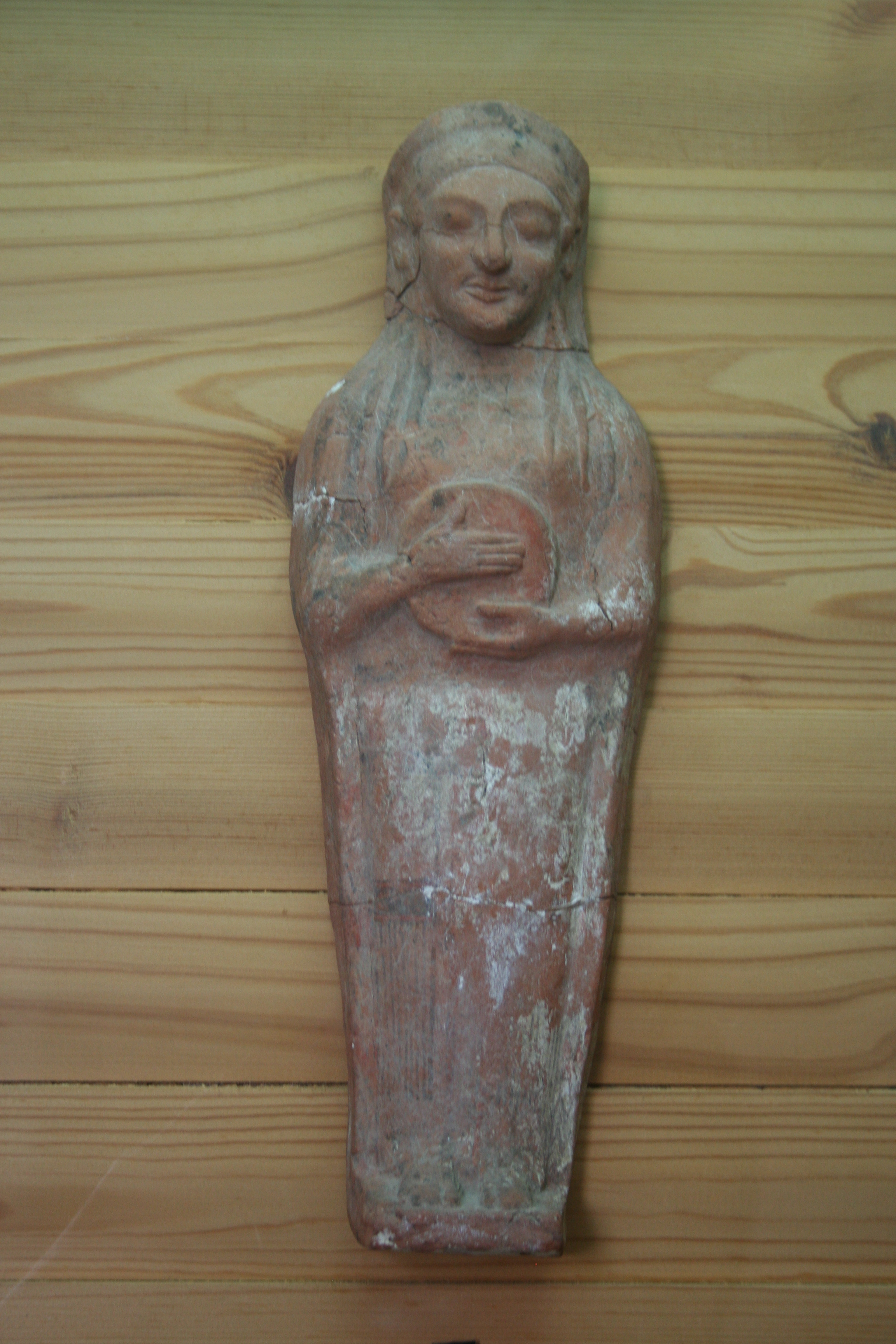
Statuette avec tambourin au musée national du Bardo.
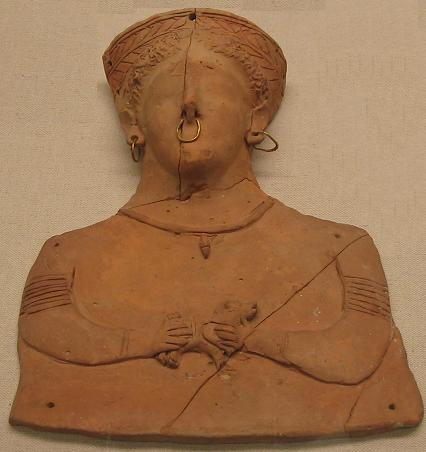
Figurine issue de la nécropole de Puig des Molins, IIIe siècle av. J.-C.
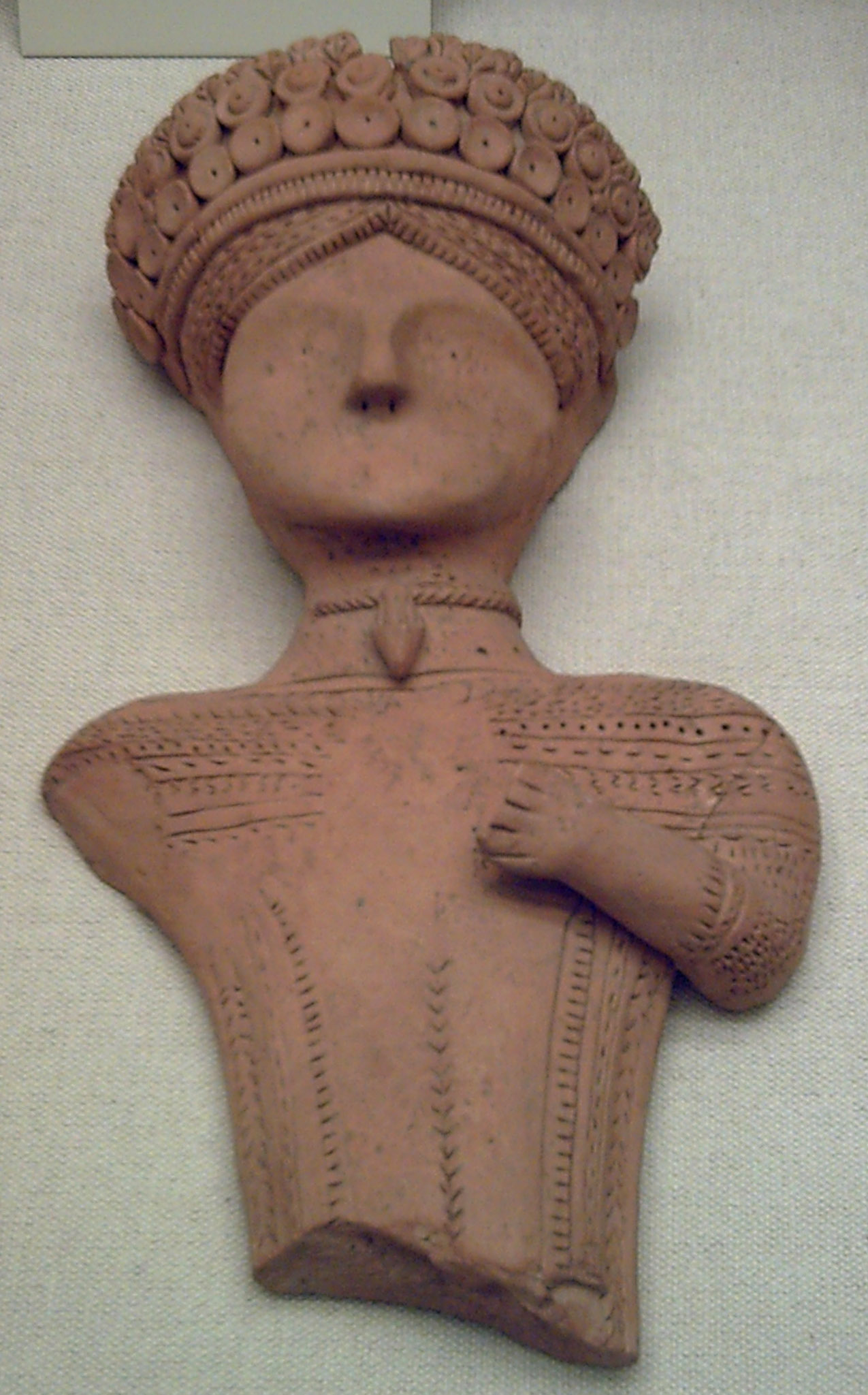
Fragment de statuette d'argile provenant d'Ibiza des IVe – IIIe siècles av. J.-C.
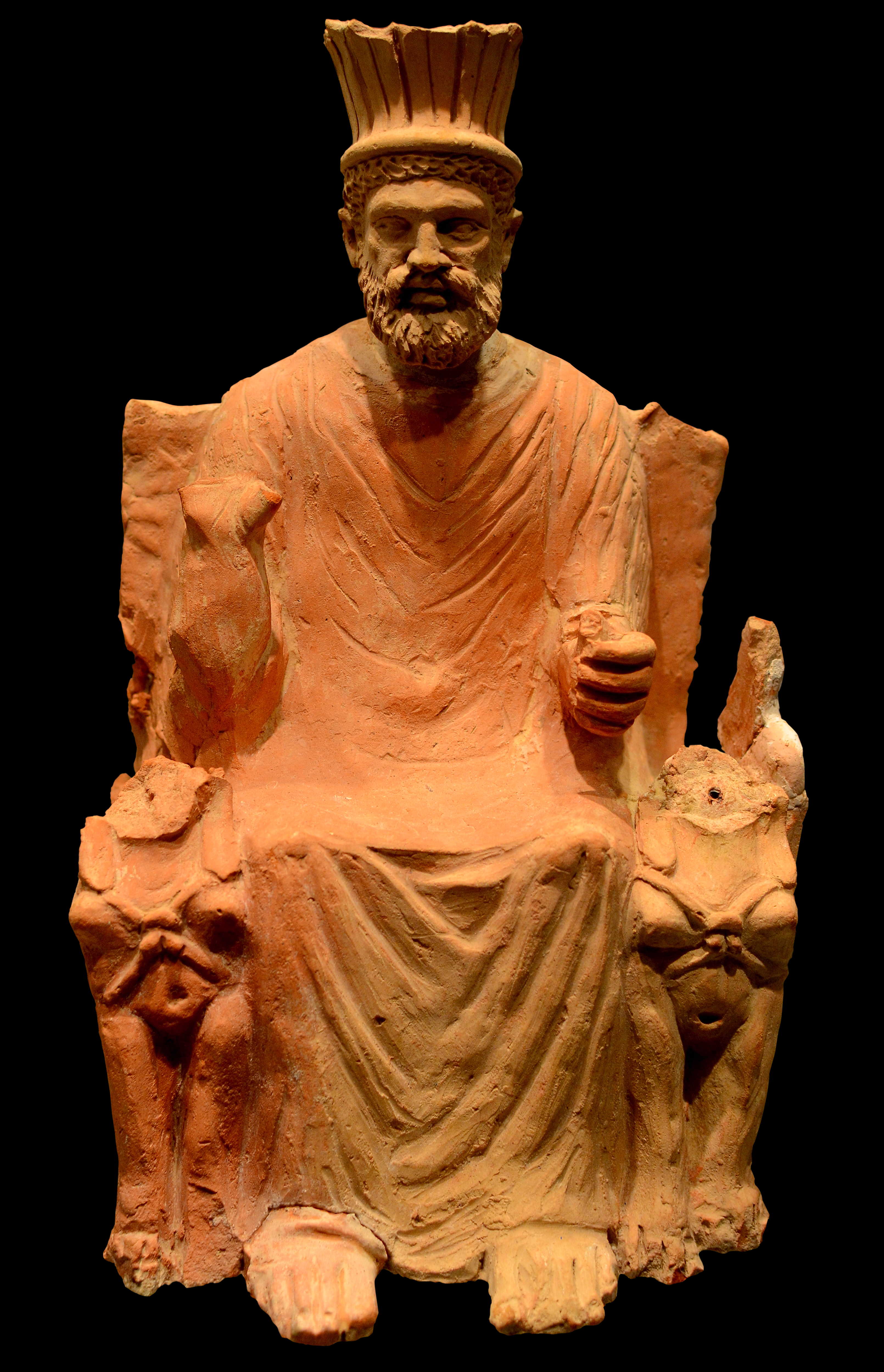
Ba'al Hammon de Thinissut datant du Ier siècle.

### Vie quotidienne
Les Puniques étaient des artisans spécialisés et reconnus. Les Grecs leur donnaient la réputation de vendre des bibelots, verroterie fabriquée par les artisans en échange de produits de valeur comme les matières premières issues des régions qu'ils abordaient avec leurs navires. Ainsi, nombre d'objets et de bibelots phéniciens d'inspiration diverse (grecque, égyptienne, etc.) ont été découverts sur les sites qu'ils fréquentaient. Les nécropoles qui ont fait l'objet de fouilles archéologiques depuis le XIXe siècle ont livré un matériel important et varié qui dénote un artisanat développé : travail des métaux avec en particulier des exemples de rasoirs de bronze ornés le plus souvent de motifs gravés, petits masques de pâte de verre à fonction apotropaïque qui ornaient des colliers, ivoires et os gravés mais aussi bijoux.

#### Céramiques
Pour la poterie utilisée dans la vie quotidienne, hors contexte religieux, les fouilles ont livré des céramiques à but alimentaire ou culinaire et aussi des lampes à huile dont les formes démontrent une production stéréotypée et rationalisée ; des exemples de vases-biberons ont aussi été retrouvés.
Si, à partir du IIIe siècle av. J.-C., on voit nombre d'imitations d'importations grecques, il persiste une production typique dénommée « moules à gâteaux ».
Les fouilles des nécropoles de Carthage ont mis au jour des maquettes représentant des éléments de la vie quotidienne : un four à pain de type tabouna, déposé au musée national de Carthage, mais aussi de petites pièces de mobilier qui permettent d'imaginer l'intérieur des habitations.

Céramiques et lampes puniques
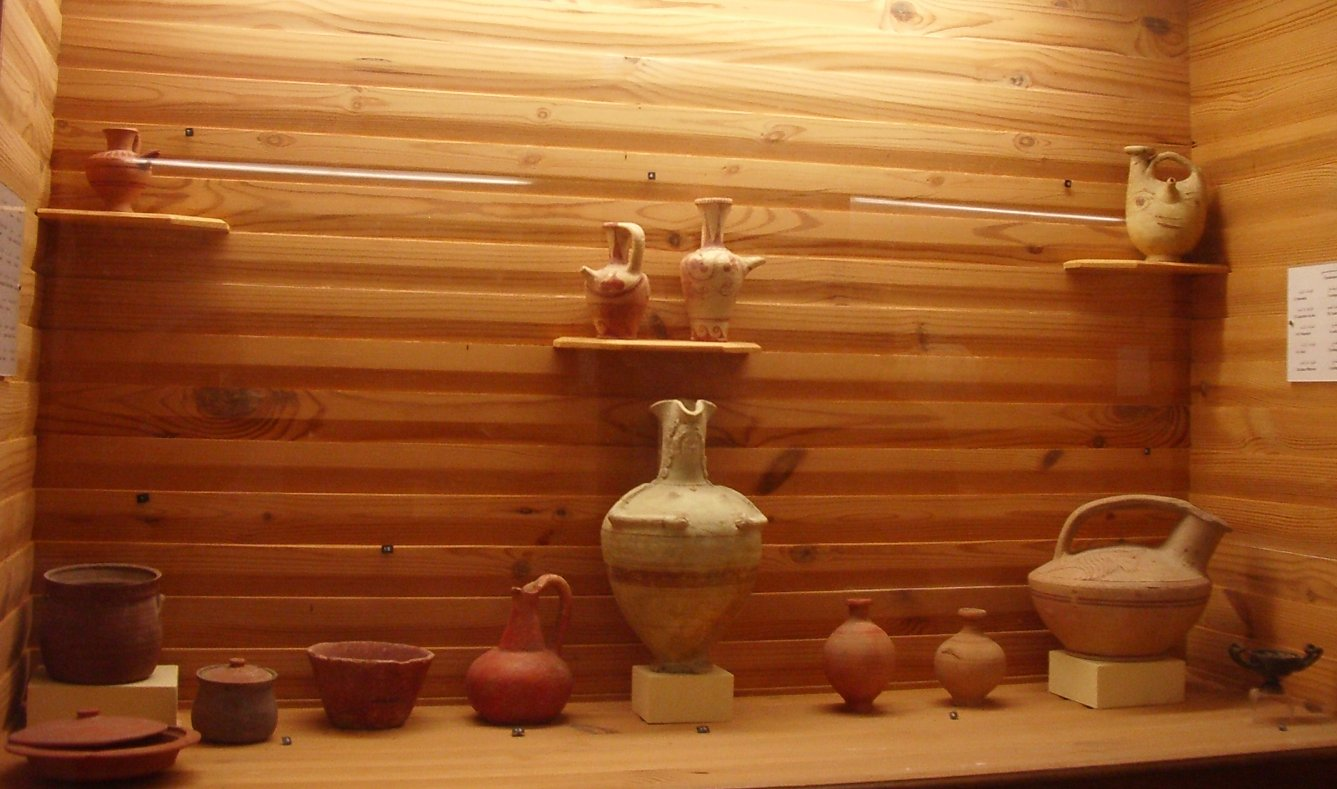
Vitrines de productions locales de céramiques au musée national du Bardo.
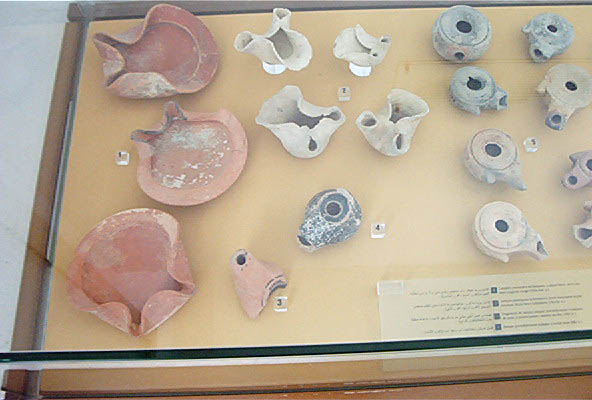
Lampes puniques du musée national de Carthage.
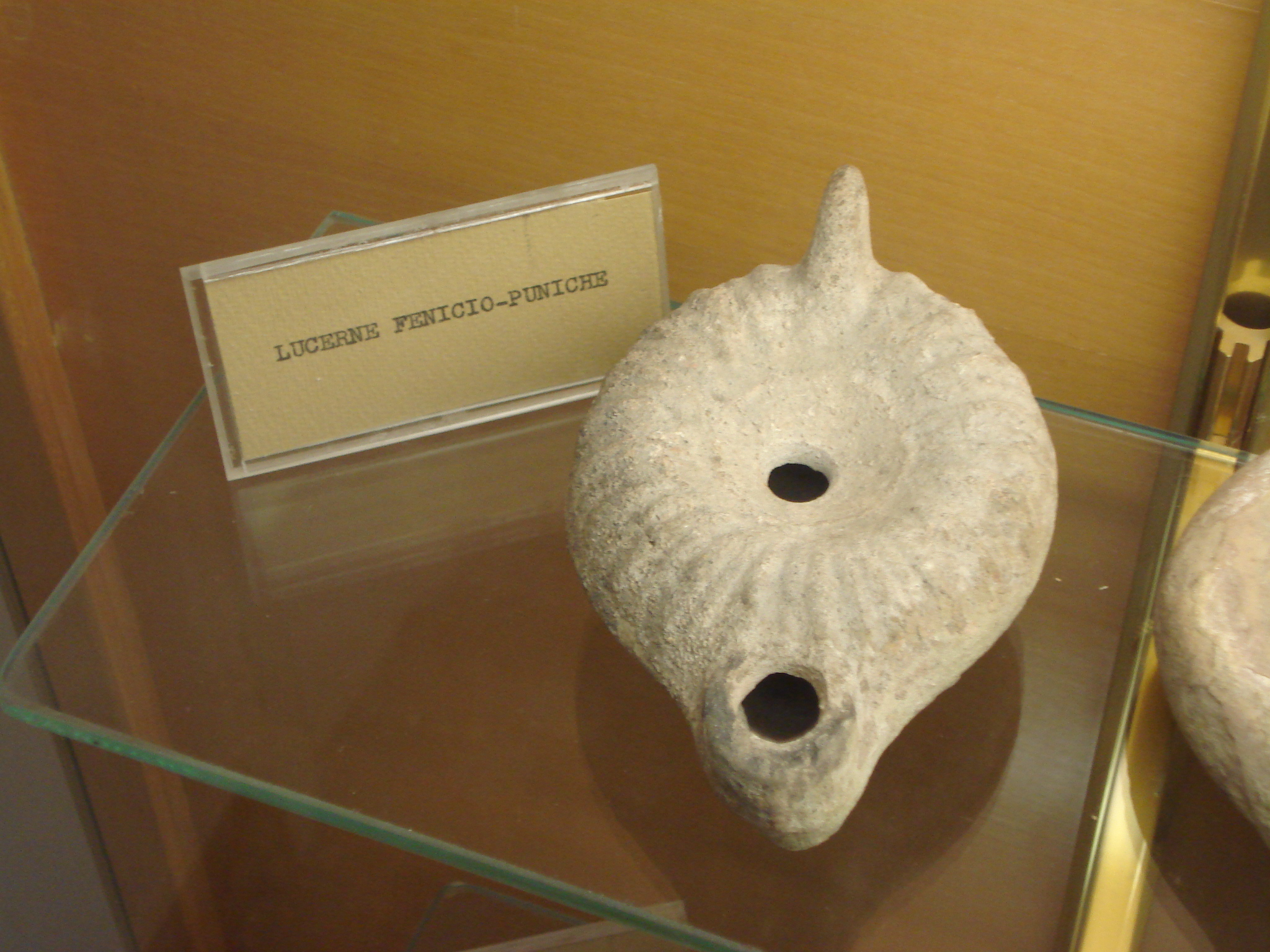
Lampes puniques du musée de Palerme.
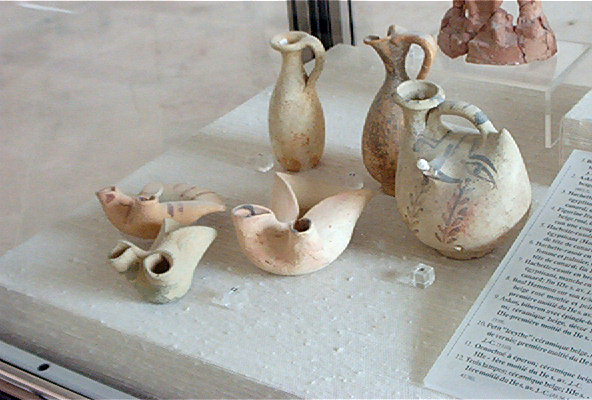
Céramiques et lampes puniques au musée national de Carthage.

#### Amulettes

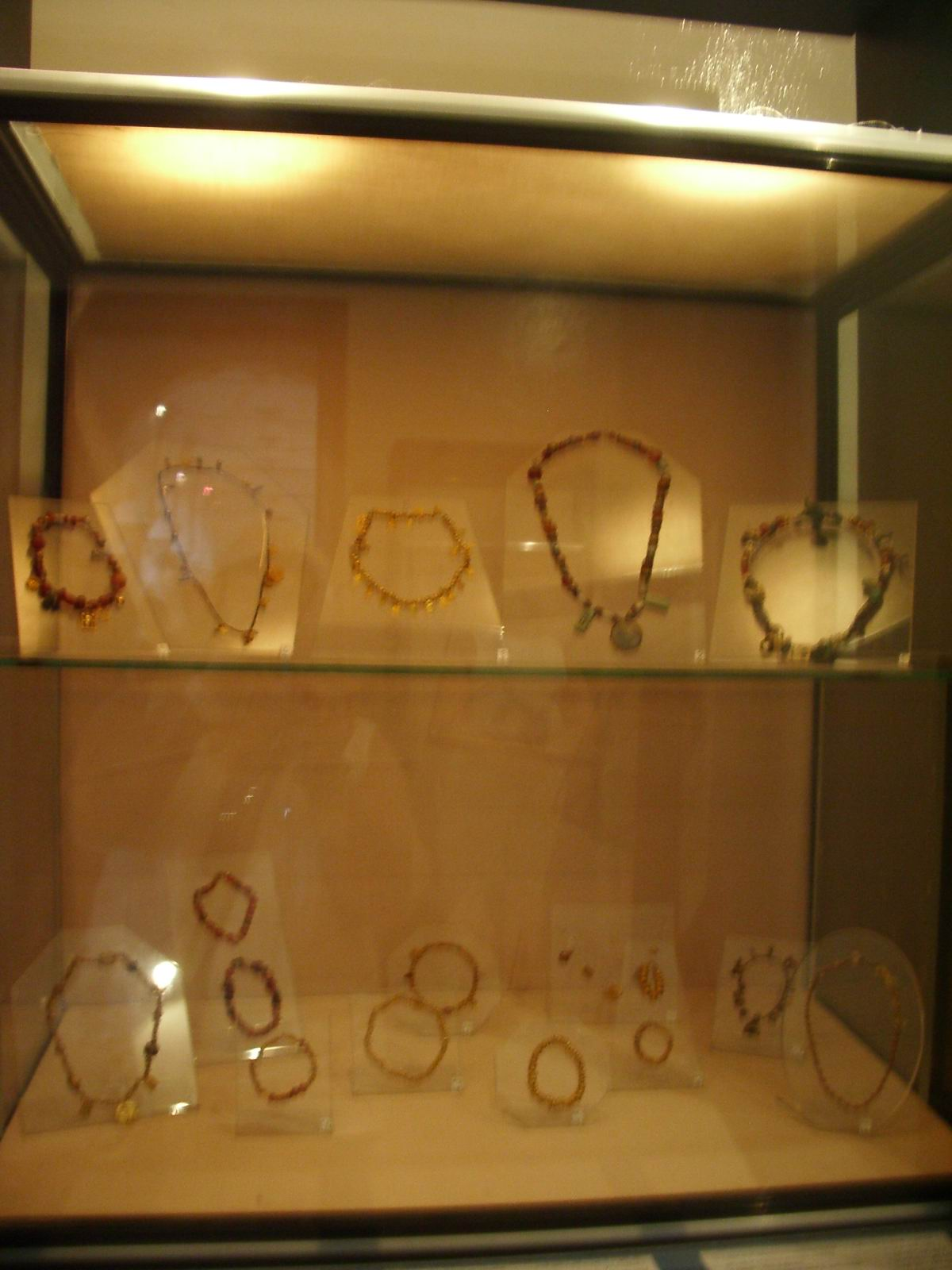
Vitrine de bijoux puniques au musée national du Bardo.

De nombreuses amulettes d'os, de pâte de verre et de pierre ont été retrouvées dans les sépultures, essentiellement de femmes et d'enfants, ayant pour objet de protéger les défunts au moyen de rites magiques. Elles étaient importées (surtout d'Égypte) ou fabriquées sur place. Certains thèmes sont récurrents, comme le dieu égyptien Bès, mais aussi Horus ou l'œil oudjat.

#### Bijoux

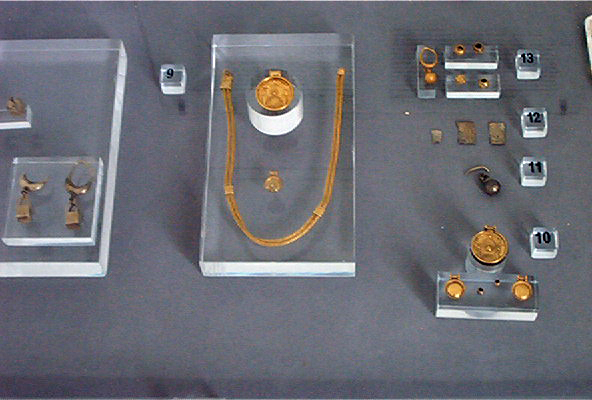
Bijoux puniques de la collection du musée national de Carthage.

De somptueux bijoux d'or, d'argent et de pierres dures proviennent des nécropoles. Liée à la structure du commerce phénico-punique et issue d'une longue tradition orientale, cette production consiste en des colliers très chargés et lourds, mais aussi en des bagues, anneaux d'oreille ou de nez (dits aussi nezem) significatifs de l'apparence qui devait être celle des Puniques, aspect largement raillé dans les sources classiques. Des scarabées ont également été découverts ainsi que des étuis porte-amulettes à la fonction protectrice évidente.

#### Ivoires et os
On trouve aussi de petites tablettes en ivoire sculpté, matériau souvent remplacé par de l'os, d'un coût moindre. L'influence orientale ancienne, voire égyptienne, est récurrente dans ces artefacts fréquents sur les divers sites de Méditerranée tant orientale qu'occidentale. Un grand nombre d'objets de cette nature date des VIIIe – IVe siècles av. J.-C. et la présence dans les mêmes lieux d'ivoire à l'état brut suggère une fabrication locale.

#### Rasoirs de bronze

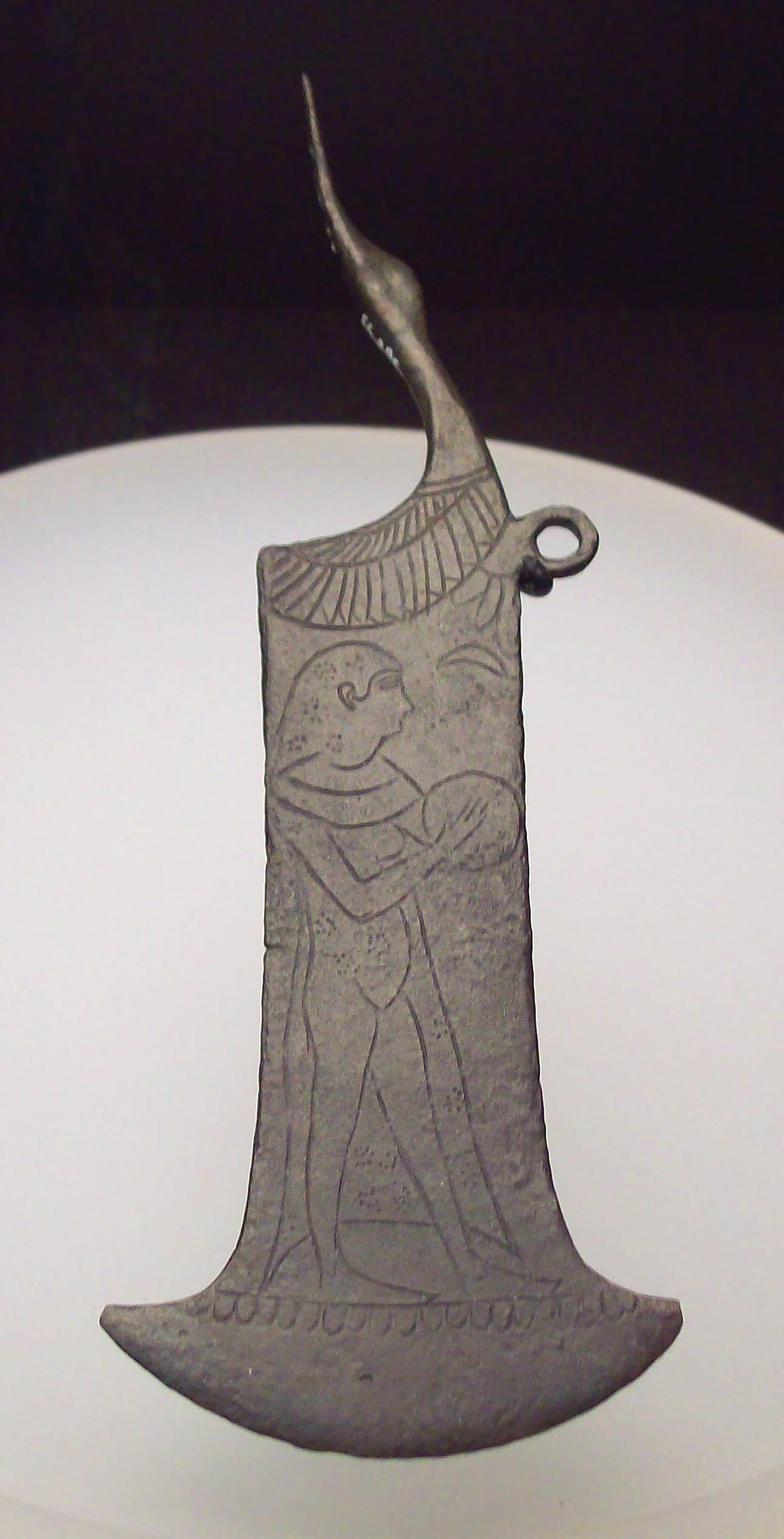
Rasoir punique de bronze trouvé dans la nécropole de Puig des Molins (Ibiza), Madrid, musée archéologique national.

De nombreux rasoirs de bronze ou de fer ont été découverts dans les nécropoles ultérieures au VIIe siècle av. J.-C. De tels objets ont été liés à une symbolique de purification des défunts. Ils exerçaient une fonction religieuse, voire talismanique et ont pu être destinés à être suspendus, du moins pour ce type de matériel présent dans le monde Ibérique.
En outre, à partir du Ve siècle av. J.-C., une décoration s'est fait jour. Ces dessins — parfois figurés sur les deux faces dans le cas des exemplaires tardifs — témoignent d'influences variées, essentiellement égyptienne ou égéenne. La production a pu atteindre des développements autonomes dans les diverses régions des possessions carthaginoises, démontrant de réelles capacités créatives.

#### Verre
Selon une légende relatée par Pline l'Ancien, le verre a été inventé par les Phéniciens, qui en auraient conservé le secret de fabrication durant une longue période. En fait, ils ont sans doute développé la technique du soufflage et surtout commercialisé leur production à une large échelle, ce qui aurait permis la naissance de la légende.
Les découvertes sont assez fréquentes sur les sites archéologiques, tant en Occident qu'en Méditerranée orientale. Les objets les plus typiques sont de petits masques à figure humaine et à faciès varié, destinés à être insérés dans des colliers comportant de petites billes de verre ; il existait aussi de petits pots à onguent ou à parfum. Les pièces les plus remarquables sont colorées dans la masse.

Artisanat en verre
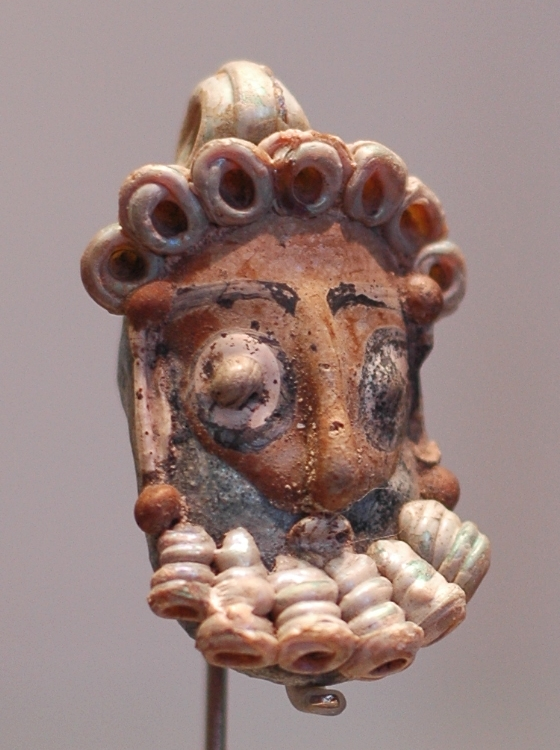
Tête d'homme barbu en pâte de verre au musée du Louvre (IVe – IIIe siècles av. J.-C.).
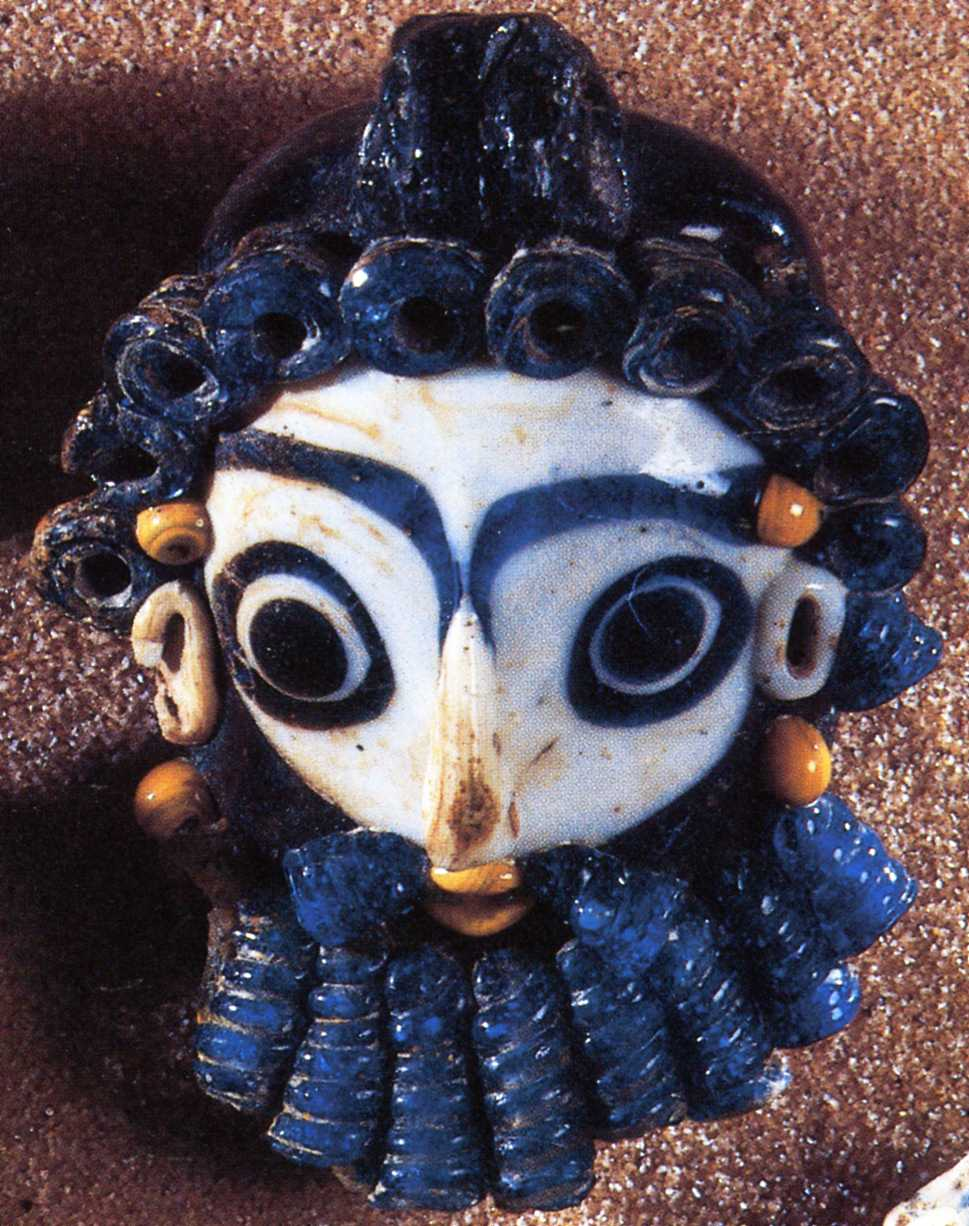
Amulette de pâte de verre au musée national du Bardo (fin du IVe -début du IIIe siècle av. J.-C.).
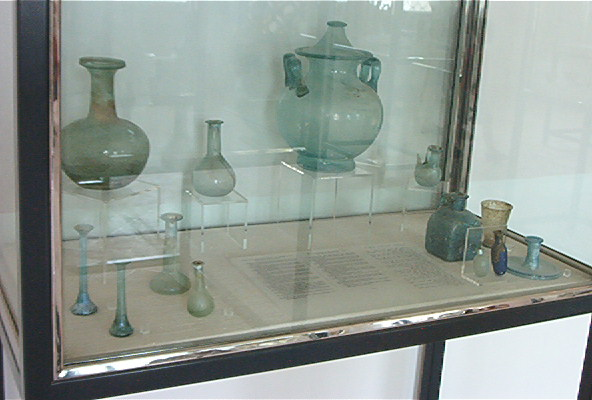
Verrerie au musée national de Carthage.
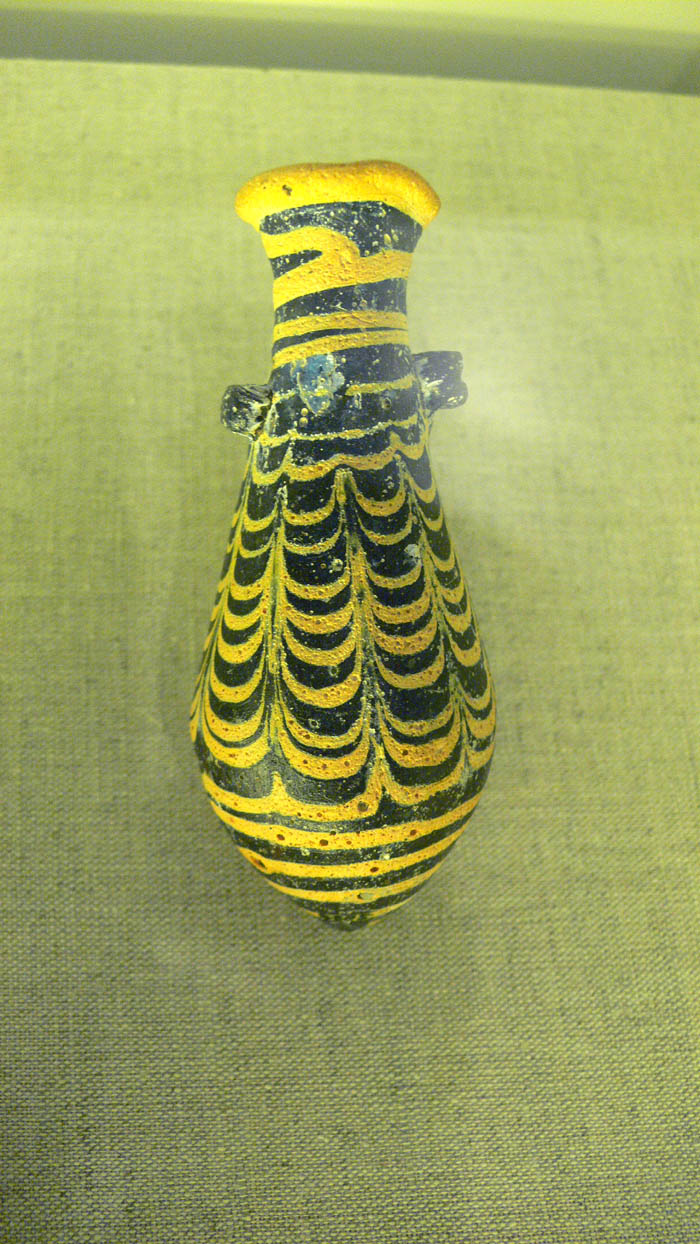
Vase à onguent, musée de Puig des Molins.

#### Numismatique

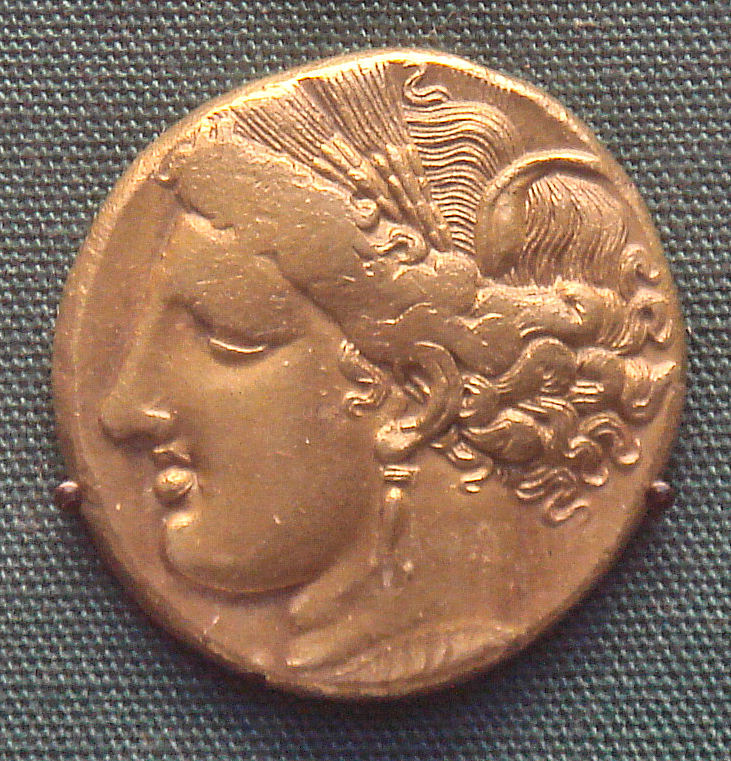
Monnaie carthaginoise avec une tête de déesse couronnée de céréales aux environs de -250 Londres, British Museum.

Les monnaies carthaginoises apparaissent tardivement : l'économie punique n'est pas monétaire au départ car les échanges s'effectuent en utilisant des lingots voire par l'usage du troc. Les premières datent de 480 voire 430 av. J.-C.. La naissance du monnayage punique est à lier à la nécessité de payer les mercenaires engagés pour le compte de la cité punique en Sicile, les ateliers de Motyé et Palerme ayant été considérés comme les lieux de frappe des premières monnaies de cette civilisation. À Carthage, les ateliers ne commencent leur activité qu'au milieu du IVe siècle av. J.-C.. Le métal utilisé est l'or, l'électrum et l'argent à la fin du IIIe siècle av. J.-C. L'aloi et la qualité de frappe de ce monnayage baisse dès la fin de la deuxième guerre punique, les fouilles archéologiques ne permettant pas de considérer cet élément comme un argument d'une supposée décadence.
Les émissions proprement carthaginoises passent d'un système pondéral étalonné sur la drachme éginétique au shekel phénicien. Selon Jacques Alexandropoulos, cette transition métrologique serait liée à la perte des comptoirs siciliens, justifiant le passage d'un système punico-grec à vocation internationale vers des frappes phénico-puniques à usage interne, exprimant également un sursaut « nationaliste » de Carthage. La typologie des monnaies de Carthage étaye d'un point de vue stylistique l'idée de la paternité grecque de ce monnayage. C'est particulièrement le cas du type dit, selon Stéphane Gsell, Gilbert Kenneth Jenkins ou encore Pierre Cintas, à la tête d'Aréthuse, de Cérès ou de Tanit. Quel qu'il soit, ce portrait semble devoir beaucoup à Évainète. À l'instar des cités grecques et de leurs colonies en Grande Grèce, Carthage affirme son identité. Elle s'annonce africaine à travers des types monétaires emblématiques : outre la tête de divinité controversée, le cheval (passant au galop en protomé) et le palmier sont utilisés alternativement ou conjointement.
Une plus grande diversité des types abordés dans le monnayage carthaginois apparaît dans les émissions de Sicile, de Sardaigne, de la péninsule Ibérique et sur les trois derniers siècles d'existence de la métropole.

#### Glyptique
De nombreuses bagues sigillaires ont été retrouvées dans les nécropoles puniques. Elles présentent souvent un chaton en forme de scarabée égyptisant gravé dans des pierres semi-dures (cornaline, agate, calcédoine, jaspe, chrysoprase, onyx, etc.) Le plat du scarabée offre fréquemment un sujet d'inspiration talismanique.
Cet engouement est issu d'une très longue tradition orientale. Ces pierres traitées en intaille pourraient être à l'origine des produits d'importation. Les pierres gravées provenaient d'ateliers phéniciens, et plus fréquemment égyptiens. Elles étaient investies de vertus talismaniques semblables à celles que leur prêtaient les croyances égyptiennes.
Néanmoins, on constate une certaine dégénérescence à partir de la seconde moitié du IVe siècle av. J.-C., avec une production moins noble (gravures sur pâte de verre) qui pourrait être l'indice d'une production typiquement carthaginoise tandis que l'apparence des importations évolue et présente une gravure de style plus fréquemment hellénistique.

## Langue et littérature

### Langue

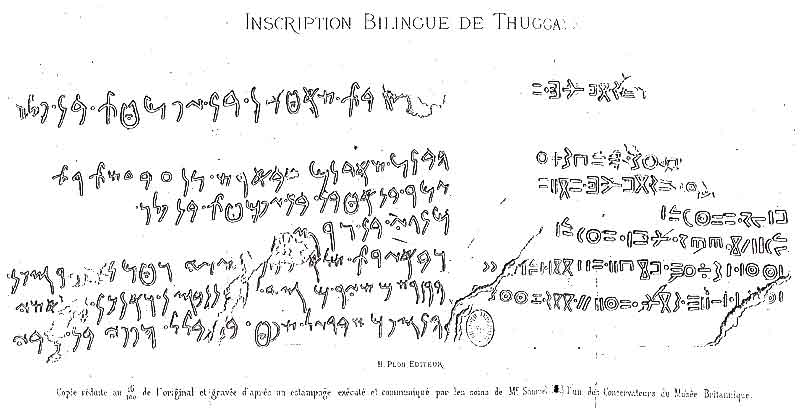
Inscription libyque et punique du mausolée libyco-punique de Dougga désormais exposée au British Museum.

La langue punique a servi de liant et de fonds linguistique et culturel commun aux Phéniciens d'Occident, dont le centre est Carthage la punique. Cette langue, utilisée par les élites comme par les populations des régions sous influence punique — Numides et autres Berbères du Maghreb (comme en Tunisie et en Algérie ou encore au Maroc) mais aussi Ibères et autres populations du royaume de Tartessos (dans le sud de l'Hispanie) — était véhiculée en profondeur dans leurs territoires. La langue officielle des royaumes numides était ainsi le punique.
Elle montre néanmoins certaines particularités phonétiques par rapport au parlé de Phénicie notamment dû à des influences libyco-berbères.
Elle a perduré, malgré la prépondérance du latin, jusqu'à l'arrivée des Arabes au VIe siècle. À cette date, cette langue déclinante était devenue un patois local, au moins dans certaines régions. Corollaire de la langue, l'alphabet phénicien, ancêtre de l'alphabet grec, s'est répandu dans tout le bassin méditerranéen jusqu'à devenir le vecteur de la pensée des peuples de la sphère punique. Cette écriture sans voyelles s'est modifiée après l'implantation romaine en Afrique du Nord, l'alphabet punique tendant à inclure des voyelles. Son aspect s'est différencié dans le temps et selon les régions. Au IVe siècle, l'alphabet latin était utilisé pour transcrire la langue punique.
La langue finit par devenir, avec le berbère, le substrat sur lequel s'établit l'arabe tunisien et les autres dialectes maghrébins modernes, influencés par l'arabe,.

### Littérature et épigraphie

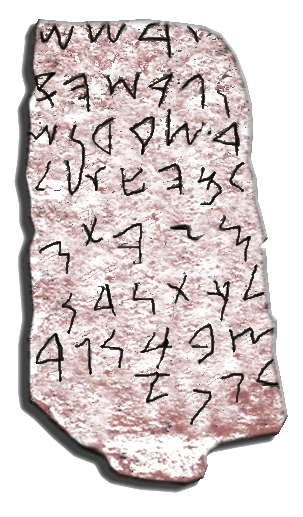
Stèle de Nora avec mise en évidence de l'alphabet phénicien, Cagliari, musée archéologique national.

La littérature carthaginoise ne nous est pas parvenue, mais on sait qu'il existait à Carthage de nombreuses bibliothèques, ce qui induit une certaine production littéraire ou à tout le moins une diffusion de la littérature de l'époque, en particulier celle de langue grecque. La philosophie était répandue dans le milieu punique, certains noms sont connus par ce qu'en disent Diogène Laërce ou Jamblique ; le plus célèbre philosophe d'origine carthaginoise est sans conteste Clitomaque.
Il existait une littérature de droit, d'histoire, de géographie, même si tout cela a été perdu. Toutefois, on a conservé des fragments de l'important traité d'agronomie de Magon, qui influença fortement les Romains: la preuve en est que la traduction en latin a été décidée par les conquérants au lendemain de la prise de la cité. Les auteurs romains postérieurs en citent des extraits et ne tarissent pas d'éloges à son sujet (Pline l'Ancien, Varron et Columelle,). Le récit du périple de Hannon, même s'il s'agit d'un texte rédigé en grec, doit être la traduction d'un texte punique probablement affiché dans un temple. Cependant, difficile d'interprétation, le document suscita de nombreuses polémiques.
De nombreuses stèles fournissent cependant tout un corpus d'inscriptions, notamment les stèles trouvées en quantité dans les tophets, dont celui de Carthage. Ces textes ont été collectés au sein du Corpus Inscriptionum Semiticarum. Mais ils apparaissent très stéréotypés et apportent peu à la connaissance de la cité. En outre, ils ne livrent guère d'informations sur l'onomastique, les noms propres connus étant en nombre limité.
Par ailleurs, les archéologues ont mis au jour un petit nombre de documents appelés « tarifs de sacrifices », qui étaient placés dans les temples. Le plus connu d'entre eux est le « tarif de Marseille », ainsi nommé car il est retrouvé dans le port de cette ville. En dépit de sa localisation, il est, selon les spécialistes, d'origine carthaginoise. Il faut également citer comme inscription particulière le cas des lamelles de Pyrgi découvertes à Caere, en Italie, qui offrent un éclairage sur les relations entre Étrusques et Puniques au VIe siècle av. J.-C.
Enfin les monnaies constituent également une source épigraphique et permettent notamment d'étudier la variation parfois importante de la calligraphie et de la forme des lettres.

## Religion
La mythologie et la religion de Carthage sont en grande partie héritées de celles des Phéniciens. Malgré une transcription en latin ou en grec dans les sources antiques, elles gardent, tout au long de leur histoire, leur caractère profondément ouest-sémitique.

### Panthéon

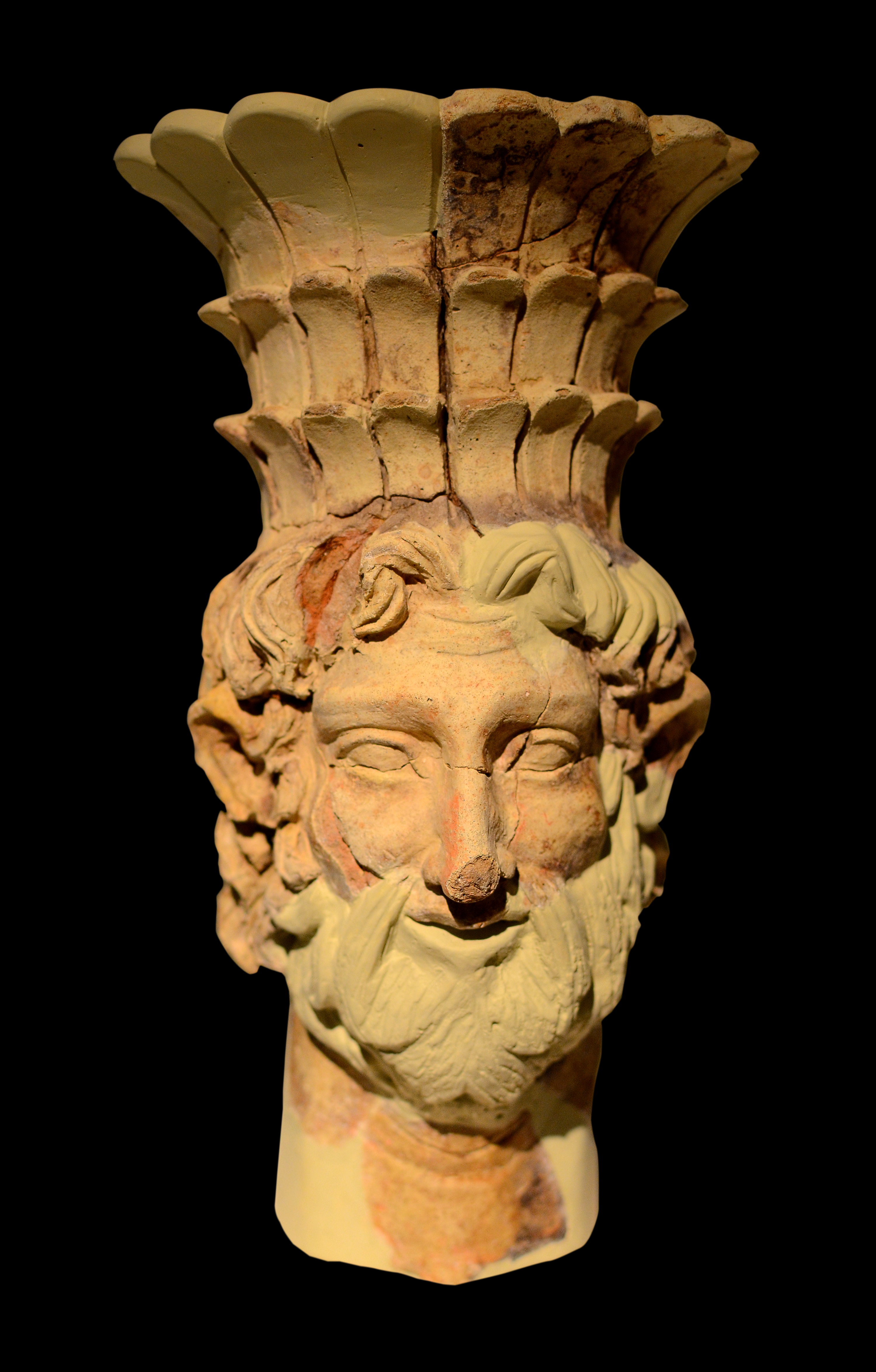
Brûle-parfum de Carthage représentant Ba'al Hammon avec une tiare à plumes, argile, musée national de Carthage.

Le panthéon initialement sémitique évolue au cours des rencontres avec des traditions locales. Dans diverses colonies, certaines divinités carthaginoises acquièrent le caractère de poliade, comme Tinnit ou Tanit à Carthage, Melqart à Gadès (où lui fut élevé un temple réputé), Sid (Sardus Pater à l'époque romaine) en Sardaigne. Cet important panthéon est dominé par Ba'al Hammon accompagné de sa parèdre Tanit (face de Ba'al).

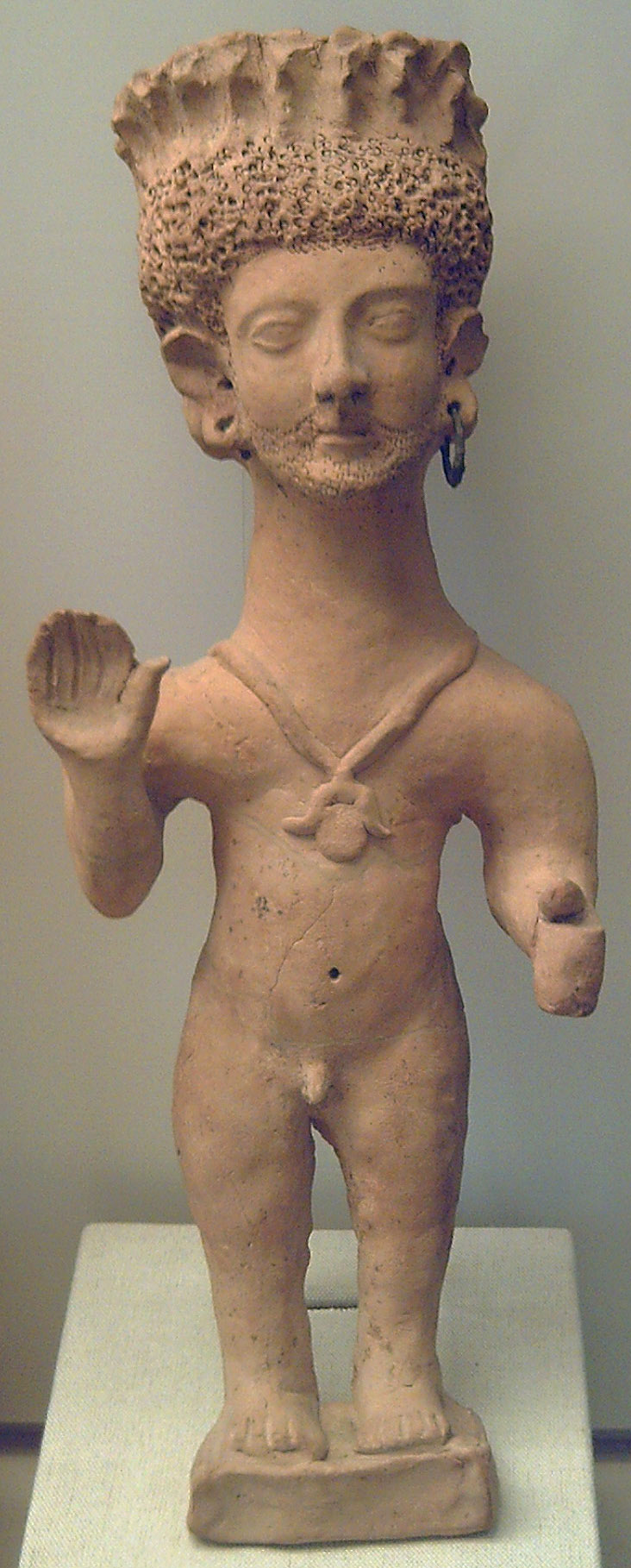
Statuette d'orant trouvée dans la nécropole de Puig des Molins (Ibiza) et exposée au musée archéologique national de Madrid.

Si les anciens dieux phéniciens sont toujours vénérés par les Carthaginois, comme Astarté, déesse de la fécondité et de la guerre, Eshmoun, dieu de la médecine, et Melqart, dieu phénicien de l'expansion et de l'enrichissement de l'expérience humaine, ils se transforment : ainsi Melqart prend des caractères au héros grec Héraclès tandis que le Ba'al Hammon phénicien devient l'Ammon libyque symbolisé par un bélier emprunté à la mythologie égyptienne, puis adopte des traits jupitériens qu'il avait toujours à l'arrivée du christianisme.

### Sanctuaires et rites

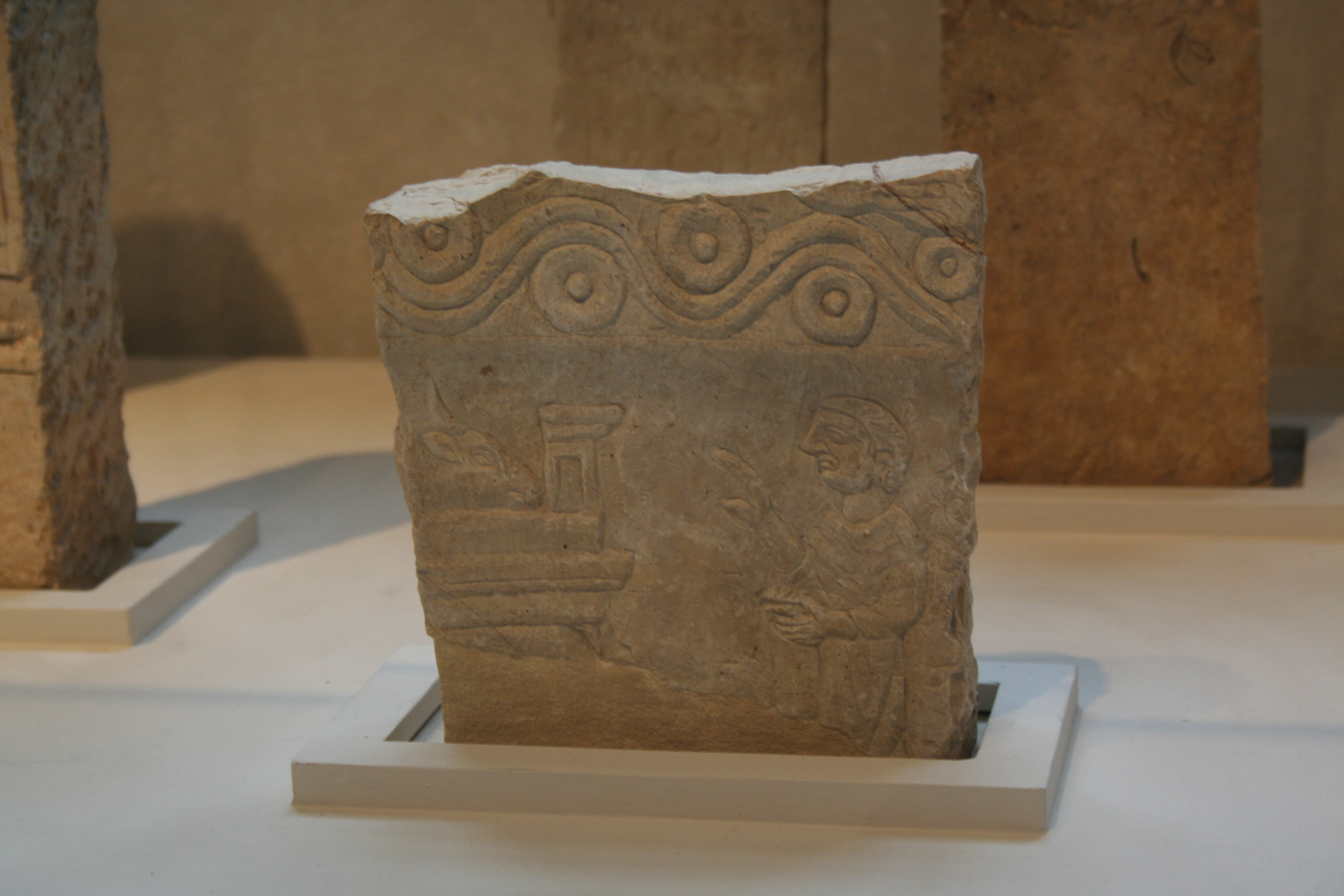
Scène religieuse représentée sur une stèle de Carthage déposée au musée du Louvre.

Les lieux de culte sont des constructions spécifiques ou des espaces aménagés. Plusieurs temples urbains ont été retrouvés dans des endroits divers ; leur emplacement n'obéissait donc pas à une règle précise. Ceux situés en bord de mer bénéficiaient de leur contact avec les étrangers (offrandes, ex-votos, donation, etc.) On a également découvert des sanctuaires dans des grottes.

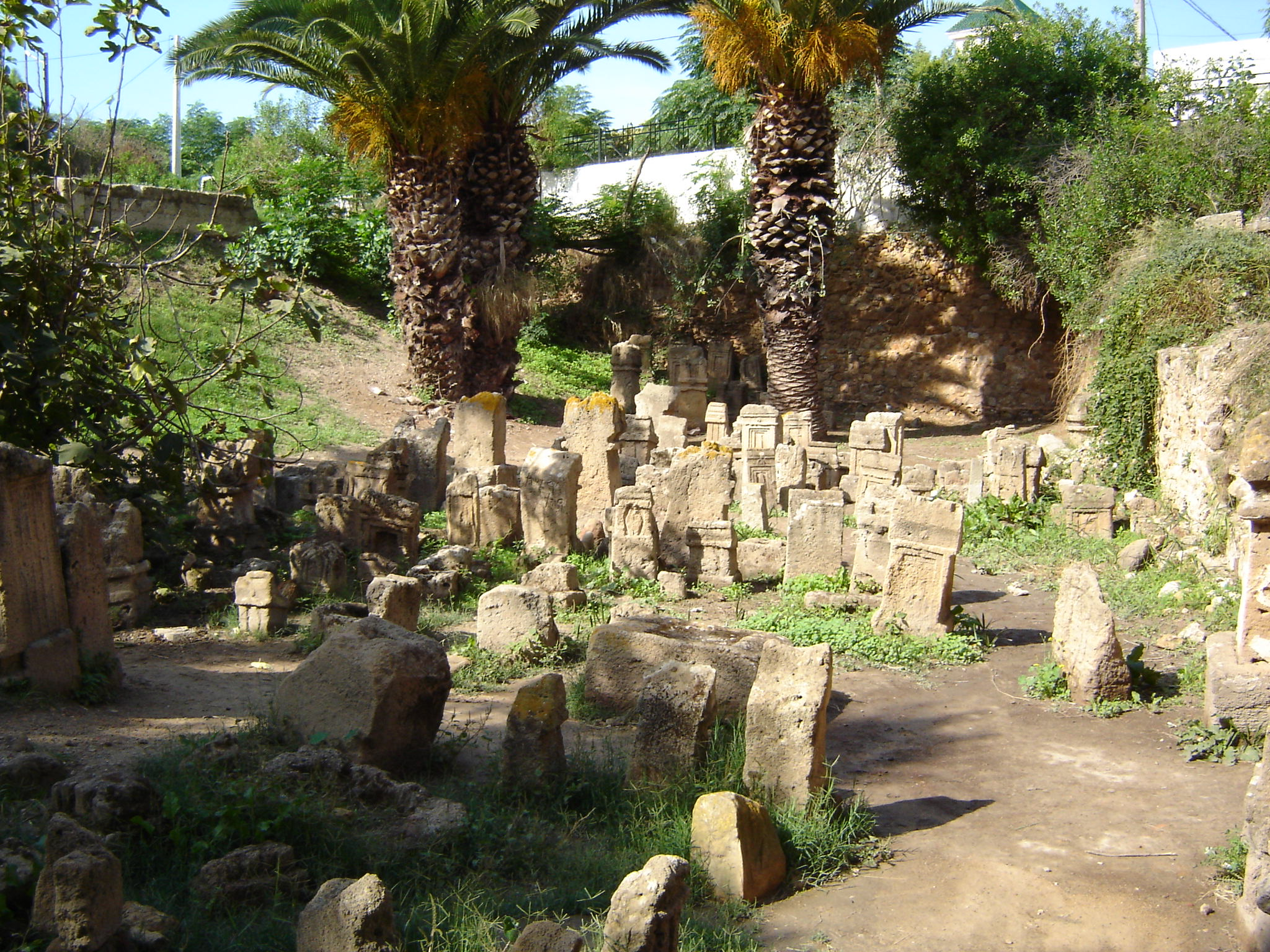
Vue d'une partie des stèles du tophet de Carthage.

La religion était une affaire d'État à Carthage ; même si les prêtres n'intervenaient pas directement dans la politique intérieure ou extérieure, ils jouissaient d'une grande influence sur une société profondément religieuse, structurée autour d'une hiérarchie de prêtres dont les plus hautes fonctions étaient occupées par les membres des familles les plus puissantes de la cité. Les cultes jouaient un rôle économique important grâce aux offrandes (comme les viandes et autres denrées) aux dieux et aux prêtres. Le sacrifice avait aussi un poids significatif : des « tarifs » étaient définis pour chaque type de sacrifice en fonction de chaque demande ; après le partage du produit du sacrifice entre divinité, prêtre et fidèle, une stèle était érigée en guise de commémoration.

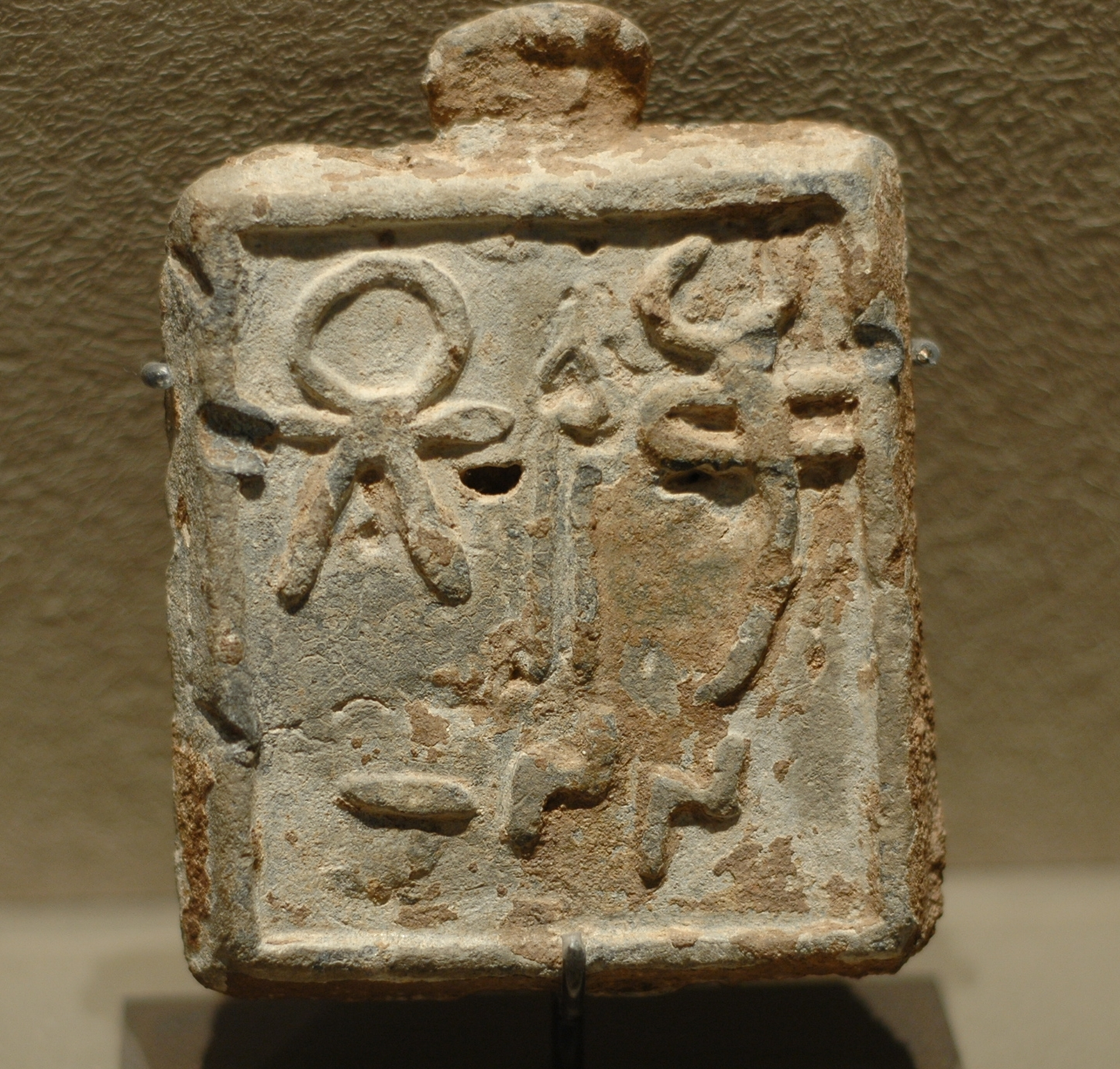
Poids carré en plomb portant le signe de Tanit,, Paris, musée du Louvre.

Les cultes et leur pratique ont laissé des traces visibles dans les différentes colonies carthaginoises de Méditerranée occidentale, devenues carthaginoises, mais aussi chez les peuples en contact avec cette civilisation, comme les Berbères de Numidie et de Maurétanie et les Ibères.
La question des sacrifices d'enfants que mentionnent Diodore de Sicile ou Tertullien a fait la part belle aux interprétations les plus diverses. Les textes restent cependant peu explicites et des textes essentiels, comme Tite-Live, n'en font nulle mention, alors que les Romains n'avaient aucun intérêt à cacher un argument qui aurait justifié le sort réservé à Carthage. Le débat n'est pas tranché et quant aux ossements contenus dans les urnes, la science ne décèle pas de causes violentes parmi les causes des décès et ne peut donc pas affirmer que leur accumulation était autre chose qu'une nécropole pour enfants,.

## Civilisation exogène et métissée
La vie culturelle de cette civilisation, que certains ont appelée thalassocratie du fait de son rapport étroit et durable avec la mer, résulte d'un syncrétisme entre la culture phénicienne des colons tyriens et les diverses influences indigènes, grecques mais aussi égyptiennes.

### Persistances orientales et apports africains
L'art phénicien est un subtil mélange d'éléments grecs et égyptiens. Si la culture égyptienne a profondément influencé les Phéniciens dès le IIIe millénaire av. J.-C., la culture hellénique a pris le relais à partir du IVe siècle av. J.-C. La culture phénicienne émerge à partir de l'effondrement égyptien, à la suite de l'invasion des Peuples de la mer en 1200 av. J.-C. Avant son existence, elle était confondue dans l'aire syro-libanaise (pays de Canaan). D'ailleurs, certains Puniques d'Occident se nommeront Cananéens longtemps après l'absorption de l'empire carthaginois par les Romains. En effet, du fait de la position géographique de Carthage et alors que les Phéniciens sont présents dans l'Occident méditerranéen, la cité punique cristallise et regroupe cette présence, la transformant en empire, tout en favorisant l'essor de la colonisation.

### Identité carthaginoise
L'art punique, celui des Phéniciens d'Occident, montre des composantes égyptiennes comme le travail du verre — avec les petits masques de verre des tombes puniques spécifiques à la mentalité phénicienne et qui servent à repousser loin du mort les mauvais esprits ou démons — et des motifs comme le lotus que l'on retrouve sur des objets ou sur la décoration de bâtiments. En outre, à partir du IVe siècle av. J.-C., apparaissent des traces d'influence hellène se superposant aux influences égyptiennes et s'ajoutant à la culture phénicienne primitive.

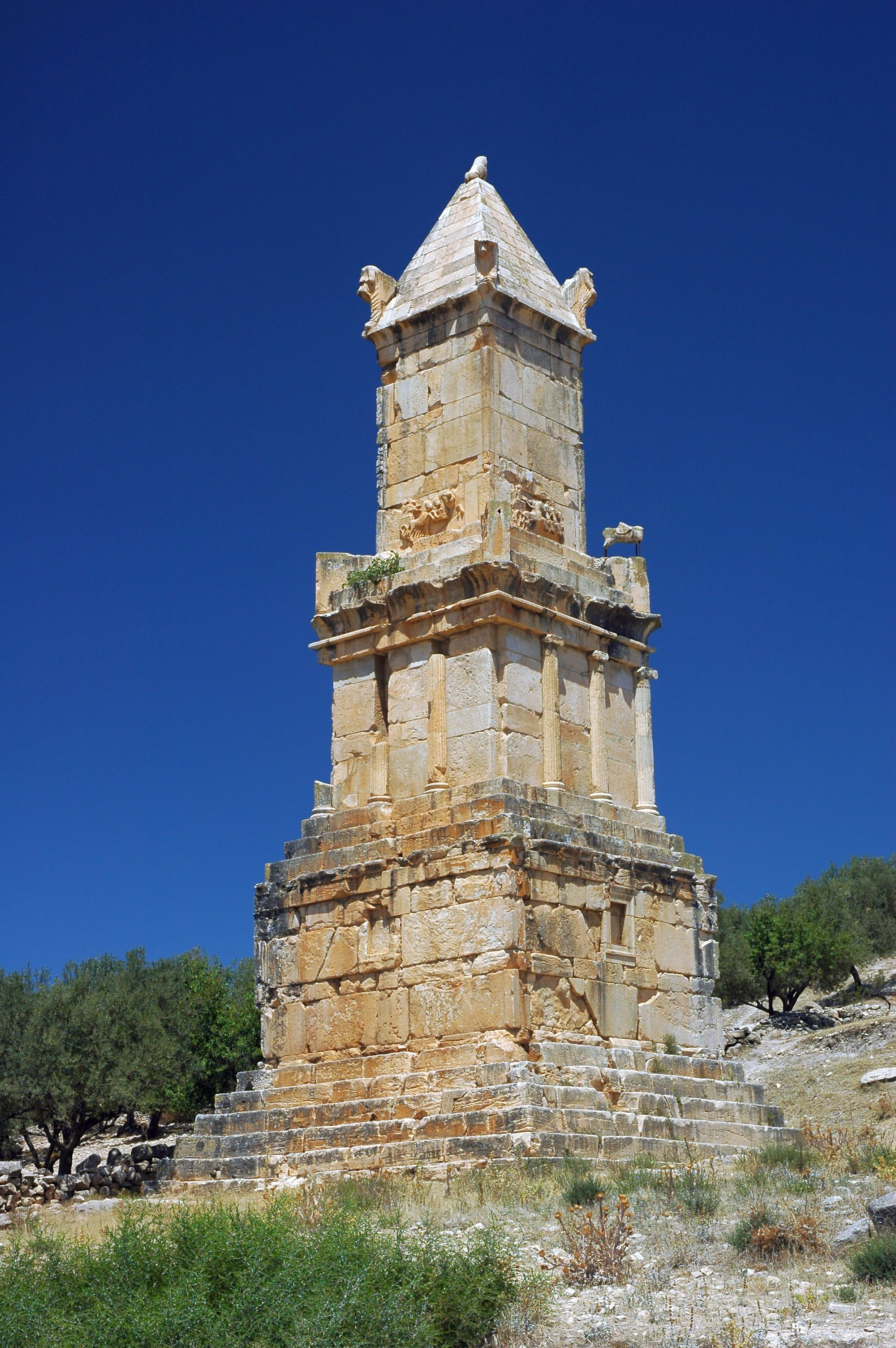
Mausolée libyco-punique de Dougga,

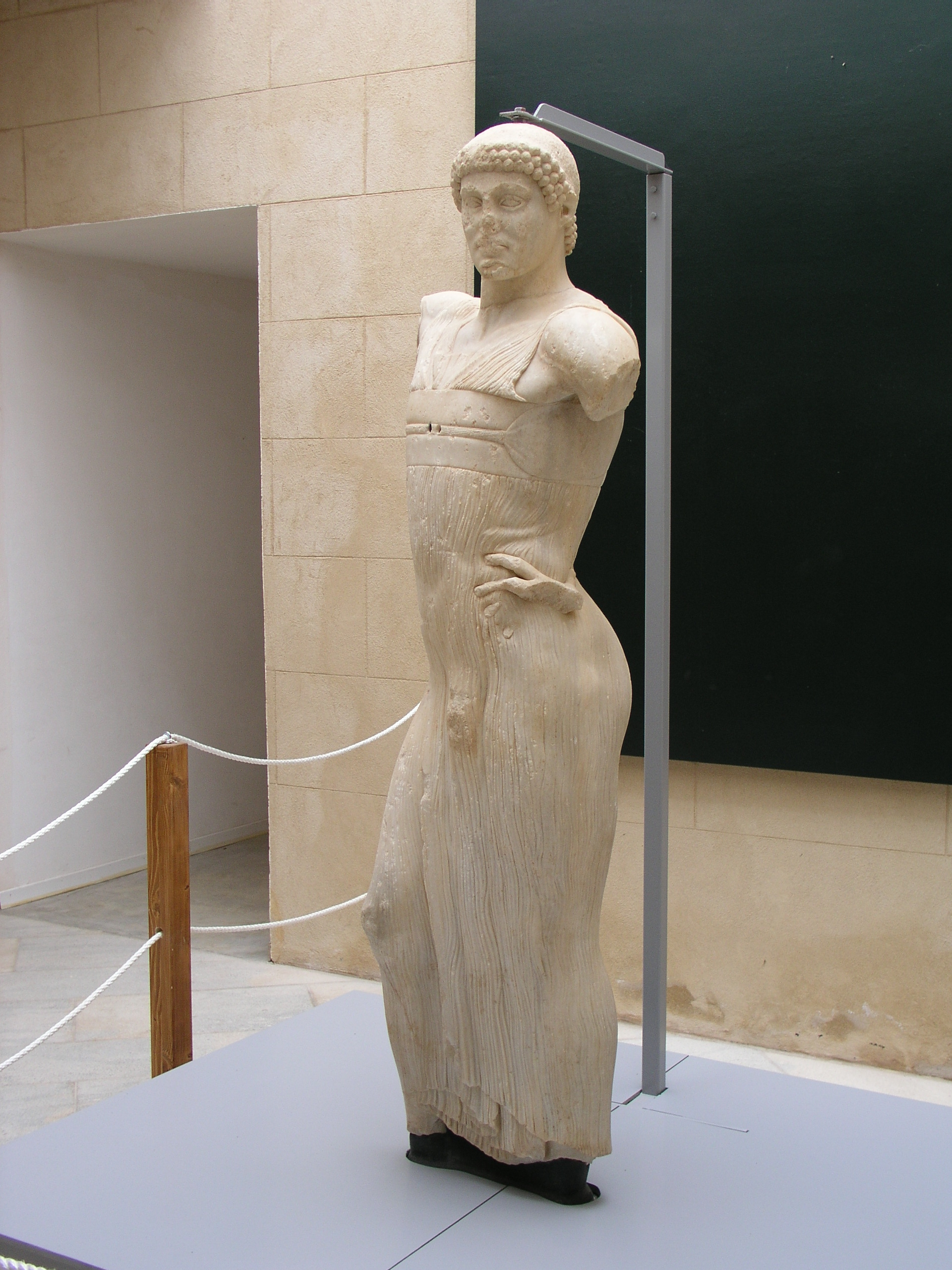
Éphèbe de Motyé, vers 450--440, marbre, musée Whitaker, Motyé.

Le mausolée libyco-punique de Dougga occupe une place particulière car il symbolise le syncrétisme architectural entre traditions égyptiennes et apports grecs, voire hellénistiques. Il subsiste d'autres témoins de cette architecture funéraire monumentale comme à Sabratha.
La sculpture évolue d'un style hiératique, presque symbolique, vers une esthétique plus figurative mais idéalisant la perfection. L'éphèbe de Motyé, un marbre du Ve siècle av. J.-C. découvert lors de fouilles terrestres en 1979, témoigne de ce contact avec le monde grec de Sicile. Cette statue a donné lieu à diverses thèses : certains y ont vu une représentation de Melqart avec une nette influence grecque alors d'autres chercheurs considèrent la statue comme une œuvre grecque transportée à Motyé à la suite d'opérations militaires. D'autres encore l'identifient comme une commande à un artiste grec de Sicile du Ve siècle av. J.-C. mais selon les canons carthaginois, en particulier sur le plan vestimentaire ; on a même évoqué un rôle d'aurige voire un commanditaire de jeux. L'ambiguïté des canons de cette œuvre entraîne « une perte des repères habituels, source d'inconfort intellectuel et esthétique ». Le sarcophage dit « de la prêtresse » de la nécropole des Rabs montre également ces influences mêlées.
Les canons esthétiques des protomés indiquent le même métissage et les critères à l'origine des choix des artisans restent difficiles à appréhender. Les statuettes d'Ibiza révèlent quant à elles une influence locale sans doute liée au relatif isolement de l'île. Métropole située entre Orient et Occident, Carthage a globalement joué un rôle facilitateur d'échanges économiques et culturels, révélant une grande porosité aux apports extérieurs.

### Persistances après la chute

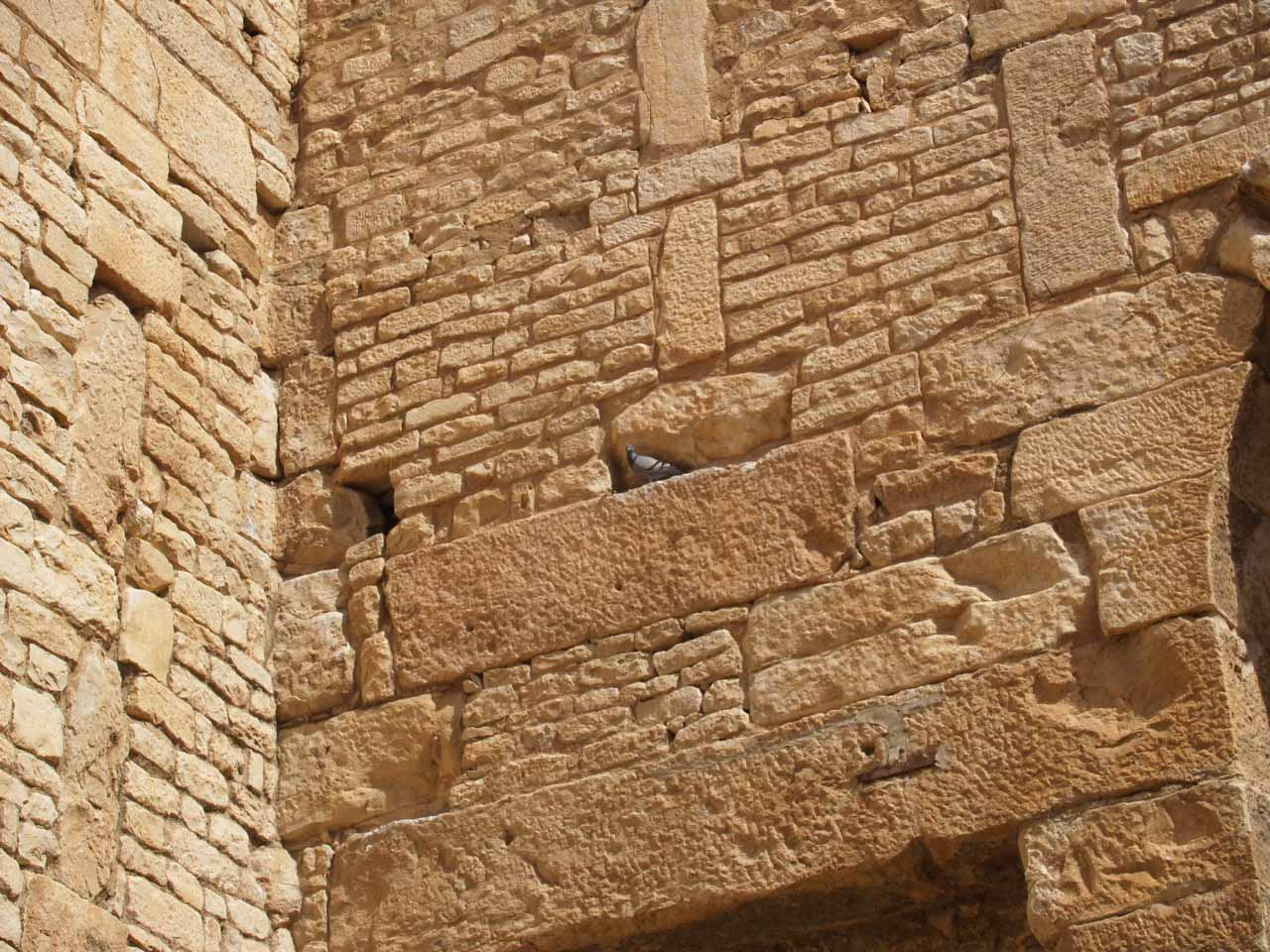
Opus africanum du Capitole de Dougga,

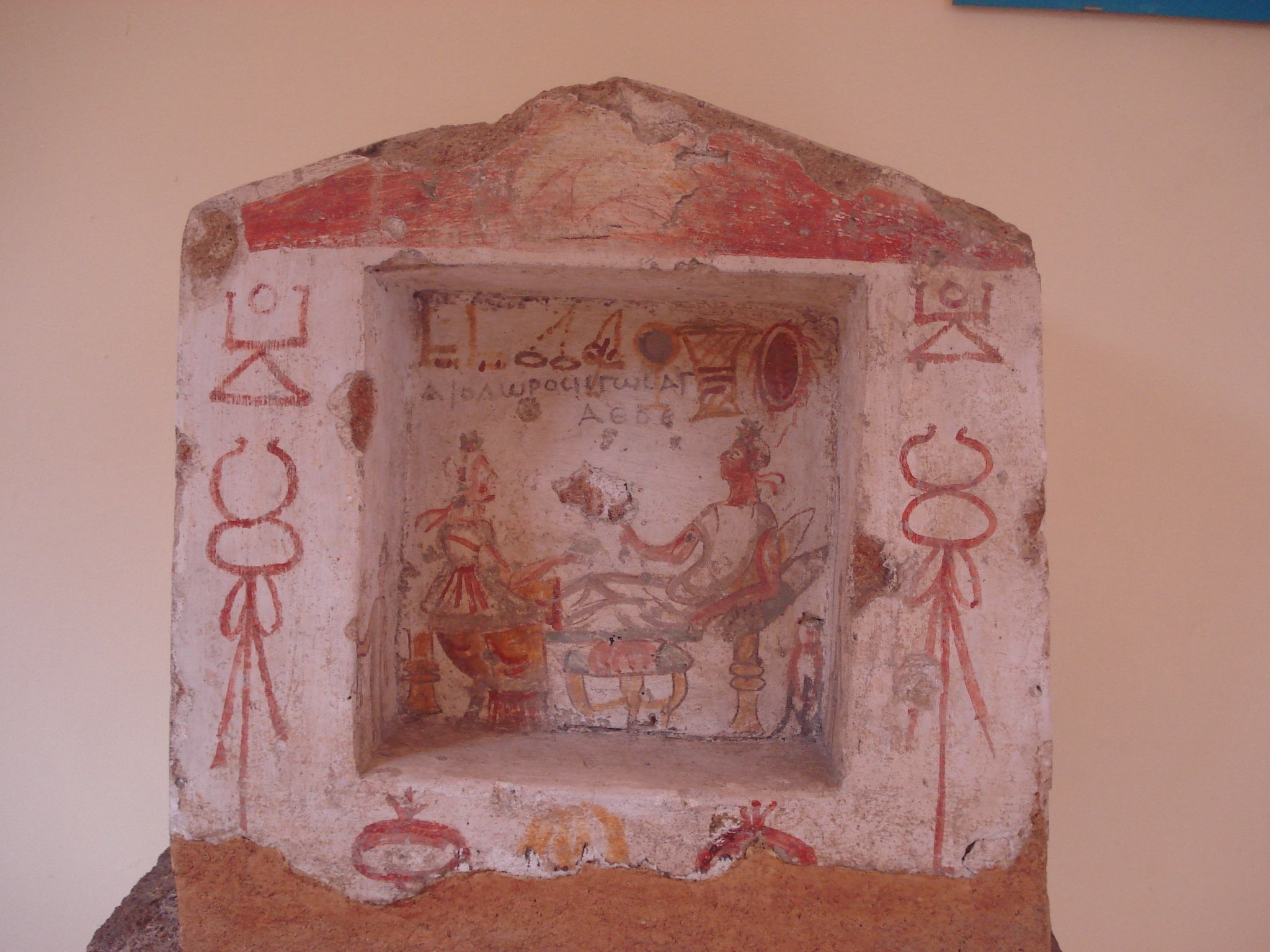
Édicule funèbre gréco-punique de Marsala, époque romaine impériale, actuellement exposé au musée archéologique régional Antonino-Salinas.

La civilisation punique a perduré bien au-delà de la destruction de Carthage en 146 av. J.-C., dans les institutions locales des cités romaines, dans l'architecture et surtout dans la religion et dans la langue. On constate la présence de suffètes, magistrats municipaux, dans les institutions des cités romaines d'Afrique du Nord jusqu'au IIe siècle. Parfois, les suffètes étaient au nombre de trois, ce qui est considéré par certains sémitisants comme un apport berbère.
Les persistances dans l'architecture concernent surtout l'opus africanum et la mosaïque. L'opus africanum est un type de construction à chaînage retrouvé dans les fouilles de Kerkouane ainsi que sur bien d'autres sites puniques, et dont l'un des exemples de l'époque romaine se situe au Capitole de Dougga. Quant à la mosaïque, l'école de mosaïstes africains, particulièrement habile et bénéficiant en outre de marbres de belle qualité, a largement diffusé ses modèles de bestiaires et de scènes mythologiques dans l'Empire romain.
Dans le domaine religieux, la persistance du culte rendu à Saturne africain et l'interpretatio romana du Ba'al punique ainsi que de sa parèdre Caelestis, transposant la déesse Tanit, a été étudiée ; le culte de Sardus Pater en Sardaigne procède de la même évolution. Les sanctuaires ruraux se sont maintenus, comme à Thinissut et à Bou Kornine. Le sanctuaire néo-punique le plus important fouillé jusqu'à présent, et ayant livré les témoignages les plus intéressants de fusion d'éléments libyques et puniques, se trouve à El Hofra (Cirta). On a découvert des éléments de continuité dans les stèles dites « de la Ghorfa » ainsi qu'une vitalité du Saturne africain, dieu infernal et pourvoyeur des moissons, jusqu'à la fin du premier quart du IVe siècle.
La transmission des « livres puniques » des bibliothèques de la cité martyre vers les souverains numides a fait l'objet d'âpres discussions, leur utilisation par Salluste lors de l'élaboration de sa Guerre de Jugurtha ayant été évoquée. Cependant, on perd très vite la trace de ces ouvrages dans les sources ; ils ne sont plus évoqués que comme souvenir dès Augustin d'Hippone.

Il semble également que durant longtemps la langue punique s'est maintenue, comme en témoignent les textes dits « néo-puniques » et la diffusion de la langue dans les royaumes numides, en particulier dans leur monnayage. Augustin l'évoque même dans l'une de ses œuvres : 

« Ainsi demandez à nos paysans ce qu'ils sont. Ils vous répondront, en langue punique : « Chanani », c'est-à-dire [...] Cananoei (Cananéens) »

— Augustin d'Hippone, Epistolae ad romanos inchoata expositio
Selon Augustin d'Hippone, les villageois (en latin : rustici) d'Afrique du Nord, parlant la langue phénicienne (« lingua punica »), s'identifiaient eux-mêmes ou leur langue comme « Chanani ». Augustin, dans une discussion sur la guérison de la fille d'une Cananéenne du Nouveau Testament, a soutenu que ce nom (en latin : Chanani) était le même que le mot Chananaei (« Cananéens »). La formulation latine correcte parmi les manuscrits est débattue et le contexte est ambigu. Bien que ce passage ait été avancé pour démontrer que le nom « Cananéen » était l'endonyme des Phéniciens, il est possible que le contexte réhétorique des paroles d'Augustin signifie qu'elles ne peuvent pas être invoquées comme preuve historique. Gabriel Camps propose pour sa part d'y voir un dialecte libyque plutôt que punique, d'autant plus que le terme « punicus » au temps d'Augustin était dans de nombreux contextes synonyme d'africain et la région d'où ces paysans provenaient est l'une des régions d'Algérie avec la plus forte concentration de stèles libyques.
Ce maintien d'une langue sémitique a pu faciliter l'arabisation du Maghreb selon Stéphane Gsell et M'hamed Hassine Fantar après lui.

## Génétique et anthropologie

### Génétique
Les études génétiques récentes basées sur l'ADN ancien montrent que les Puniques de Tunisie, du sud de la péninsule ibérique, d'Ibiza, d'Italie, de Sicile et de Sardaigne présentent une ascendance majoritairement sud-européenne — notamment associée aux régions égéenne, italique et sicilienne — combinée à une ascendance nord-africaine significative mais minoritaire. En revanche, l'empreinte génétique levantine, historiquement attribuée aux fondateurs phéniciens de Carthage, apparaît marginale, ce qui suggère une assimilation locale et un brassage méditerranéen précoce plutôt qu'une migration substantielle en provenance du Levant,,,,,.
En 2019, une étude génétique de Iñigo Olalde et ses collègues montre que les individus du sud de la péninsule Ibérique entre les IIIe et VIIe siècles possédaient une ascendance nord-africaine substantielle et beaucoup plus importante que les populations actuelles de la même région. Selon les auteurs, cet important flux de gènes en provenance d'Afrique du Nord aurait pu se produire à l'époque romaine ou lors de la période punique.
En 2020, selon une étude génétique de Flavio De Angelis et ses collègues, l'individu trouvé dans une sépulture collective à Ibiza dans un hypogée punique daté de 361-178 av. J.-C. a un profil génétique différent des autres individus des îles Baléares datant de la même époque car il possède une ascendance nord-africaine importante.
Une étude de Stefania Sarno et ses collègues portant sur quatorze échantillons de la nécropole punique de Tharros et s'étalant du Ve au IIIe siècle av. J.-C. démontre de fortes affinités avec l'Afrique du Nord et la péninsule Ibérique.
Une autre étude génétique de Joseph H. Marcus et ses collègues sur l'histoire génomique de la Sardaigne publiée en 2020 montre que les six individus issus du site punique de Villamar en Sardaigne avaient une ascendance nord-africaine ancienne substantielle (20-35 %), contrairement aux individus du site de Monte Sirai, fondé plusieurs siècles plus tôt par les Phéniciens, qui en possèdent très peu, de même que les Sardes actuels.
Deux études publiées en 2021 dans la revue Annals of Human Biology (en) montrent également une forte proximité génétique avec les populations d'Afrique du Nord de plusieurs individus, peut-être descendants de captifs des guerres puniques selon les auteurs, du site de Quarto Cappello del Prete, situé près de Gabies en Italie et datant de la Rome impériale (Ier – IIIe siècles), et de ceux du site punique de Tharros (Ve et IIIe siècles av. J.-C.), situé en Sardaigne,.
Une étude d'Alessandra Sperduti et Lorenzo Bondioli portant sur l'origine des Étrusques montre que certains individus des IVe et IIIe siècles av. J.-C. du site de San Germano in Vetulonia et de Tarquinia ont un composant nord-africain qu'ils finissent par attribuer à l'expansion carthaginoise dans le bassin occidental de la Méditerranée.
Une étude de Hannah M. Moots et ses collègues publiée en 2022, portant sur la Méditerranée centrale de l'âge du fer, montre que douze individus de la petite cité punique de Kerkouane dans le cap Bon ont un profil très hétérogène. Parmi eux, sept individus montrent de fortes affinités avec les populations siciliennes de l'âge du bronze. Un individu parmi ces douze échantillons est similaire aux Marocains et aux Mozabites actuels tandis que quatre autres présentent « une continuité génétique avec les agriculteurs néolithiques maghrébins qui précèdent, suggérant que ces individus représentent une population nord-africaine autochtone ». De manière surprenante, les auteurs notent l'absence d'influence génétique levantine substantielle et proposent comme explications des rites funéraires différents (incinération) ou une colonisation superficielle impliquant peu d'individus phéniciens. Au niveau archéologique, la présence de colons grecs de Sicile à Kerkouane est par ailleurs bien attestée,,. Selon les auteurs de l'étude, « ces résultats indiquent que les populations autochtones d'Afrique du Nord ont contribué de manière substantielle à la composition génétique [de la population] de Kerkouane ». De plus, les auteurs notent que « la contribution des populations autochtones d'Afrique du Nord dans l'histoire carthaginoise est obscurcie par l'utilisation de termes tels que « Phéniciens occidentaux », et même dans une certaine mesure, « puniques », dans la littérature pour désigner les Carthaginois ». Selon les auteurs, ces termes suggèrent une population principalement coloniale et minimisent le rôle des populations autochtones dans l'empire carthaginois. Les auteurs montrent que les approches génétiques sont bien adaptées pour examiner de telles hypothèses, et que, en réalité, « les populations nord-africaines ont contribué de manière substantielle à la composition génétique des populations des villes carthaginoises ».
Une étude génétique publiée en avril 2025, menée par une équipe internationale de l'Institut Max-Planck d'anthropologie évolutionniste et de l'université Harvard, offre un nouvel éclairage sur les origines des Carthaginois. En analysant l'ADN ancien d'environ 200 individus provenant de quatorze sites archéologiques autour de la Méditerranée (Afrique du Nord, Ibérie, Sicile, Sardaigne et Levant), les chercheurs ont découvert que les populations puniques étaient génétiquement très diverses, avec peu ou pas d'ascendance directe du Levant, région d'origine supposée des Phéniciens. Contrairement à l'idée d'une expansion par migration massive depuis le Levant, « les héritiers de la culture phénicienne tirent la majeure partie de leur ascendance d'un profil génétique proche de celui des populations de Sicile et de l'Égée. Le reste de leur patrimoine génétique provient en grande partie d'Afrique du Nord, reflétant l'influence croissante de Carthage dans la région ». À Carthage même, « chez 14 des 17 individus analysés, l'ascendance nord-africaine est inférieure à 15 %, tandis que les trois autres individus présentent une ascendance nord-africaine comprise entre 20 % et 50 %. Comme à Kerkouane, la principale origine ancestrale est sicilienne-égéenne ». Ces résultats suggèrent que l'expansion phénicienne s'est réalisée principalement par le biais d'un réseau d'échanges commerciaux, de contacts maritimes et d'assimilations culturelles. Carthage aurait ainsi été un centre cosmopolite, intégré dans un vaste monde méditerranéen dynamique, marqué par des interactions constantes entre populations locales et influences orientales,,.
Les résultats de paléogénétique semble également montrer que l'endogamie était largement répandue dans le monde punique. Ce taux élevé d'homozygotie est supérieur à la plupart des autres sociétés étudiées jusqu'à présent.

### Anthropologie biologique
Une étude de Debbie Guatelli-Steinberg, Joel D. Irish et John R. Lukacs (en) portant sur la morphologie dentaire de populations nord-africaines démontre que les Carthaginois présentent de fortes similarités avec celles-ci et notamment avec les Guanches des îles Canaries.
Une étude de Marie-Claude Chamla et Denise Ferembachreprise par S.O.Y. Keita portant sur les affinités des Puniques par rapport à un échantillon de populations anciennes et actuelles du bassin méditerranéen démontre que les populations les plus proches de l'échantillon carthaginois sont les Algériens de l'époque protohistorique (1500 av. J.-C.) et ensuite la série espagnole romaine de Tarragone.
En 2018, une étude de Keita portant sur l'analyse craniométrique de douze crânes carthaginois d'époque « pré-Hannibal » montre que les résultats sont intermédiaires entre les séries phéniciennes et maghrébines avec néanmoins une position plus proche de la série maghrébine et démontre d'après l'auteur que les Carthaginois étaient issus d'un mélange entre Phéniciens et populations locales.

## Naissance et essor d'une discipline

### Redécouverte de la civilisation
L'intérêt pour le monde phénico-punique est né au XVIIe siècle — avec en particulier le rôle des Phéniciens appréhendé dans la Geographia sacra de Samuel Bochart — mais s'est épanoui surtout aux XVIIIe – XIXe siècles, sous l'angle de l'épigraphie et de la philologie. C'est au XVIIIe siècle qu'a été découverte la stèle de Nora qui fit l'objet de nombreuses études.
La peinture de Turner, Didon construisant Carthage ou l'ascension de l'Empire carthaginois, exposée à la Royal Academy of Arts en 1817, est inspirée de l'Énéide. Elle représente Carthage, fondée par Didon. L'histoire de la montée et de la chute des empires a été un thème qui a préoccupé Turner tout au long de sa vie, et il a peint dix peintures majeures sur le thème de l'empire carthaginois. Il a vu la montée et la chute des empires autrefois grands, comme inévitables.

Tableaux de Turner
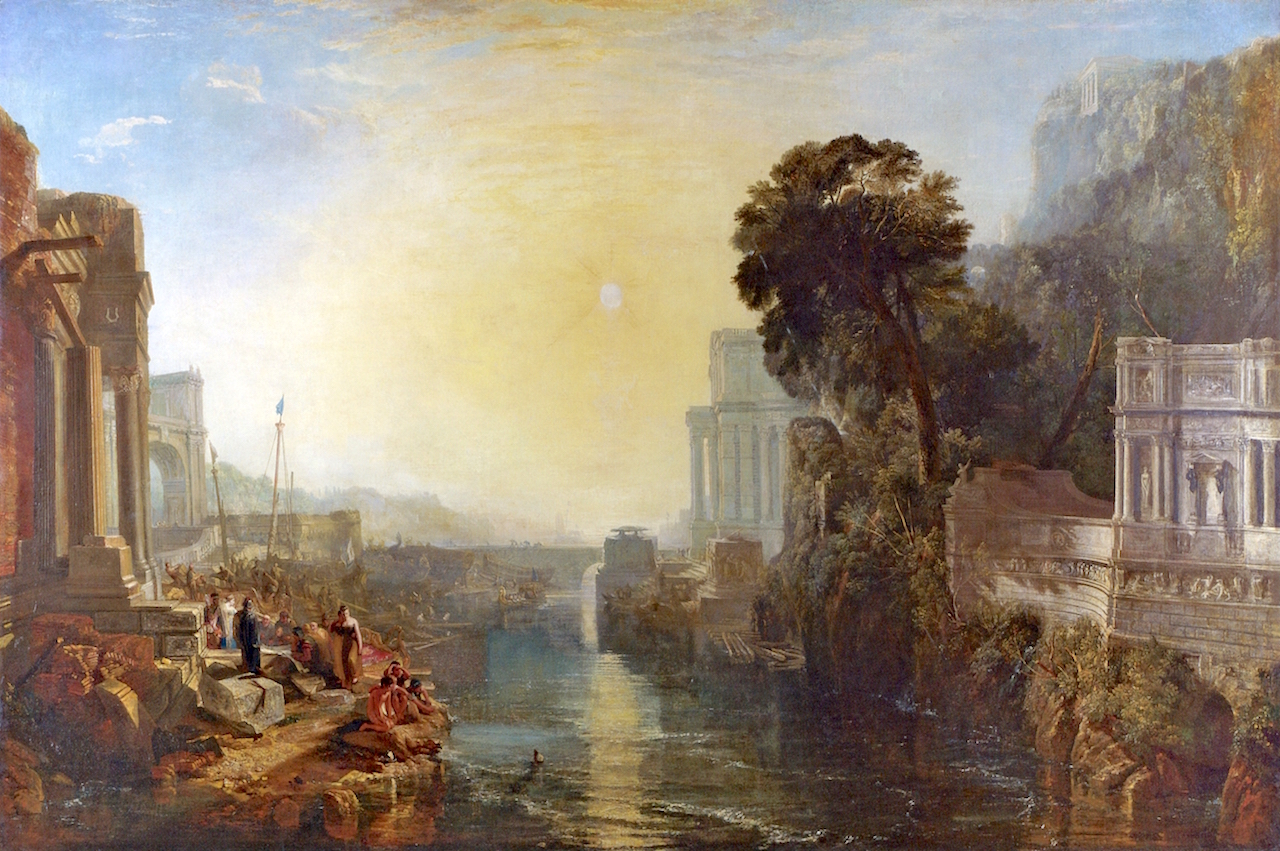
Didon construisant Carthage, 1817 National Gallery, Londres.
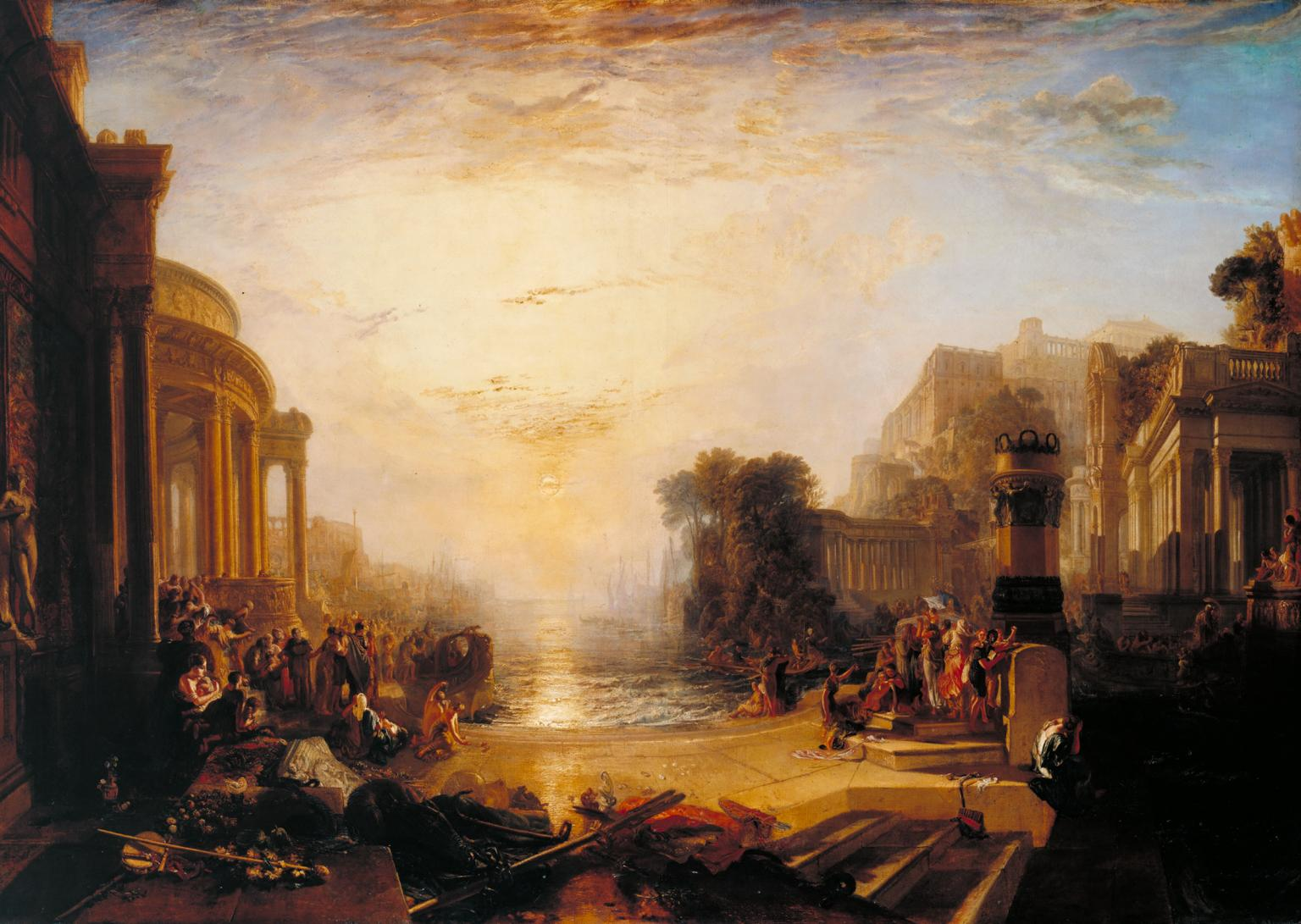
Le Déclin de l'empire carthaginois, 1817 Tate Britain, Londres.

Au XIXe siècle, dans le contexte de colonisation contemporaine, de vastes fouilles sont effectuées dans les pays du Maghreb, axées surtout sur l'époque romaine et byzantine, les vestiges de la période antérieure étant moins impressionnants et n'obéissant pas à l'idéologie sous-jacente à ces recherches.
Néanmoins, au début du XXe siècle des découvertes majeures ont lieu comme le tophet de Carthage en 1921 et, avant cette date, il faut signaler le rôle pionnier de Joseph Whitaker à Motyé.

### Indépendance de la discipline et apports de l'archéologie
Après la dernière période de l'occupation coloniale, avec l'arrivée de chercheurs (comme Gilbert Charles-Picard), la vague des indépendances à partir de 1956 permet l'éclosion d'une école de recherches en Tunisie, représentée notamment par M'hamed Hassine Fantar et Abdelmajid Ennabli. Les fouilles depuis la Libye jusqu'au Maroc, ainsi qu'en Espagne (îles Baléares et Andalousie) et en Italie avec les recherches en Sicile et surtout l'étude à visée exhaustive de la Sardaigne phénico-punique, élargissent considérablement la problématique.

### Champ d'étude actuel
Depuis la fin des années 1970 et la naissance du Congrès international des études phéniciennes et puniques, les savants des divers pays de l'espace punique mettent en place une synergie dans leurs axes de recherche, en particulier les chercheurs italiens de l'Université La Sapienza de Rome (à la suite de Sabatino Moscati), et leurs collègues espagnols et tunisiens.
Stéphane Gsell, dans le tome IV de sa monumentale Histoire ancienne de l'Afrique du Nord, a des mots très durs sur la civilisation carthaginoise : 
« Pour sa part, Carthage a fort peu contribué à la civilisation générale. Son luxe n'a guère été utile à l'art. Nous avons dit ce que son industrie, qui n'inventa rien, se traîna dans la routine, et dont la technique même est soit médiocre, soit mauvaise. »
 Les avancées de l'archéologie depuis la seconde moitié du XXe siècle ont permis de nuancer ce propos, qui reste celui d'un homme marqué par le classicisme, car la civilisation carthaginoise n'entre pas dans ce schéma d'une domination des arts majeurs et ne pouvait que difficilement être appréhendée par un savant du premier tiers du XXe siècle, qui a par ailleurs œuvré à la faire sortir de l'oubli.
Les nombreuses expositions ayant eu lieu à partir des années 1980, depuis celle du palais Grassi en 1988 pour ne citer que la plus marquante jusqu'à celle de l'Institut du monde arabe en 2007-2008, démontrent l'intérêt du public pour une civilisation ouverte sur les autres, « entre Orient et Occident » selon Serge Lancel et en ce sens très contemporaine, malgré son « identité ambigüe ».

### Généralités
- Josette Elayi, Histoire de la Phénicie, Paris, Éditions Perrin, 2013, 341 p. (ISBN 978-2262036621).
- Michel Gras, Pierre Rouillard et Javier Teixidor, L'Univers phénicien, Paris, Arthaud, 1989, 283 p. (ISBN 978-2700307320).
- Stéphane Gsell, Histoire ancienne de l'Afrique du Nord, t. IV : La civilisation carthaginoise, Paris, Hachette, 1920, 515 p. .
- Véronique Krings (dir.), La civilisation phénicienne et punique : manuel de recherches, Leyde, Éditions Brill, 1995, 923 p. (ISBN 978-9004100688). .
- Edward Lipinski (dir.), Dictionnaire de la civilisation phénicienne et punique, Turnhout, Brepols, 1992, 502 p. (ISBN 978-2503500331). .
- Sabatino Moscati, L'épopée des Phéniciens, Paris, Fayard, 1971, 370 p.
- « Carthage, la cité qui fit trembler Rome », Les Cahiers de Science et Vie, no 104,‎ avril-mai 2008 (ISSN 1157-4887). .

### Carthage
- Maria Giulia Amadasi Guzzo, Carthage, Paris, Presses universitaires de France, coll. « Que sais-je ? », 2007, 127 p. (ISBN 978-2130539629). .
- Azedine Beschaouch, La légende de Carthage, Paris, Éditions Gallimard, coll. « Découvertes Gallimard / Archéologie » (no 172), 1993, 176 p. (ISBN 978-2070532124). .
- François Decret, Carthage ou l'empire de la mer, Paris, Éditions du Seuil, coll. « Points histoire », 1977, 252 p. (ISBN 978-2020047128). .
- Jean-Gabriel Demerliac et Jean Meirat, Hannon ou l'empire punique, Paris, Les Belles Lettres, 1983, 359 p. (ISBN 978-2251334172).
- Hédi Dridi, Carthage et le monde punique, Paris, Les Belles Lettres, 2006, 287 p. (ISBN 978-2251410333). .
- M'hamed Hassine Fantar, Carthage, approche d'une civilisation, Tunis, Alif, 1993, 762 p. (ISBN 978-2271050281).
- Madeleine Hours-Miédan, Carthage, Paris, Presses universitaires de France, 1982, 126 p. (ISBN 978-2130374893, lire en ligne). .
- Serge Lancel, Carthage, Paris, Fayard, 1992, 643 p. (ISBN 978-9973194206). .
- Yann Le Bohec, Histoire militaire des guerres puniques : 264-146 av. J.-C., Monaco, Éditions du Rocher, 2003, 337 p. (ISBN 978-2268021478). .
- Gilbert Charles-Picard et Colette Picard, La Vie quotidienne à Carthage au temps d'Hannibal, Paris, Hachette, 1958.
- Colette Picard, Carthage, Paris, Les Belles Lettres, 1951.
- Maurice Sznycer, « Carthage et la civilisation punique », dans Claude Nicolet (dir.), Rome et la conquête du monde méditerranéen, t. 2 : Genèse d'un empire, Paris, Presses universitaires de France, 1978, p. 545–593. .

### Art et catalogues d'expositions
- M'hamed Hassine Fantar, De Carthage à Kairouan : 2 000 ans d'art et d'histoire en Tunisie, Musée du Petit Palais de la Ville de Paris, 20 octobre 1982-27 février 1983, Paris, Association française d'action artistique, 1982, 280 p. (ISBN 978-2865450152).
- Élisabeth Fontan et Hélène Le Meaux (dir.), La Méditerranée des Phéniciens : de Tyr à Carthage, Paris, Somogy, 2007, 407 p. (ISBN 978-2757201305).
- Sabatino Moscati et Pierre Amiet, Les Phéniciens, Paris, Le Chemin vert, 1989, 590 p. (ISBN 978-2714423788).
- André Parrot, Maurice H. Chéhab et Sabatino Moscati, Les Phéniciens, Paris, Éditions Gallimard, coll. « L'Univers des formes », 2007, 348 p. (ISBN 978-2070118977).
- Collectif, Carthage : l'histoire, sa trace et son écho, Paris, Paris Musées, 1995, 319 p. (ISBN 978-2879001968).
- Collectif, « La Méditerranée des Phéniciens », Connaissance des arts, no 344,‎ octobre 2007 (ISSN 0293-9274).

### Archéologie
- Pierre Cintas, Manuel d'archéologie punique : histoire et archéologie comparées, Paris, Picard, 1970-1976, 928 p.
- Abdelmajid Ennabli, Pour sauver Carthage : exploration et conservation de la cité punique, romaine et byzantine, Paris/Tunis, Unesco/Institut national d'archéologie et d'art, 1992, 251 p. (ISBN 978-9232027825). .
- Abdelmajid Ennabli, Alain Rebourg et Helmuth Nils Loose, Carthage : le site archéologique, Tunis, Cérès, 1993, 91 p. (ISBN 978-9973700834).
- M'hamed Hassine Fantar, Kerkouane : cité punique au pays berbère de Tamezrat, VIe-IIIe siècle avant J.-C., Tunis, Alif, 2005, 125 p. (ISBN 978-9973221209).
- Jean-Paul Morel (dir.), La Tunisie : carrefour du monde antique, Dijon, Faton, 1995, 135 p. (ISBN 978-2878440201). .
- Hédi Slim et Nicolas Fauqué, La Tunisie antique : de Hannibal à saint Augustin, Paris, Mengès, 2001, 259 p. (ISBN 978-2856204214).
- Collectif, « Carthage, sa naissance, sa grandeur », Archéologie vivante, vol. 1, no 2,‎ 1968-1969.

#### Histoire
- Libyphéniciens
- Histoire de la Sicile phénicienne
- Liste des cités et colonies phéniciennes et puniques
- Civilisations et cultures antiques

#### Musées abritant des antiquités puniques
- Musée national du Bardo (Tunisie)
- Musée national de Carthage
- Musée du Louvre
- Musée archéologique national de Madrid
- Musée archéologique régional Antonino-Salinas
- Musée archéologique national de Cagliari